# كتب أهل السنة والجماعة
كتب أهل السنة والجماعة هذه قائمة ببعض أهم الكتب والمؤلفات والمراجع عند أهل السنة والجماعة. مرتبة حسب المواضيع، ثم أبجديا حسب اسم الكتاب.

## التفسير وعلوم القرآن

### علم التفسير
هو علم يبحث فيه عن القرآن الكريم من حيث دلالته على مراد الله تعالى بقدر الطاقة البشرية، أو هو كشف معانى القرآن وبيان المراد منه. ومن أهم المؤلفات في هذا الباب:

تفسير الطبري، أصل أصول التفاسير ومن أشهر الكتب في التفسير القرآن الكريم عند أهل السنة والجماعة.

تفسير المحرر الوجيز في تفسير الكتاب العزيز المعروف بتفسير ابن عطية/ تأليف: الإمام ابن عطية الأندلسي. جاء في تذليل ابن سعد على رسالة ابن حزم في مفاخر أهل الأندلس قوله: «ولأبي محمد ابن عطية الغرناطي في تفسير القرآن الكتاب الكبير الذي اشتهر وطار في الغرب والشرق وصاحبه من فضلاء المائة السادسة».

تفسير مفاتيح الغيب أو التفسير الكبير/ تأليف: الإمام فخر الدين الرازي، يعد من أمهات كتب التفسير بالرأي عند أهل السنة والجماعة.

تفسير أنوار التنزيل وأسرار التأويل المعروف بتفسير البيضاوي/ تأليف: القاضي ناصر الدين البيضاوي الشيرازي الشافعي، أحد أهم التفاسير التي حظيت بقبول جمهور أهل السنة، لما حواه من فنون ضمت كثيرا من فضائل تفاسير أخرى، فحظي بالاهتمام والشرح والتدريس في معاهد العلم الديني من أقصى الهند إلى المغرب الأقصى، وعلى رأسها الأزهر في مصر والزيتونة في تونس.

تفسير التحرير والتنوير/ تأليف: محمد الطاهر بن عاشور أحد رواد الإصلاح والتجديد التونسيين، يعد تفسيره (التحرير والتنوير) واحداً من أهم كتب التفسير في العصر الحديث.

| اسم الكتاب                                                           | المؤلف                                   | سنة وفاة المؤلف   | ملاحظات                                                            |
| -------------------------------------------------------------------- | ---------------------------------------- | ----------------- | ------------------------------------------------------------------ |
| تفسير مجاهد                                                          | مجاهد بن جبر                             | 104 هـ            |                                                                    |
| جامع البيان في تفسير القرآن                                          | الطبري                                   | 310 هـ            | معروف باسم تفسير الطبري                                            |
| تفسير ابن أبي حاتم                                                   | ابن أبي حاتم                             | 327 ه‍             |                                                                    |
| تأويلات أهل السنة                                                    | أبو منصور الماتريدي                      | 333 هـ            | معروف باسم تفسير الماتريدي                                         |
| التفسير الكبير                                                       | الطبراني                                 | 360 هـ            | معروف باسم تفسير الطبراني                                          |
| بحر العلوم                                                           | أبو الليث السمرقندي                      | 375 هـ            |                                                                    |
| الهداية إلى بلوغ النهاية                                             | مكي بن أبي طالب                          | 437 هـ            |                                                                    |
| النكت والعيون                                                        | الماوردي                                 | 450 هـ            |                                                                    |
| لطائف الإشارات                                                       | القشيري                                  | 465 هـ            |                                                                    |
| الوسيط في تفسير القرآن المجيد                                        | الواحدي النيسابوري                       | 468 هـ            |                                                                    |
| معالم التنزيل                                                        | البغوي                                   | 516 هـ            |                                                                    |
| الكشاف                                                               | الزمخشري                                 | 538 هـ            |                                                                    |
| المحرر الوجيز في تفسير الكتاب العزيز                                 | ابن عطية الأندلسي                        | 546 هـ            | معروف باسم تفسير ابن عطية                                          |
| زاد المسير في علم التفسير                                            | ابن الجوزي                               | 597 هـ            |                                                                    |
| التفسير الكبير أو مفاتيح الغيب                                       | فخر الدين الرازي                         | 606 هـ            | معروف باسم تفسير الفخر الرازي                                      |
| تفسير العز بن عبد السلام                                             | العز بن عبد السلام                       | 606 هـ            | اختصار لتفسير الماوردي                                             |
| الجامع لأحكام القرآن                                                 | القرطبي                                  | 671 هـ            |                                                                    |
| أنوار التنزيل وأسرار التأويل                                         | ناصر الدين البيضاوي                      | 685 هـ            |                                                                    |
| مدارك التنزيل وحقائق التأويل                                         | حافظ الدين أبو البركات النسفي            | 710 هـ            |                                                                    |
| تفسير الجيلاني                                                       | عبد القادر الجيلاني                      | 713 هـ            |                                                                    |
| لباب التأويل في معاني التنزيل                                        | علاء الدين الخازن                        | 725 هـ            |                                                                    |
| غرائب القرآن ورغائب الفرقان                                          | نظام الدين القمي النيسابوري              | 728 هـ            |                                                                    |
| التسهيل لعلوم التنزيل                                                | ابن جزي الغرناطي                         | 741 هـ            |                                                                    |
| البحر المحيط                                                         | أبو حيان الأندلسي                        | 745 هـ            |                                                                    |
| الدر المصون في علوم الكتاب المكنون                                   | السمين الحلبي                            | 756 هـ            |                                                                    |
| تفسير القرآن العظيم                                                  | ابن كثير                                 | 774 هـ            | معروف باسم تفسير ابن كثير                                          |
| تفسير القرآن الكريم                                                  | ابن قيم الجوزية                          | 751 هـ            | الكتاب معروف باسم التفسير القيم                                    |
| تفسير ابن عرفة                                                       | ابن عرفة                                 | 803 هـ            |                                                                    |
| تفسير الجلالين                                                       | - جلال الدين المحلي - جلال الدين السيوطي | - 864 هـ - 911 هـ |                                                                    |
| الجواهر الحسان في تفسير القرآن                                       | عبد الرحمن الثعالبي                      | 875 هـ            |                                                                    |
| نظم الدرر في تناسب الآيات والسور                                     | برهان الدين البقاعي                      | 885 هـ            |                                                                    |
| الدر المنثور في التفسير بالمأثور                                     | جلال الدين السيوطي                       | 911 هـ            |                                                                    |
| إرشاد العقل السليم إلى مزايا الكتاب الكريم                           | أبو السعود                               | 951 هـ            |                                                                    |
| السراج المنير في الإعانة على معرفة بعض معاني كلام ربنا الحكيم الخبير | الخطيب الشربيني                          | 977 هـ            |                                                                    |
| أنوار القرآن وأسرار الفرقان                                          | الملا علي القاري                         | 1014 هـ           | معروف باسم تفسير الملا علي القاري                                  |
| روح البيان في تفسير القرآن                                           | إسماعيل حقي الخلوتي البروسوي             | 1127 هـ           |                                                                    |
| البحر المديد في تفسير القرآن المجيد                                  | أحمد بن عجيبة                            | 1224 هـ           |                                                                    |
| حاشية الصاوي على تفسير الجلالين                                      | أحمد الصاوي المالكي                      | 1241 هـ           | قام الشيخ أحمد الصاوي بشرح كتاب تفسير الجلالين وتفصيل ما أجمل فيه. |
| فتح القدير                                                           | الشوكاني                                 | 1250 هـ           |                                                                    |
| تفسير المنار                                                         | محمد رشيد رضا                            | 1354 هـ           |                                                                    |
| في مجالس التذكير من كلام الحكيم الخبير                               | عبد الحميد بن باديس                      | 1359 هـ           | الكتاب معروف باسم تفسير ابن باديس                                  |
| تفسير المراغي                                                        | أحمد مصطفى المراغي                       | 1371 هـ           |                                                                    |
| تفسير القرآن الكريم                                                  | محمود شلتوت                              | 1383 هـ           |                                                                    |
| تيسير الكريم الرحمن في تفسير كلام المنان                             | عبد الرحمن السعدي                        | 1376 هـ           |                                                                    |
| التحرير والتنوير                                                     | محمد الطاهر بن عاشور                     | 1393 هـ           |                                                                    |
| أضواء البيان في إيضاح القرآن بالقرآن                                 | محمد الأمين الشنقيطي                     | 1393 هـ           |                                                                    |
| تفسير زهرة التفاسير                                                  | محمد أبو زهرة                            | 1394 هـ           |                                                                    |
| تفسير تيسير التفسير                                                  | إبراهيم القطان                           | 1404 هـ           |                                                                    |
| كلمات القرآن تفسير وبيان                                             | حسنين محمد مخلوف                         | 1410 هـ           |                                                                    |
| المنتخب في تفسير القرآن الكريم                                       | لجنة من علماء الأزهر                     |                   |                                                                    |
| تفسير خواطر محمد متولي الشعراوي                                      | محمد متولي الشعراوي                      | 1418 هـ           |                                                                    |
| التفسير الوسيط للقرآن الكريم                                         | محمد سيد طنطاوي                          | 1431 هـ           |                                                                    |
| التفسير المنير في العقيدة والشريعة والمنهج                           | وهبة الزحيلي                             | 1436 هـ           |                                                                    |
| التفسير الوسيط                                                       | وهبة الزحيلي                             | 1436 هـ           |                                                                    |
| التفسير الوجيز على هامش القرآن العظيم                                | وهبة الزحيلي                             | 1436 هـ           |                                                                    |
| أيسر التفاسير                                                        | أبو بكر الجزائري                         |                   |                                                                    |
| صفوة التفاسير                                                        | محمد علي الصابوني                        |                   |                                                                    |

### علوم القرآن
وهو العلم الذي يتناول الأبحاث المتعلقة بالقرآن من حيث معرفة أسباب النزول، وجمع القرآن وترتيبه، ومعرفة المكي والمدني، والناسخ والمنسوخ، والمحكم والتشابه، إلى غير ذلك مما له صلة بالقرآن. ومن أهم المؤلفات في هذا الباب:

كتاب الإتقان في علوم القرآن، من الكتب الموسوعية التي جمعت الكثير من مباحث علوم القرآن.

البرهان في علوم القرآن تأليف: بدر الدين الزركشي من أهم كتب علوم القرآن وأكبرها.

| اسم الكتاب                                                          | المؤلف                    | سنة وفاة المؤلف | ملاحظات |
| ------------------------------------------------------------------- | ------------------------- | --------------- | ------- |
| الإتقان في علوم القرآن                                              | جلال الدين السيوطي        | 911 هـ          |         |
| البرهان في علوم القرآن                                              | بدر الدين الزركشي         | 794 هـ          |         |
| المفردات في غريب القرآن                                             | الراغب الأصفهاني          | 502 هـ          |         |
| الإسرائيليات والموضوعات في كتب التفسير                              | محمد أبو شهبة             | 1403 هـ         |         |
| البدور الزاهرة في القراءات العشر المتواترة من طريقي الشاطبية والدرة | عبد الفتاح القاضي         | 1403 هـ         |         |
| التبيان في إعراب القرآن                                             | أبو البقاء العكبري        | 616 هـ          |         |
| التبيان في أقسام القرآن                                             | ابن قيم الجوزية           | 751 هـ          |         |
| الصحيح المسند من أسباب النزول                                       | مقبل بن هادي الوادعي      | 1422 هـ         |         |
| القواعد الحسان في تفسير القرآن                                      | عبد الرحمن بن ناصر السعدي | 1376 هـ         |         |
| المقدمة فيما على قارئ القرآن أن يعلمه                               | شمس الدين ابن الجزري      | 833 هـ          |         |
| المقنع في رسم مصاحف الأمصار                                         | أبو عمرو الداني           | 444 هـ          |         |
| الناسخ والمنسوخ                                                     | ابن حزم                   | 456 هـ          |         |
| النشر في القراءات العشر                                             | ابن الجزري                | 833 هـ          |         |
| إعجاز القرآن                                                        | أبو بكر الباقلاني         | 403 هـ          |         |
| إعراب القرآن                                                        | أبو إسحاق الزجاج          | 311 هـ          |         |
| إعراب القرآن                                                        | إسماعيل الأصبهاني         | 535 هـ          |         |
| أحكام القرآن الكريم                                                 | أبو جعفر الطحاوي          | 321 هـ          |         |
| أحكام القرآن                                                        | أبو بكر بن العربي         | 543 هـ          |         |
| أحكام القرآن                                                        | أبو بكر الجصاص            | 370 هـ          |         |
| أحكام القرآن                                                        | محمد بن إدريس الشافعي     | 204 هـ          |         |
| أسباب نزول القرآن                                                   | الواحدي النيسابوري        | 468 هـ          |         |
| أسرار ترتيب القرآن                                                  | جلال الدين السيوطي        | 911 هـ          |         |
| أصول في التفسير                                                     | ابن عثيمين                | 1421 هـ         |         |
| تاريخ القرآن الكريم                                                 | محمد طاهر الكردي          | 1400 هـ         |         |
| تيسير اللطيف المنان في خلاصة تفسير الأحكام                          | عبد الرحمن بن ناصر السعدي | 1376 هـ         |         |
| حرز الأماني ووجه التهاني في القراءات السبع                          | إبراهيم بن موسى الشاطبي   | 790 هـ          |         |
| دلائل الإعجاز                                                       | عبد القاهر الجرجاني       | 471 هـ          |         |
| غريب القرآن المسمى بنزهة القلوب                                     | أبو بكر السجستاني         | 330 هـ          |         |
| فضائل القرآن وتلاوته                                                | أبو الفضل الرازي          | 454 هـ          |         |
| فضائل القرآن                                                        | ابن كثير                  | 774 هـ          |         |
| فضائل القرآن                                                        | النسائي                   | 303 هـ          |         |
| فضائل القرآن                                                        | محمد بن عبد الوهاب        | 1206 هـ         |         |
| لباب النقول في أسباب النزول                                         | جلال الدين السيوطي        | 911 هـ          |         |
| مفحمات الأقران في مبهمات القرآن                                     | جلال الدين السيوطي        | 911 هـ          |         |
| مقدمة في أصول التفسير                                               | ابن تيمية                 | 728 هـ          |         |
| مناهل العرفان في علوم القرآن                                        | محمد عبد العظيم الزرقاني  | 1367 هـ         |         |
| نزهة الأعين النواظر في علم الوجوه والنظائر                          | ابن الجوزي                | 597 هـ          |         |

## العقيدة
وهو العلم الذي يتناول مباحث الإيمان والشريعة وأصول الدين والاعتقاديات كالإيمان الجازم بالله تعالى، وملائكته، وكتبه، ورسله، واليوم الآخر، والقدر خيره وشره ، وسائر ما ثَبَتَ من أُمور الغيب، وأُصول الدين، وما أجمع عليه السلف الصالح، والتسليم التام لله تعالى في الأمر، والحكم، والطاعة، والاتباع لرسوله ، فالعقيدة الصحيحة هي الأساس الذي يقوم عليه الدين وتصح معه الأعمال، وهي الثوابت العلمية والعملية التي يجزم ويوقن بها المسلم. وقسمت المؤلفات إلى كتب عقيدة من منظور عام، وكتب أشاعرة وماتريدية وصوفية، وكتب سلفية:

### كتب العقيدة من منظور عام
|    | اسم الكتاب                                   | المؤلف                   | سنة وفاة المؤلف | ملاحظات |
| -- | -------------------------------------------- | ------------------------ | --------------- | ------- |
| 1  | الفقه الأكبر                                 | أبو حنيفة النعمان        | 150 هـ          |         |
| 2  | الفقه الأبسط                                 | أبو حنيفة النعمان        | 150 هـ          |         |
| 3  | العالم والمتعلم                              | أبو حنيفة النعمان        | 150 هـ          |         |
| 4  | كتاب القدر                                   | لعبد الله بن وهب المصري  | 197 ه‍           |         |
| 5  | أصول السنة                                   | أبو بكر بن حميد          | 219 ه‍           |         |
| 6  | الإيمان                                      | أبو عبيد القاسم بن سلام  | 224 هـ          |         |
| 7  | الإيمان                                      | أبو بكر بن أبي شيبة      | 235 هـ          |         |
| 8  | أصول السنة                                   | أحمد بن حنبل             | 241 هـ          |         |
| 9  | الإيمان                                      | أحمد بن حنبل             | 241 هـ          |         |
| 10 | الرد على الزنادقة والجهمية                   | أحمد بن حنبل             | 241 هـ          |         |
| 11 | الإيمان                                      | محمد بن أبي عمر العدني   | 243 ه‍           |         |
| 12 | خلق أفعال العباد                             | الإمام البخاري           | 256 هـ          |         |
| 13 | شرح السنة                                    | إسماعيل بن يحيى المزني   | 264 هـ          |         |
| 14 | الاختلاف في اللفظ والرد على الجهمية والمشبهة | ابن قتيبة                | 276 ه‍           |         |
| 15 | الرد على الجهمية                             | عثمان بن سعيد الدارمي    | 280 هـ          |         |
| 16 | النقض على بشر المريسي                        | عثمان بن سعيد الدارمي    | 280 هـ          |         |
| 17 | السنة                                        | حرب الكرماني             | 280 ه‍           |         |
| 18 | السنة                                        | أبو بكر بن أبي عاصم      | 287 هـ          |         |
| 19 | ما جاء في البدع                              | محمد بن وضاح             | 287 ه‍           |         |
| 20 | السنة                                        | عبد الله بن أحمد بن حنبل | 290 هـ          |         |
| 21 | السنة                                        | محمد بن نصر المروزي      | 294 ه‍           |         |
| 22 | العرش وما روي فيه                            | أبو جعفر بن أبي شيبة     | 297 ه‍           |         |
| 23 | كتاب النعوت الأسماء والصفات                  | أحمد بن شعيب النسائي     | 303 ه‍           |         |
| 24 | صريح السنة                                   | محمد بن جرير الطبري      | 310 هـ          |         |
| 25 | التبصير في معالم الدين                       | أبو جعفر ابن جرير الطبري | 310 هـ          |         |
| 26 | السنة                                        | أبو بكر الخلال           | 311 هـ          |         |
| 27 | كتاب التوحيد وإثبات صفات الرب عز وجل         | محمد بن خزيمة            | 311 هـ          |         |
| 28 | قصيدة في السنة»                              | ابن أبي داود             | 316 ه‍           |         |
| 29 | كتاب البعث                                   | ابن أبي داود             | 316 ه‍           |         |
| 30 | العقيدة الطحاوية                             | أبو جعفر الطحاوي         | 321 ه‍           |         |
| 31 | شرح السنة                                    | البربهاري                | 329 ه‍           |         |
| 32 | الرد على من يقول القرآن مخلوق                | النجاد                   | 348 ه‍           |         |
| 33 | الشريعة                                      | أبو بكر الآجري           | 360 ه‍           |         |
| 34 | كتاب العظمة                                  | أبو الشيخ الأصبهاني      | 369             |         |
|    | العواصم والقواصم في الذب عن سنة أبي القاسم   | ابن الوزير اليماني       | 840 هـ          |         |

### كتب عقيدة أشعرية وماتريدية وصوفية

التوحيد وإثبات صفات الرب عز وجل المعروفة بالتوحيد ابن خزيمة، من كتب العقيدة المسندة المعتمدة على نقل ما جاء في الكتاب والسنة، وأقوال السلف الصالح

الرسالة القشيرية تأليف الإمام زين الدين أبي القاسم القشيري، مع تعليقات القاضي زكريا بن محمد الأنصاري.

حاشية زكريا الأنصاري المسماة «فتح الإله الماجد بإيضاح شرح العقائد» على شرح العقائد النسفية للإمام سعد الدين التفتازاني.

كتاب الإبانة عن أصول الديانةـ تأليف الإمام أبي الحسن الأشعري، يعد من أهم الكتب التي ألفت في الرد على مخالفي أبي الحسن الأشعري.

كتاب التوحيد تأليف الإمام ابن منده واسمه الكامل التوحيد ومعرفة أسماء الله عز وجل وصفاته على الإتفاق والتفرد كتاب نقل فيه عقيدة السلف الصالح بما يتعلق بالتوحيد.

كتاب تأسيس التقديس أو أساس التقديس/ تأليف شيخ المعقول والمنقول الإمام فخر الدين الرازي الذي انتقده ابن تيمية في كتابه بيان تلبيس الجهمية.

كتاب تبيين كذب المفتري فيما نسب إلى الإمام أبي الحسن الأشعري.

كتاب أم البراهين شرح العقيدة الصغرى تأليف الإمام محمد بن يوسف السنوسي من الكتب الهامة في علم التوحيد، فقد لخص فيه الإمام السنوسي عقيدة أهل السنة والجماعة على طريقة الإمام أبي الحسن الأشعري.

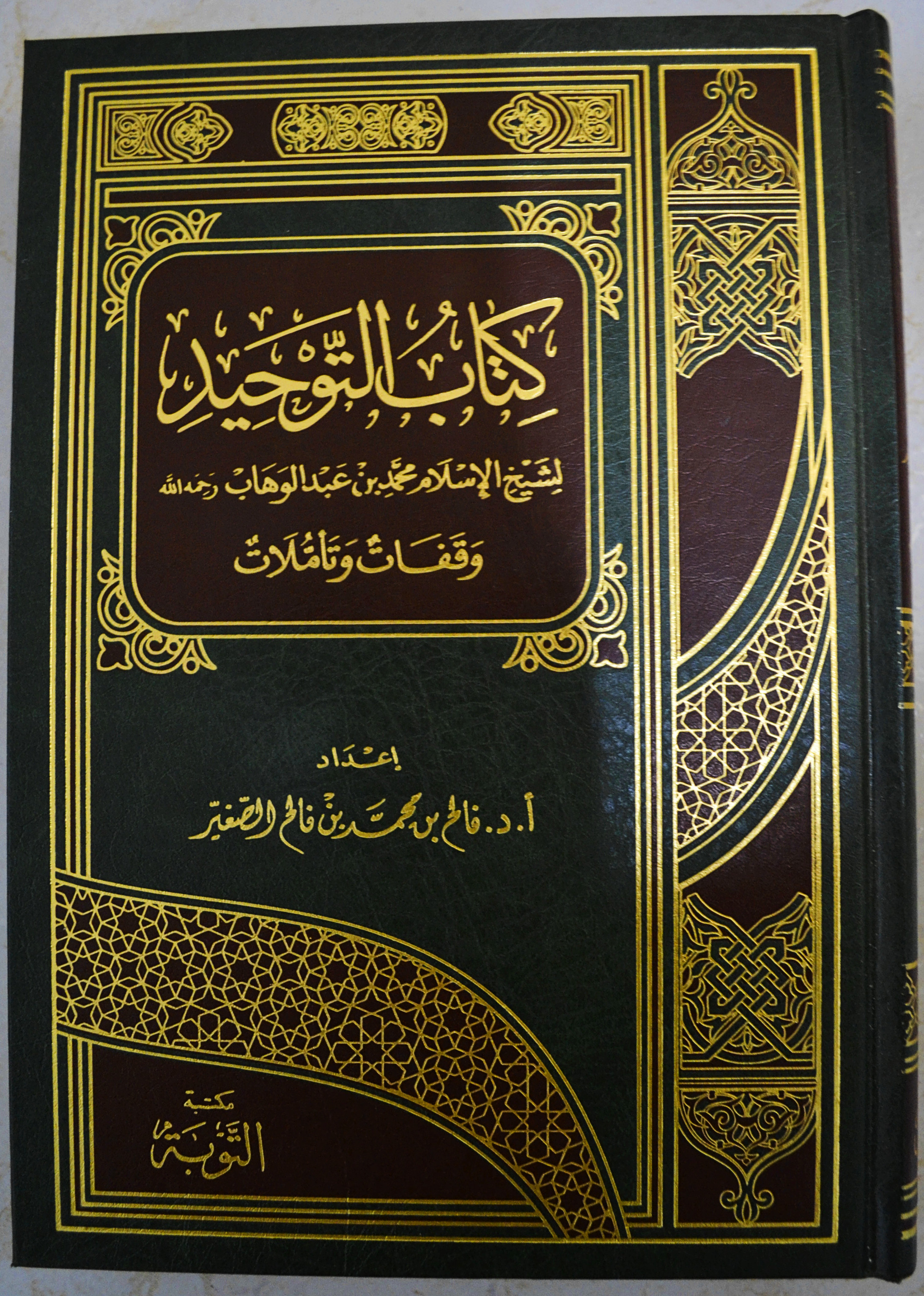
كتاب التوحيد للمجدد محمد بن عبد الوهاب، وهو كتاب مبني على آية وحديث، وقول واحد من السلف أحيانا

كتاب الرد على الزنادقة والجهمية لابن تيمية اشتمل الكتاب على قسمين وكل قسم فيه عدة مسائل مهمة.

كتاب أهل السنة الأشاعرة شهادة علماء الأمة وأدلتهم جمع وإعداد الشيخ حمد سنان، والشيخ فوزي العنجري.

| اسم الكتاب                                                                                  | المؤلف                           | سنة وفاة المؤلف | ملاحظات |
| ------------------------------------------------------------------------------------------- | -------------------------------- | --------------- | --- |
| مقالات الإسلاميين واختلاف المصلين                                                           | أبو الحسن الأشعري                | 324 هـ          | |
| الإبانة عن أصول الديانة                                                                     | أبو الحسن الأشعري                | 324 هـ          | |
| اللمع في الرد على أهل الزيغ والبدع                                                          | أبو الحسن الأشعري                | 324 هـ          | |
| رسالة إلى أهل الثغر                                                                         | أبو الحسن الأشعري                | 324 هـ          | |
| الرد على المجسمة                                                                            | أبو الحسن الأشعري                | 324 هـ          | |
| التنبيه والرد على أهل الأهواء والبدع                                                        | أبو الحسين الملطي                | 377 هـ          | |
| الإنصاف فيما يجب اعتقاده ولا يجوز الجهل به                                                  | أبو بكر الباقلاني                | 403 هـ          | |
| تمهيد الأوائل وتلخيص الدلائل                                                                | أبو بكر الباقلاني                | 403 هـ          | |
| مجرد مقالات الشيخ أبي الحسن الأشعري                                                         | أبو بكر بن فورك                  | 406 هـ          | |
| تأويل الأخبار المتشابهة والرد على الملحدة وأهل الأهواء المبتدعة والجهمية والمعتزلة والجسمية | أبو بكر بن فورك                  | 406 هـ          | |
| الفرق بين الفرق                                                                             | عبد القاهر البغدادي              | 429 هـ          | |
| أصول الدين                                                                                  | عبد القاهر البغدادي              | 429 هـ          | |
| الفصل في الملل والأهواء والنحل                                                              | ابن حزم الأندلسي                 | 456 هـ          | |
| الأسماء والصفات                                                                             | أبو بكر البيهقي                  | 458 هـ          | |
| الاعتقاد والهداية إلى سبيل الرشاد                                                           | أبو بكر البيهقي                  | 458 هـ          | |
| إثبات عذاب القبر                                                                            | أبو بكر البيهقي                  | 458 هـ          | |
| الرسالة القشيرية                                                                            | أبو القاسم القشيري               | 465 هـ          | |
| التبصير في الدين وتمييز الفرقة الناجية عن الفرق الهالكين                                    | أبو المظفر الإسفراييني           | 471 هـ          | |
| الإشارة إلى مذهب أهل الحق                                                                   | أبو إسحاق الشيرازي               | 476 هـ          | يتناول هذا الكتاب الدفاع عن مذهب أهل السنة الأشاعرة بالأدلة والبراهين. |
| الغنية في أصول الدين                                                                        | أبو سعد المتولي النيسابوري       | 478 هـ          | |
| الإرشاد إلى قواطع الأدلة في أصول الاعتقاد                                                   | أبو المعالي الجويني              | 478 هـ          | |
| لمع الأدلة في قواعد عقائد أهل السنة والجماعة                                                | أبو المعالي الجويني              | 478 هـ          | |
| النظامية في الأركان الإسلامية                                                               | أبو المعالي الجويني              | 478 هـ          | العقيدة النظامية لأبي المعالي الجويني. |
| أصول الدين                                                                                  | أبو اليسر البزدوي                | 493 هـ          | |
| قواعد العقائد                                                                               | حجة الإسلام أبو حامد الغزالي     | 505 هـ          | |
| الاقتصاد في الاعتقاد                                                                        | حجة الإسلام أبو حامد الغزالي     | 505 هـ          | |
| المنقذ من الضلال والموصل إلى ذي العزة والجلال                                               | حجة الإسلام أبو حامد الغزالي     | 505 هـ          | |
| المقصد الأسنى في شرح معاني أسماء الله الحسنى                                                | حجة الإسلام أبو حامد الغزالي     | 505 هـ          | |
| فضائح الباطنية                                                                              | حجة الإسلام أبو حامد الغزالي     | 505 هـ          | |
| تبصرة الأدلة في أصول الدين                                                                  | أبو المعين النسفي                | 508 هـ          | يعد من أهم المراجع في معرفة عقيدة الماتريدية بعد كتاب التوحيد للماتريدي، وقد اختصره في كتابه التمهيد.                                                                      |
| التمهيد في أصول الدين أو التمهيد لقواعد التوحيد                                             | أبو المعين النسفي                | 508 هـ          | |
| بحر الكلام في علم التوحيد                                                                   | أبو المعين النسفي                | 508 هـ          | من الكتب المختصرة التي تناول فيها أهم قضايا علم الكلام. |
| الغنية في الكلام                                                                            | أبو القاسم الأنصاري              | 511 هـ          | |
| العقيدة المرشدة                                                                             | ابن تومرت                        | 524 هـ          | |
| العقائد النسفية                                                                             | نجم الدين عمر النسفي             | 537 هـ          | يعد من أهم المتون في العقيدة الماتريدية وهو عبارة عن مختصر لتبصرة الأدلة لأبي المعين النسفي.                                                                               |
| العواصم من القواصم                                                                          | أبو بكر بن العربي                | 543 هـ          | |
| الإعلام بحدود قواعد الإسلام                                                                 | القاضي عياض                      | 544 هـ          | |
| الملل والنحل                                                                                | أبو الفتح الشهرستاني             | 548 هـ          | |
| نهاية الإقدام في علم الكلام                                                                 | أبو الفتح الشهرستاني             | 548 هـ          | |
| تبيين كذب المفتري فيما نسب إلى الإمام أبي الحسن الأشعري                                     | فخر الدين ابن عساكر              | 571 هـ          | |
| العقيدة البرهانية                                                                           | أبو عمرو عثمان السلالجي          | 574 هـ          | |
| البرهان المؤيد                                                                              | أحمد الرفاعي                     | 578 هـ          | |
| البداية من الكفاية في الهداية في أصول الدين                                                 | نور الدين الصابوني               | 580 هـ          | |
| دفع شبه التشبيه بأكف التنزيه                                                                | ابن الجوزي                       | 597 هـ          | |
| تلبيس إبليس                                                                                 | ابن الجوزي                       | 597 هـ          | |
| أصول الدين                                                                                  | جمال الدين الغزنوي               | 593 هـ          | |
| التمهيد لقواعد التوحيد                                                                      | أبو الثناء اللامشي               | قرن 6 هـ        | |
| أساس التقديس أو تأسيس التقديس                                                               | فخر الدين الرازي                 | 606 هـ          | |
| المطالب العالية من العلم الإلهي                                                             | فخر الدين الرازي                 | 606 هـ          | |
| محصل أفكار المتقدمين والمتأخرين من العلماء والحكماء والمتكلمين                              | فخر الدين الرازي                 | 606 هـ          | |
| لوامع البينات في شرح أسماء الله تعالى والصفات                                               | فخر الدين الرازي                 | 606 هـ          | |
| نهاية العقول في دراية الأصول                                                                | فخر الدين الرازي                 | 606 هـ          | |
| مقدمات المراشد في علم العقائد                                                               | ابن خمير السبتي                  | 614 هـ          | |
| أبكار الأفكار في أصول الدين                                                                 | سيف الدين الآمدي                 | 631 هـ          | |
| غاية المرام في علم الكلام                                                                   | سيف الدين الآمدي                 | 631 هـ          | |
| رسائل في التوحيد                                                                            | سلطان العلماء العز بن عبد السلام | 660 هـ          | الملحة في اعتقاد أهل الحق، الأنواع في علوم التوحيد، الرد على المبتدعة والحشوية، وصية الشيخ عز الدين بن عبد السلام.                                                         |
| حل الرموز ومفاتيح الكنوز                                                                    | سلطان العلماء العز بن عبد السلام | 660 هـ          | |
| طوالع الأنوار من مطالع الأنظار                                                              | ناصر الدين البيضاوي              | 685 هـ          | |
| مصباح الأرواح في أصول الدين                                                                 | ناصر الدين البيضاوي              | 685 هـ          | |
| الصحائف الإلهية                                                                             | شمس الدين السمرقندي              | 690 هـ          | |
| ملجمة المجسمة                                                                               | علاء الدين البخاري               | 730 هـ          | تحقيق: سعيد عبد اللطيف فودة |
| شرح العقيدة الطحاوية                                                                        | شجاع الدين التركستاني            | 733 هـ          | |
| النور المبين في قواعد عقائد الدين                                                           | ابن جزي الغرناطي                 | 741 هـ          | |
| النكت المفيدة في شرح الخطبة والعقيدة                                                        | محمد بن سلامة الأنصاري           | 746 هـ          | |
| السيف الصقيل في الرد على ابن زفيل                                                           | تقي الدين السبكي                 | 756 هـ          | |
| الدرة المضية في الرد على ابن تيمية                                                          | تقي الدين السبكي                 | 756 هـ          | |
| الاعتبار ببقاء الجنة والنار                                                                 | تقي الدين السبكي                 | 756 هـ          | في الرد على ابن تيمية وابن القيم القائلين بفناء النار |
| شفاء السقام في زيارة خير الأنام                                                             | تقي الدين السبكي                 | 756 هـ          | |
| السيف المسلول على من سب الرسول                                                              | تقي الدين السبكي                 | 756 هـ          | |
| نقد الاجتماع والافتراق في مسائل الأيمان والطلاق                                             | تقي الدين السبكي                 | 756 هـ          | |
| النظر المحقق في الحلف بالطلاق المعلق                                                        | تقي الدين السبكي                 | 756 هـ          | |
| المواقف في علم الكلام                                                                       | عضد الدين الإيجي                 | 756 هـ          | |
| رسالة في الرد على ابن تيمية في مسألة حوادث لا أول لها                                       | بهاء الدين الإخميمي              | 764 هـ          | |
| طبقات الشافعية الكبرى                                                                       | تاج الدين السبكي                 | 771 هـ          | |
| شرح العقائد النسفية                                                                         | سعد الدين التفتازاني             | 792 هـ          | |
| المختصر الكلامي                                                                             | ابن عرفة                         | 803 هـ          | |
| لباب المحصل في أصول الدين                                                                   | ابن خلدون                        | 808 هـ          | |
| دفع شبه من شبّه وتمرّد ونسب ذلك إلى السيد الجليل الإمام أحمد                                  | تقي الدين الحصني                 | 829 هـ          | |
| المسامرة شرح المسايرة في العقائد المنجية في الآخرة                                          | الكمال بن الهمام                 | 861 هـ          | |
| حقائق التوحيد                                                                               | عبد الرحمن الثعالبي              | 875 هـ          | |
| شرح المقدمات                                                                                | محمد بن يوسف السنوسي             | 895 هـ          | |
| العقيدة الكبرى                                                                              | محمد بن يوسف السنوسي             | 895 هـ          | |
| العقيدة الوسطى                                                                              | محمد بن يوسف السنوسي             | 895 هـ          | |
| العقيدة الصغرى                                                                              | محمد بن يوسف السنوسي             | 895 هـ          | وتسمى أيضا أم البراهين والسنوسية. |
| شرح عقيدة الإمام الغزالي                                                                    | أحمد زروق                        | 899 هـ          | |
| المقصد الأسما في شرح أسماء الله الحسنى                                                      | أحمد زروق                        | 899 هـ          | |
| المسامرة شرح المسايرة في العقائد المنجية في الآخرة                                          | الكمال بن أبي شريف               | 906 هـ          | |
| شرح العقائد العضدية                                                                         | جلال الدين الدواني               | 918 هـ          | |
| الحجج الباهرة في إفحام الطائفة الكافرة الفاجرة                                              | جلال الدين الدواني               | 918 هـ          | |
| فتح الإله الماجد بإيضاح شرح العقائد                                                         | زكريا الأنصاري                   | 926 هـ          | |
| اليواقيت والجواهر في بيان عقائد الأكابر                                                     | عبد الوهاب الشعراني              | 973 هـ          | |
| الجوهر المنظم في زيارة القبر الشريف النبوي المكرم                                           | ابن حجر الهيتمي                  | 974 هـ          | |
| الصواعق المحرقة في الرد على أهل البدع والزندقة                                              | ابن حجر الهيتمي                  | 974 هـ          | |
| الحق المبين في الرد على الوهابيين                                                           | أحمد السرهندي                    | 1034 هـ         | |
| إضاءة الدجنة في عقائد أهل السنة                                                             | أحمد بن محمد المقري التلمساني    | 1034 هـ         | |
| جوهرة التوحيد                                                                               | برهان الدين اللقاني              | 1034 هـ         | |
| إشارات المرام من عبارات الإمام أبي حنيفة النعمان في أصول الدين                              | كمال الدين البياضي               | 1098 هـ         | |
| العقيدة النورية في اعتقاد الأئمة الأشعرية                                                   | أبو الحسن النوري الصفاقسي        | 1118 هـ         | |
| عقيدة أهل الإسلام                                                                           | عبد الله بن علوي الحداد          | 1132 هـ         | شرح حسنين محمد مخلوف |
| السيف الباتر لعنق المنكر على الأكابر                                                        | عبد الله بن علوي الحداد          | 1132 هـ         | |
| مصباح الأنام وجلاء الظلام في رد شبه البدعي النجدي التي أضل بها العوام                       | عبد الله بن علوي الحداد          | 1132 هـ         | |
| رفع الأستار لإبطال أدلة القائلين بفناء النار                                                | الأمير الصنعاني                  | 1182 هـ         | |
| تطهير الاعتقاد عن أدران الإلحاد                                                             | الأمير الصنعاني                  | 1182 هـ         | |
| الخريدة البهية                                                                              | أحمد الدردير                     | 1201 هـ         | |
| إتحاف السادة المتقين بشرح إحياء علوم الدين                                                  | مرتضى الزبيدي                    | 1205 هـ         | |
| الصواعق الإلهية في الرد على الوهابية                                                        | سليمان بن عبد الوهاب             | 1210 هـ         | |
| فصل الخطاب من كتاب الله وحديث الرسول وكلام العلماء في مذهب ابن عبد الوهاب                   | سليمان بن عبد الوهاب             | 1210 هـ         | |
| المنح الإلهية في طمس الضلالة الوهابية                                                       | إسماعيل التميمي                  | 1248 هـ         | |
| السحب الوابلة على ضرائح الحنابلة                                                            | محمد بن عبد الله بن حميد النجدي  | 1295 هـ         | |
| فتنة الوهابية                                                                               | أحمد زيني دحلان                  | 1304 هـ         | |
| الدرر السنية في الرد على الوهابية                                                           | أحمد زيني دحلان                  | 1304 هـ         | |
| خلاصة الكلام في بيان أمراء البلد الحرام                                                     | أحمد زيني دحلان                  | 1304 هـ         | |
| الاعتماد في الاعتقاد                                                                        | أبو المحاسن القاوقجي             | 1305 هـ         | |
| النقول الشرعية في الرد على الوهابية                                                         | حسن الشطي الحنبلي                | 1307 هـ         | رسالة مختصرة تحدث فيها عن شروط الاجتهاد وعن التوسل والاستغاثة وكرامات الأولياء وزيارة القبور وتقسيم الشرك وتقسيم البدعة وختمها بكلام في التصوف وكلام لابن عربي في الوصايا. |
| الشذرات الذهبية على منظومة العقائد الشرنوبية                                                | إبراهيم المارغني                 | 1349 هـ         | |
| تطهير الفؤاد من دنس الاعتقاد                                                                | شمس الدين محمد بخيت المطيعي      | 1354 هـ         | |
| الحجة الدامغة لشبهات المجسمة الزائغة                                                        | حسين سامي بدوي                   | 1362 هـ         | |
| التحقيق التام في علم الكلام                                                                 | محمد الحسيني الظواهري            | 1365 هـ         | |
| مقالات الكوثري                                                                              | محمد زاهد الكوثري                | 1371 هـ         | |
| العقيدة وعلم الكلام                                                                         | محمد زاهد الكوثري                | 1371 هـ         | |
| محق التقول في مسألة التوسل                                                                  | محمد زاهد الكوثري                | 1371 هـ         | |
| الاستبصار في التحدث عن الجبر والاختيار                                                      | محمد زاهد الكوثري                | 1371 هـ         | |
| التعقب الحثيث لما ينفيه ابن تيمية من الحديث                                                 | محمد زاهد الكوثري                | 1371 هـ         | |
| البحوث الوفية في مفردات ابن تيمية                                                           | محمد زاهد الكوثري                | 1371 هـ         | |
| الاشفاق على أحكام الطلاق                                                                    | محمد زاهد الكوثري                | 1371 هـ         | |
| اللامذهبية قنطرة اللادينية                                                                  | محمد زاهد الكوثري                | 1371 هـ         | |
| تأنيب الخطيب على ما ساقه في ترجمة أبي حنيفة من الأكاذيب                                     | محمد زاهد الكوثري                | 1371 هـ         | |
| صفعات البرهان على صفحات العدوان                                                             | محمد زاهد الكوثري                | 1371 هـ         | |
| نظرة عابرة في مزاعم من ينكر نزول عيسى عليه السلام قبل الآخرة                                | محمد زاهد الكوثري                | 1371 هـ         | |
| تحذير الخلف من مخازي أدعياء السلف                                                           | محمد زاهد الكوثري                | 1371 هـ         | |
| التفكير فريضة إسلامية                                                                       | عباس محمود العقاد                | 1383 هـ         | |
| الفلسفة القرآنية                                                                            | عباس محمود العقاد                | 1383 هـ         | |
| جلال الحق في كشف أحوال شرار الخلق                                                           | إبراهيم حلمي القادري             | 1390 هـ         | |
| تاريخ المذاهب الإسلامية                                                                     | محمد أبو زهرة                    | 1394 هـ         | |
| العقيدة الإسلامية كما جاء بها القرآن الكريم                                                 | محمد أبو زهرة                    | 1394 هـ         | |
| في ملكوت الله مع أسماء الله                                                                 | عبد المقصود محمد سالم            | 1397 هـ         | |
| ابن تيمية ليس سلفيا                                                                         | منصور محمد محمد عويس             | —               | |
| عقيدة المسلم                                                                                | محمد الغزالي                     | 1416 هـ         | |
| تراثنا الفكري في ميزان الشرع والعقل                                                         | محمد الغزالي                     | 1416 هـ         | |
| كيف نتعامل مع القرآن                                                                        | محمد الغزالي                     | 1416 هـ         | |
| المناظرة الحديثة في علم مقارنة الأديان بين ديدات وسواجارت                                   | محمد الغزالي                     | 1416 هـ         | |

### كتب عقيدة أهل الحديث

العقيدة الطحاوية، لأبو جعفر الطحاوي مع شرحها لابن أبي العز أحد أهم الكتب في بيان عقيدة أهل السنة والجماعة كما وردت في منبعيها الكتاب والسنة.

| اسم الكتاب | المؤلف | سنة وفاة المؤلف     | ملاحظات |
| --- | --- | ------------------- | ------- |
| القدر | عبد الله بن وهب المصري | 197 هـ              |         |
| أصول السنة | أبو بكر بن حميد | 219 هـ              |         |
| الإيمان | أبو عبيد القاسم بن سلام                                                                                                   | 224 هـ              |         |
| الإيمان | عبد الله الهروي البغدادي                                                                                                  | 224 هـ              |         |
| الإيمان | أبو بكر بن أبي شيبة | 235 هـ              |         |
| الحيدة والاعتذار في الرد على من قال بخلق القرآن                                                                | عبد العزيز بن يحيى الكناني                                                                                                | 240 هـ              |         |
| أصول السنة | أحمد بن حنبل | 241 هـ              |         |
| الإيمان | أحمد بن حنبل | 241 هـ              |         |
| الرد على الزنادقة والجهمية                                                                                     | أحمد بن حنبل | 241 هـ              |         |
| الإيمان | محمد بن أبي عمر العدني | 243 هـ              |         |
| خلق أفعال العباد                                                                                               | الإمام البخاري | 256 هـ              |         |
| شرح السنة | إسماعيل بن يحيى المزني | 264 هـ              |         |
| الاختلاف في اللفظ والرد على الجهمية والمشبهة                                                                   | ابن قتيبة | 276 هـ              |         |
| الرد على الجهمية                                                                                               | عثمان بن سعيد الدارمي | 280 هـ              |         |
| النقض على بشر المريسي                                                                                          | عثمان بن سعيد الدارمي | 280 هـ              |         |
| السنة | حرب الكرماني | 280 هـ              |         |
| رسالة في أن القرآن غير مخلوق                                                                                   | إبراهيم الحربي | 285 هـ              |         |
| السنة | أبو بكر بن أبي عاصم | 287 هـ              |         |
| السنة | عبد الله بن أحمد بن حنبل                                                                                                  | 290 هـ              |         |
| السنة | محمد بن نصر المروزي | 294 هـ              |         |
| القدر | الفريابي | 301 ه‍               |         |
| صفة النفاق وذم المنافقين                                                                                       | الفريابي | 301 هـ              |         |
| كتاب النعوت الأسماء والصفات                                                                                    | أحمد بن شعيب النسائي | 303 هـ              |         |
| صريح السنة | أبو جعفر ابن جرير الطبري                                                                                                  | 310 هـ              |         |
| التبصير في معالم الدين                                                                                         | أبو جعفر ابن جرير الطبري                                                                                                  | 310 هـ              |         |
| السنة | أبو بكر الخلال | 311 هـ              |         |
| كتاب التوحيد وإثبات صفات الرب عز وجل                                                                           | محمد بن خزيمة | 311 هـ              |         |
| قصيدة في السنة                                                                                                 | ابن أبو داود | 316 هـ              |         |
| كتاب البعث | ابن أبو داود | 316 هـ              |         |
| شرح الإيمان والإسلام وتسمية الفرق والرد عليهم \| أحمد بن سليمان الزبيري                                        | 317 هـ |                     |         |
| شرح السنة | البربهاري | 329 هـ              |         |
| الإبانة عن أصول الديانة                                                                                        | أبو الحسن الأشعري | 330 هـ              |         |
| رسالة إلى أهل الثغر                                                                                            | أبو الحسن الأشعري | 330 هـ              |         |
| مقالات الإسلاميين واختلاف المصلين                                                                              | أبو الحسن الأشعري | 330 هـ              |         |
| الرد على من يقول القرآن مخلوق                                                                                  | أحمد بن سليمان النجاد | 348 هـ              |         |
| الشريعة | أبو بكر الآجري | 360 هـ              |         |
| كتاب العظمة | أبو الشيخ الأصبهاني | 369 هـ              |         |
| نونية القحطاني                                                                                                 | أبو محمد الأندلسي القحطاني                                                                                                | 370 هـ              |         |
| اعتقاد أئمة أهل الحديث                                                                                         | أبو بكر الإسماعيلي | 371 هـ              |         |
| التنبيه والرد على أهل الأهواء والبدع                                                                           | الملطي | 377 هـ              |         |
| اللطيف في شرح مذاهب أهل السنة                                                                                  | ابن شاهين | 385 هـ              |         |
| الصفات | الدارقطني | 385 هـ              |         |
| النزول | الدارقطني | 385 هـ              |         |
| الرؤية | الدارقطني | 385 هـ              |         |
| الإبانة عن شريعة الفرقة الناجية ومجانبة الفرق المذمومة                                                         | ابن بطة العكبري | ؛ 387 هـ            |         |
| الشرح والإبانة على أصول السنة والديانة \ الإبانة الصغرى                                                        | ابن بطة العكبري | 387 هـ              |         |
| التوحيد ومعرفة الأسماء والصفات                                                                                 | ابن منده | 395 هـ              |         |
| الإيمان | ابن منده | 395 هـ              |         |
| الرد على الجهمية                                                                                               | ابن منده | 395 هـ              |         |
| أصول السنة | ابن أبي زمنين | 399 هـ              |         |
| شرح أصول اعتقاد أهل السنة والجماعة                                                                             | اللالكائي | 412 هـ              |         |
| رؤية الله تعالى                                                                                                | أبي محمد عبد الله النحاس                                                                                                  | 416 هـ              |         |
| رسالة في إثبات الاستواء والفوقية ومسألة الحرف والصوت في القرآن المجيد وتنزيه الباري عن الحصر والتمثيل والكيفية | أبو محمد الجويني | 438 هـ              |         |
| الرد على من أنكر الحرف والصوت                                                                                  | السجزي | 444 هـ              |         |
| عقيدة أصحاب الحديث                                                                                             | أبو عثمان الصابوني | 449 هـ              |         |
| أحاديث في ذم الكلام وأهله                                                                                      | أبو الفضل المقرئ | 454 هـ              |         |
| جواب في الصفات                                                                                                 | الخطيب البغدادي | 463 هـ              |         |
| الرد على من يقول: (ألم) حرف                                                                                    | ابن منده | 470 هـ              |         |
| المختار في أصول السنة                                                                                          | ابن البناء الحنبلي | 471 هـ              |         |
| الرد على المبتدعة                                                                                              | ابن البناء الحنبلي | 471 هـ              |         |
| الأصول المجرَّدة على ترتيب القصيدة المجوَّدة شرح القصيدة الحائية لابن أبي داود                                     | ابن البناء الحنبلي | 471 هـ              |         |
| ذم الكلام وأهله                                                                                                | أبو إسماعيل الأنصاري الهروي                                                                                               | 481 هـ              |         |
| الأربعين في دلائل التوحيد                                                                                      | أبو إسماعيل الأنصاري الهروي                                                                                               | 481 هـ              |         |
| اعتقاد الإمام أبي عبد الله الشافعي                                                                             | أبو الحسن الهكاري | 486 هـ              |         |
| جزء فيه امتحان السني من البدعي                                                                                 | الشيرازي | 486 هـ              |         |
| الانتصار لأهل الحديث                                                                                           | أبو المظفر السمعاني | 489 هـ              |         |
| مختصر الحجة على تارك المحجة                                                                                    | أبو الفتح المقدسي | 490 هـ              |         |
| الحجة على تارك المحجة                                                                                          | ابن طاهر المقدسي | 505 هـ              |         |
| قصيدة في معتقد أهل السنة                                                                                       | أبو الخطاب الكلوذاني | 510 هـ              |         |
| جزء في الأصول                                                                                                  | أبو الوفاء بن عقيل | 513 هـ              |         |
| رؤية الله تبارك وتعالى                                                                                         | أبو عبدالله الدقاق | 516 هـ              |         |
| كتاب الاعتقاد                                                                                                  | ابن أبي يعلى | 526 هـ              |         |
| الحجة في بيان المحجة                                                                                           | أبو القاسم التيمي | 535 هـ              |         |
| الرسالة الواضحة في الرد على الأشاعرة                                                                           | شرف الإسلام ابن الحنبلي                                                                                                   | 536 هـ              |         |
| اعتقاد أهل السنة والجماعة                                                                                      | أبو محمد الهكاري | 555 هـ              |         |
| الانتصار في الرد على المعتزلة القدرية الأشرار                                                                  | أبو الحسين العمراني اليماني                                                                                               | 558 هـ              |         |
| فتيا وجوابها في ذكر الاعتقاد وذم الاختلاف                                                                      | أبو العلاء العطار الهمذاني                                                                                                | 569 هـ              |         |
| الاقتصاد في الاعتقاد                                                                                           | أبو حامد الغزالي | 505 هـ              |         |
| التوحيد لله عز وجل                                                                                             | عبد الغني المقدسي | 600 هـ              |         |
| الاقتصاد في الاعتقاد                                                                                           | أبو محمد عبد الغني المقدسي                                                                                                | 600 هـ              |         |
| لمعة الاعتقاد الهادي إلى سبيل الرشاد                                                                           | ابن قدامة | 620 هـ              |         |
| إثبات صفة العلو                                                                                                | ابن قدامة | 620 هـ              |         |
| ذم التأويل | ابن قدامة | 620 هـ              |         |
| اختصاص القرآن بعوده إلى الرحيم الرحمن                                                                          | الضياء المقدسي | 643 هـ              |         |
| البرهان في معرفة عقائد أهل الأديان                                                                             | أبو الفضل السكسكي | 683 هـ              |         |
| عقائد الثلاث والسبعين فرقة                                                                                     | أبو محمد اليمني | القرن السادس الهجري |         |
| اجتماع الجيوش الإسلامية على غزو المعطلة والجهمية                                                               | ابن قيم الجوزية | 751 هـ              |         |
| اعتقاد الأئمة الأربعة                                                                                          | محمد بن عبد الرحمن الخميس                                                                                                 |                     |         |
| اعتقاد أهل السنة شرح أصحاب الحديث                                                                              | محمد بن عبد الرحمن الخميس                                                                                                 |                     |         |
| اقتضاء الصراط المستقيم لمخالفة أصحاب الجحيم                                                                    | ابن تيمية | 728 هـ              |         |
| الإيمان الأوسط                                                                                                 | ابن تيمية | 728 هـ              |         |
| الإرشاد إلى صحيح الإعتقاد والرد على أهل الشرك والإلحاد                                                         | صالح بن فوزان بن عبد الله الفوزان                                                                                         |                     |         |
| الأمالي الجامية على الأصول الستة                                                                               | محمد أمان الجامي | 1416 هـ             |         |
| التحذير من البدع                                                                                               | عبد العزيز بن عبد الله بن باز                                                                                             | 1420 هـ             |         |
| التوحيد أولا يا دعاة الإسلام                                                                                   | محمد ناصر الدين الألباني                                                                                                  | 1420 هـ             |         |
| التوسل أنواعه وأحكامه                                                                                          | الألباني | 1420 هـ             |         |
| الجواب الصحيح لمن بدل دين المسيح                                                                               | ابن تيمية | 728 هـ              |         |
| الجواهر المضية                                                                                                 | محمد بن عبد الوهّاب بن سليمان                                                                                              | 1206 هـ             |         |
| الاحتجاج بالقدر                                                                                                | ابن تيمية | 728 هـ              |         |
| الروح في الكلام على أرواح الأموات والأحياء بالدلائل من الكتاب والسنة                                           | ابن قيم الجوزية شمس الدين محمد بن أبي بكر بن أيوب بن سعد                                                                  | 751 هـ              |         |
| الصارم المسلول على شاتم الرسول                                                                                 | ابن تيمية تقي الدين أبو العَباس أحمد بن عبد الحليم بن عبد السلام بن عبد الله بن أبي القاسم بن محمد الحراني الحنبلي الدمشقي | 728 هـ              |         |
| الصواعق المرسلة على الجهمية والمعطلة                                                                           | ابن قيم الجوزية شمس الدين محمد بن أبي بكر بن أيوب بن سعد                                                                  | 751 هـ              |         |
| العبودية | ابن تيمية تقي الدين أبو العَباس أحمد بن عبد الحليم بن عبد السلام بن عبد الله بن أبي القاسم بن محمد الحراني الحنبلي الدمشقي | 728 هـ              |         |
| العقيدة التدمرية                                                                                               | ابن تيمية تقي الدين أبو العَباس أحمد بن عبد الحليم بن عبد السلام بن عبد الله بن أبي القاسم بن محمد الحراني الحنبلي الدمشقي | 728 هـ              |         |
| العقيدة الواسطية                                                                                               | ابن تيمية تقي الدين أبو العَباس أحمد بن عبد الحليم بن عبد السلام بن عبد الله بن أبي القاسم بن محمد الحراني الحنبلي الدمشقي | 728 هـ              |         |
| الفتوى الحموية الكبرى                                                                                          | ابن تيمية تقي الدين أبو العَباس أحمد بن عبد الحليم بن عبد السلام بن عبد الله بن أبي القاسم بن محمد الحراني الحنبلي الدمشقي | 728 هـ              |         |
| القصيدة النونية                                                                                                | ابن قيم الجوزية شمس الدين محمد بن أبي بكر بن أيوب بن سعد                                                                  | 751 هـ              |         |
| القواعد الأربعة                                                                                                | محمد بن عبد الوهّاب بن سليمان                                                                                              | 1206 هـ             |         |
| القواعد المثلى في صفات الله وأسمائه الحسنى                                                                     | محمد أمان الجامي | 1416 هـ             |         |
| القول السديد شرح كتاب التوحيد                                                                                  | عبد الرحمن بن ناصر السعدي                                                                                                 | 1376 هـ             |         |
| المفهوم الصحيح للتوسل على ضوء السنة                                                                            | حماد بن محمد الأنصاري الخزرجي السعدي                                                                                      | 1418 هـ             |         |
| الولاء والبراء                                                                                                 | صالح بن فوزان بن عبد الله الفوزان.                                                                                        |                     |         |
| أبو بكر الصديق أفضل الصحابة، وَأحقّهم بالخِلافة                                                                   | عبد الرحمن بن محمد بن قاسم العاصمي الحنبلي النجدي                                                                         | 1392 هـ             |         |
| أحاديث في الفتن والحوادث                                                                                       | محمد بن عبد الوهّاب بن سليمان                                                                                              | 1206 هـ             |         |
| أسئلة وأجوبة في مسائل الإيمان والكفر                                                                           | صالح بن فوزان بن عبد الله الفوزان                                                                                         |                     |         |
| أصول الإيمان                                                                                                   | محمد بن عبد الوهّاب بن سليمان                                                                                              | 1206 هـ             |         |
| أعلام السنة المنشورة لاعتقاد الطائفة الناجية المنصورة (200سؤال وجواب في العقيدة الإسلامية)                     | حافظ بن أحمد بن علي الحكمي                                                                                                | 1377 هـ             |         |
| أهمية التوحيد                                                                                                  | صالح بن فوزان بن عبد الله الفوزان                                                                                         |                     |         |
| أولياء الرحمن وأولياء الشيطان                                                                                  | ابن تيمية تقي الدين أبو العَباس أحمد بن عبد الحليم بن عبد السلام بن عبد الله بن أبي القاسم بن محمد الحراني الحنبلي الدمشقي | 728 هـ              |         |
| بيان تلبيس الجهمية في تأسيس بدعهم الكلامية                                                                     | ابن تيمية تقي الدين أبو العَباس أحمد بن عبد الحليم بن عبد السلام بن عبد الله بن أبي القاسم بن محمد الحراني الحنبلي الدمشقي | 728 هـ              |         |
| تحذير الساجد من اتخاذ القبور مساجد                                                                             | محمد ناصر الدين الألباني                                                                                                  | 1420 هـ             |         |
| ثلاثة الأصول                                                                                                   | محمد بن عبد الوهّاب بن سليمان                                                                                              | 1206 هـ             |         |
| درء تعارض العقل والنقل                                                                                         | ابن تيمية تقي الدين أبو العَباس أحمد بن عبد الحليم بن عبد السلام بن عبد الله بن أبي القاسم بن محمد الحراني الحنبلي الدمشقي | 728 هـ              |         |
| شرح العقيدة الواسطية                                                                                           | صالح بن عبد العزيز بن محمد بن إبراهيم آل الشيخ                                                                            |                     |         |
| شفاء العليل في مسائل القضاء والقدر والحكمة والتعليل                                                            | ابن قيم الجوزية شمس الدين محمد بن أبي بكر بن أيوب بن سعد                                                                  | 751 هـ              |         |
| صب العذاب على من سب الأصحاب                                                                                    | أبو المعالي محمود شكري بن عبد الله بن محمد بن أبي الثناء الألوسي                                                          | 1342 هـ             |         |
| عقيدة أهل السنة والجماعة                                                                                       | محمد بن صالح بن محمد العثيمين                                                                                             | 1421 هـ             |         |
| فتح المجيد شرح كتاب التوحيد                                                                                    | عبد الرحمن بن حسن آل الشيخ                                                                                                | 1285 هـ             |         |
| قاعدة جليلة في التوسل والوسيلة                                                                                 | ابن تيمية | 728 هـ              |         |
| كلمة الإخلاص وتحقيق معناها                                                                                     | عبد الرحمن بن أحمد بن رجب الحنبلي                                                                                         | 795 هـ              |         |
| منهاج السنة النبوية في نقض كلام الشيعة والقدرية                                                                | ابن تيمية | 728 هـ              |         |
| نواقض الإسلام                                                                                                  | عبد العزيز بن عبد الله بن باز                                                                                             | 1420 هـ             |         |
| هداية الحيارى في أجوبة اليهود والنصارى                                                                         | ابن قيم الجوزية شمس الدين محمد بن أبي بكر بن أيوب بن سعد                                                                  | 751 هـ              |         |
| وجوب تحكيم شرع الله ونبذ ما خالفه                                                                              | عبد العزيز بن عبد الله بن باز                                                                                             | 1420 هـ             |         |
| الانتصار للصحابة الأخيار                                                                                       | عبد المحسن العباد |                     |         |
| الإبطال لنظرية الخلط بين دين الإسلام وغيره من الأديان                                                          | بكر بن عبد الله أبو زيد                                                                                                   | 1429 هـ             |         |
| الإرشاد شرح لمعة الإعتقاد                                                                                      | عبد الله بن جبرين | 1430 هـ             |         |
| الإعلام بكفر من ابتغى غير الإسلام                                                                              | عبد الله بن جبرين | 1430 هـ             |         |
| الأجوبة المفيدة لمهمات العقيدة                                                                                 | عبد الرحمن الدوسري | 1399 هـ             |         |
| الأنوار الكاشفة لما في كتاب أضواء على السنة من الزلل والتضليل والمجازفة                                        | عبد الرحمن المعلمي | 1386 هـ             |         |
| الآيات البينات في عدم سماع الأموات على مذهب الحنفية السادات                                                    | نعمان بن محمود الألوسي | 1317 هـ             |         |
| البدع الحولية                                                                                                  | عبد العزيز بن أحمد التويجري                                                                                               | 1194 هـ             |         |
| التحف في مذاهب السلف                                                                                           | الشوكاني | 1255 هـ             |         |
| الجوهرة الفريدة في تحقيق العقيدة                                                                               | حافظ الحكمي | 1377 هـ             |         |
| الشيعة والتشيع                                                                                                 | إحسان إلهي ظهير | 1407 هـ             |         |
| العواصم والقواصم في الذب عن سنة أبي القاسم                                                                     | ابن الوزير | 840 هـ              |         |
| القائد إلى تصحيح العقائد                                                                                       | عبد الرحمن المعلمي | 1386 هـ             |         |
| أصول الدين عند الإمام أبي حنيفة                                                                                | محمد بن عبد الرحمن الخميس                                                                                                 |                     |         |
| آل رسول الله وأولياؤه                                                                                          | عبد الرحمن بن محمد بن قاسم العاصمي النجدي الحنبلي                                                                         | 1392 هـ             |         |
| شرح العقيدة الطحاوية                                                                                           | ابن أبي العز | 792 هـ              |         |
| قطف الثمر في بيان عقيدة أهل الأثر                                                                              | محمد صديق حسن خان القنوجي                                                                                                 | 1307 هـ             |         |

## الحديث وعلومه

### متون الحديث
وهي المصنفات التي نقلت لنا ما ورد عن النبي نفسه من قول، أو فعل، أو تقرير، أو وصف في خُلُقه، أو خِلْقَتِه. بالإضافة إلى ما نقل لنا من الآثار عن الصحابة أو التابعين أو من بعدهم. ومن أهم المؤلفات في هذا الباب:

يعتبر موطأ الإمام مالك من أوائل كتب الحديث النبوي وأشهرها وأصحِّها، حتى قال فيه الإمام الشافعي:

صحيح البخاري والذي يعتبر عند أهل السنة والجماعة أصح كتاب بعد القرآن الكريم.

| اسم الكتاب            | المؤلف                  | سنة وفاة المؤلف | ملاحظات |
| --------------------- | ----------------------- | --------------- | --- |
| الموطأ                | مالك بن أنس             | 179 هـ          | قال فيه الشافعي: "ما ظهر على الأرض كتاب بعد كتاب الله، أصح من كتاب مالك". وقال عنه البخاري: "من أصح الأسانيد مالك عن نافع عن ابن عمر". وقال الإمام مالك نفسه عن كتابه: "عرضت كتابي هذا على سبعين فقيهًا من فقهاء المدينة، فكلهم واطأني عليه فسميته الموطأ". |
| مسند الطيالسي         | أبو داود الطيالسي       | 204 هـ          | |
| مسند أبي يعلى الموصلي | أبو يعلى الموصلي        | 210 هـ          | |
| مصنف عبد الرزاق       | عبد الرزاق الصنعاني     | 211 هـ          | |
| مسند الحُمَيْدي          | أبو بكر الحميدي         | 219 هـ          | |
| مصنف ابن أبي شيبة     | أبو بكر بن أبي شيبة     | 235 هـ          | |
| مسند أحمد             | أحمد بن حنبل            | 241 هـ          | |
| مسند عبد بن حميد      | عبد بن حميد             | 249 هـ          | |
| سنن الدارمي           | الدارمي السمرقندي       | 255 هـ          | |
| صحيح البخاري          | محمد بن إسماعيل البخاري | 256 هـ          | |
| صحيح مسلم             | مسلم بن الحجاج          | 261 هـ          | |
| سنن ابن ماجه          | محمد بن ماجه            | 273 هـ          | |
| سنن أبي داود          | أبو داود السجستاني      | 275 هـ          | |
| سنن الترمذي           | أبو عيسى الترمذي        | 279 هـ          | |
| الشمائل المحمدية      | أبو عيسى الترمذي        | 279 هـ          | |
| مسند البزار           | أبو بكر البزار          | 292 هـ          | |
| سنن النسائي           | أحمد بن شعيب النسائي    | 303 هـ          | |
| تهذيب الآثار          | أبو جعفر الطبري         | 310 هـ          | |
| مستخرج أبي عوانة      | أبو عوانة الإسفراييني   | 316 هـ          | |
| مسند الشافعي          | أبو العباس الأصم        | 346 هـ          | |
| صحيح ابن حبان         | محمد بن حبان            | 354 هـ          | |
| المعجم الكبير         | الطبراني                | 360 هـ          | |
| المعجم الأوسط         | الطبراني                | 360 هـ          | |
| المعجم الصغير         | الطبراني                | 360 هـ          | |
| سنن الدارقطني         | الدارقطني               | 385 هـ          | |
| المستدرك على الصحيحين | الحاكم النيسابوري       | 405 هـ          | |
| مسند الشهاب           | الشهاب القضاعي          | 454 هـ          | |
| سنن البيهقي           | أبو بكر البيهقي         | 458 هـ          | |
| شعب الإيمان           | أبو بكر البيهقي         | 458 هـ          | |

### الأجزاء الحديثية
وهي المصنفات المشتملة على الأحاديث المتعلقة في جانب من جوانب الدين أو باب من أبوابه، أو المصنفات التي اختصت في جمع الأحاديث المروية من طريق واحد، أو بجمع الأحاديث المتعلقة بموضوع واحد. وهي مشابهة للمصنفات في متون الحديث ولكنها عموما أصغر حجما. وقد عرّف بعضهم الجزء بأنه: «تأليف الأحاديث المروية عن رجل واحد من الصحابة أو من بعدهم وقد يختارون من المطالب المذكورة في صفة الجامع مطلبا جزئيا يصنفون فيه مبسوطا وفوائد حديثية أيضا ووحدانيات وثنائيات إلى العشاريات وأربعونيات وثمانونيات والمائة والمائتان وما أشبه ذلك»  ومن أهم المؤلفات في هذا الباب:

مسند إسحاق بن راهويه، لهذا الكتاب أهمية كبرى حيث ضم عدداً كبيراً من الأحاديث النبوية المسندة بالإضافة إلى علو إسناده فهو متقدم على من صنف بعده من أصحاب الكتب الستة.

| اسم الكتاب                              | المؤلف | سنة وفاة المؤلف | ملاحظات |
| --------------------------------------- | --- | --------------- | ------- |
| اختلاف الحديث                           | أبو عبد الله محمد بن إدريس القرشي المطلبي، الشافعي المكي                                                   | 204 هـ          |         |
| اعتلال القلوب                           | أبو بكر محمد بن جعفر بن محمد بن سهل بن شاكر الخرائطي                                                       | 327 هـ          |         |
| اقتضاء العلم العمل                      | أبو بكر أحمد بن علي بن ثابت بن أحمد بن مهدي الخطيب البغدادي                                                | 463 هـ          |         |
| الإتحافات السنية بالأحاديث القدسية      | محمد منير بن عبده أغا النقلي الدمشقي الأزهرى                                                               | 1367 هـ         |         |
| الإخلاص والنية                          | أبو بكر عبد الله بن محمد بن عبيد بن سفيان بن قيس البغدادي الأموي القرشي المعروف بـ ابن أبي الدنيا          | 281 هـ          |         |
| الأحاديث الطوال                         | سليمان بن أحمد بن أيوب بن مطير اللخمي الشامي، أبو القاسم الطبراني                                          | 360 هـ          |         |
| الأدب المفرد                            | محمد بن إسماعيل بن إبراهيم بن المغيرة البخاري، أبو عبد الله                                                | 256 هـ          |         |
| الأدب                                   | أبو بكر بن أبي شيبة، عبد الله بن محمد بن إبراهيم بن عثمان بن خواستي العبسي                                 | 235 هـ          |         |
| الأربعون الصغرى                         | أحمد بن الحسين بن علي بن موسى الخُسْرَوْجِردي الخراساني، أبو بكر البيهقي                                        | 458 هـ          |         |
| الأربعون حديثا للآجري                   | أبو بكر محمد بن الحسين بن عبد الله الآجُرِّيُّ البغدادي                                                         | 360 هـ          |         |
| الأشربة                                 | أبو عبد الله أحمد بن محمد بن حنبل بن هلال بن أسد الشيباني                                                  | 241 هـ          |         |
| الأمالي في آثار الصحابة                 | أبو بكر عبد الرزاق بن همام بن نافع الحميري اليماني الصنعاني                                                | 211 هـ          |         |
| الأمثال                                 | أبو محمد الحسن بن عبد الرحمن بن خلاد الرامهرمزي                                                            | 360 هـ          |         |
| الأمر بالمعروف والنهي عن المنكر         | أبو بكر أحمد بن محمد بن هارون بن يزيد الخَلَّال البغدادي الحنبلي                                              | 311 هـ          |         |
| الأمر بالمعروف والنهي عن المنكر         | أبو بكر عبد الله بن محمد بن عبيد بن سفيان بن قيس البغدادي الأموي القرشي المعروف بابن أبي الدنيا            | 281 هـ          |         |
| الأموال                                 | أبو أحمد حميد بن مخلد بن قتيبة بن عبد الله الخرساني المعروف بابن زنجويه                                    | 251 هـ          |         |
| الأموال                                 | أبو عُبيد القاسم بن سلاّم بن عبد الله الهروي البغدادي                                                        | 224 هـ          |         |
| الأهوال                                 | أبو بكر عبد الله بن محمد بن عبيد بن سفيان بن قيس البغدادي الأموي القرشي المعروف بابن أبي الدنيا            | 281 هـ          |         |
| الأولياء                                | أبو بكر عبد الله بن محمد بن عبيد بن سفيان بن قيس البغدادي الأموي القرشي المعروف بابن أبي الدنيا            | 281 هـ          |         |
| الآثار                                  | أبو عبد الله محمد بن الحسن بن فرقد الشيباني                                                                | 189 هـ          |         |
| الآثار                                  | أبو يوسف يعقوب بن إبراهيم بن حبيب بن سعد بن حبتة الأنصاري                                                  | 182 هـ          |         |
| الآداب                                  | أحمد بن الحسين بن علي بن موسى الخُسْرَوْجِردي الخراساني، أبو بكر البيهقي                                        | 458 هـ          |         |
| البدع                                   | أبو عبد الله محمد بن وضاح بن بزيع المرواني                                                                 | 286 هـ          |         |
| البر والصلة                             | أبو عبد الله الحسين بن الحسن بن حرب السلمي المروزي                                                         | 246 هـ          |         |
| الترغيب في فضائل الأعمال وثواب ذلك      | أبو حفص عمر بن أحمد بن عثمان بن أحمد بن محمد بن أيوب بن أزداذ البغدادي المعروف بـ ابن شاهين                | 385 هـ          |         |
| التوبيخ والتنبيه                        | أبو محمد عبد الله بن محمد بن جعفر بن حيان الأنصاري المعروف بأبِي الشيخ الأصبهاني                            | 369 هـ          |         |
| الجامع لأخلاق الراوي وآداب السامع       | أبو بكر أحمد بن علي بن ثابت بن أحمد بن مهدي الخطيب البغدادي                                                | 463 هـ          |         |
| الجمعة وفضلها                           | أبو بكر أحمد بن علي بن سعيد بن إبراهيم الأموي المروزي                                                      | 292 هـ          |         |
| الجهاد                                  | أبو بكر بن أبي عاصم وهو أحمد بن عمرو بن الضحاك بن مخلد الشيباني                                            | 287 هـ          |         |
| الجهاد                                  | أبو عبد الرحمن عبد الله بن المبارك بن واضح الحنظلي، التركي ثم المرْوزي                                      | 181 هـ          |         |
| الدعاء                                  | أبو عبد الرحمن محمد بن فضيل بن غزوان بن جرير الضبي مولاهم الكوفي                                           | 195 هـ          |         |
| الدعاء                                  | سليمان بن أحمد بن أيوب بن مطير اللخمي الشامي، أبو القاسم الطبراني                                          | 360 هـ          |         |
| الزهد والرقائق                          | أبو عبد الرحمن عبد الله بن المبارك بن واضح الحنظلي، التركي ثم المرْوزي                                      | 181 هـ          |         |
| الزهد                                   | أبو بكر بن أبي عاصم وهو أحمد بن عمرو بن الضحاك بن مخلد الشيباني                                            | 287 هـ          |         |
| الزهد                                   | أبو عبد الله أحمد بن محمد بن حنبل بن هلال بن أسد الشيباني                                                  | 241 هـ          |         |
| الزهد                                   | محمد بن إدريس بن المنذر بن داود بن مهران الحنظلي الرازي                                                    | 277 هـ          |         |
| السنن المأثورة                          | أبو عبد الله محمد بن إدريس القرشي المطلبي، الشافعي المكي                                                   | 204 هـ          |         |
| الطيوريات                               | أبو الحسين المبارك بن عبد الجبار الصيرفي الطيوري                                                           | 500 هـ          |         |
| الفقيه والمتفقه                         | أبو بكر أحمد بن علي بن ثابت بن أحمد بن مهدي الخطيب البغدادي                                                | 463 هـ          |         |
| المجالس العشرة                          | أبو محمد الحسن بن أبي طالب محمد بن الحسن بن على الخلال                                                     | 439 هـ          |         |
| المذكر والتذكير                         | أبو بكر بن أبي عاصم وهو أحمد بن عمرو بن الضحاك بن مخلد الشيباني                                            | 287 هـ          |         |
| المستخرج على المستدرك                   | أبو الفضل زين الدين عبد الرحيم بن الحسين بن عبد الرحمن بن أبي بكر بن إبراهيم العراقي                       | 806 هـ          |         |
| المسند                                  | أبو سعيد الهيثم بن كليب بن سريج بن معقل الشاشي البِنْكَثي                                                     | 335 هـ          |         |
| المفاريد                                | أبو يعلى أحمد بن علي بن المثُنى بن يحيى بن عيسى بن هلال التميمي، الموصلي                                    | 307 هـ          |         |
| المنتقى من عمل اليوم والليلة            | أبو عبد الرحمن أحمد بن شعيب بن علي الخراساني، النسائي                                                      | 303 هـ          |         |
| المنتقى                                 | أبو محمد عبد الله بن علي بن الجارود النيسابوري                                                             | 307 هـ          |         |
| إبطال الحيل                             | أبو عبد الله عبيد الله بن محمد بن محمد بن حمدان العُكْبَري المعروف بابن بَطَّة العكبري                           | 387 هـ          |         |
| إثبات صفة العلو                         | أبو محمد موفق الدين عبد الله بن أحمد بن محمد، الشهير بابن قدامة المقدسي                                    | 620 هـ          |         |
| إصلاح المال                             | أبو بكر عبد الله بن محمد بن عبيد بن سفيان بن قيس البغدادي الأموي القرشي المعروف بابن أبي الدنيا            | 281 هـ          |         |
| أحكام العيدين                           | أبو بكر جعفر بن محمد بن الحسن بن المُسْتَفاض الفِرْيابِي                                                         | 301 هـ          |         |
| أخبار المصحفين                          | أبو أحمد الحسن بن عبد الله العسكري                                                                         | 382 هـ          |         |
| أخبار أصبهان                            | أبو نعيم أحمد بن عبد الله بن أحمد بن إسحاق بن موسى بن مهران الأصبهاني                                      | 430 هـ          |         |
| أخلاق العلماء                           | أبو بكر محمد بن الحسين بن عبد الله الآجُرِّيُّ البغدادي                                                         | 360 هـ          |         |
| أخلاق النبي                             | أبو محمد عبد الله بن محمد بن جعفر بن حيان الأنصاري المعروف بأبِي الشيخ الأصبهاني                            | 369 هـ          |         |
| أخلاق حملة القرآن                       | أبو بكر محمد بن الحسين بن عبد الله الآجُرِّيُّ البغدادي                                                         | 360 هـ          |         |
| آداب الصحبة لأبي عبد الرحمن السلمي      | محمد بن الحسين بن محمد بن موسى بن خالد بن سالم النيسابوري، أبو عبد الرحمن السلمي                           | 412 هـ          |         |
| تثبيت الإمامة وترتيب الخلافة            | أبو نعيم أحمد بن عبد الله بن أحمد بن إسحاق بن موسى بن مهران الأصبهاني (                                    | 430 هـ          |         |
| تعظيم قدر الصلاة                        | أبو عبد الله محمد بن نصر بن الحجاج المَرْوَزِي                                                                 | 294 هـ          |         |
| تقييد العلم                             | أبو بكر أحمد بن علي بن ثابت بن أحمد بن مهدي الخطيب البغدادي                                                | 463 هـ          |         |
| جامع بيان العلم وفضله                   | أبو عمر يوسف بن عبد الله بن محمد بن عبد البر بن عاصم النمري القرطبي                                        | 463 هـ          |         |
| جزء البطاقة                             | حمزة بن محمد بن علي بن العباس، أبو القاسم الكناني                                                          | 357 هـ          |         |
| جزء فيه من أحاديث الإمام أيوب السختياني | القاضي أبو إسحاق إسماعيل بن إسحاق بن إسماعيل بن حماد بن زيد الأزدي البصري ثم البغدادي المالكي الجهضمي      | 282 هـ          |         |
| ذم الملاهي                              | أبو بكر عبد الله بن محمد بن عبيد بن سفيان بن قيس البغدادي الأموي القرشي المعروف بابن أبي الدنيا            | 281 هـ          |         |
| رفع اليدين                              | البُخاري، أبو عبد الله                                                                                      | 256 هـ          |         |
| شرف أصحاب الحديث                        | أبو بكر أحمد بن علي بن ثابت بن أحمد بن مهدي الخطيب البغدادي                                                | 463 هـ          |         |
| شعار أصحاب الحديث                       | أبو أحمد محمد بن محمد بن أحمد بن إسحاق النيسابوري الكرابيسي المعروف بالحاكم الكبير                         | 378 هـ          |         |
| صفة الجنة                               | أبو بكر عبد الله بن محمد بن عبيد بن سفيان بن قيس البغدادي الأموي القرشي المعروف بابن أبي الدنيا            | 281 هـ          |         |
| صفة الجنة                               | أبو نعيم أحمد بن عبد الله بن أحمد بن إسحاق بن موسى بن مهران الأصبهاني                                      | 430 هـ          |         |
| صفة النار                               | أبو بكر عبد الله بن محمد بن عبيد بن سفيان بن قيس البغدادي الأموي القرشي المعروف بابن أبي الدنيا            | 281 هـ          |         |
| صفة النفاق وذم المنافقين                | أبو بكر جعفر بن محمد بن الحسن بن المُسْتَفاض الفِرْيابِي                                                         | 301 هـ          |         |
| صلاة الوتر                              | أبو عبد الله محمد بن نصر بن الحجاج المَرْوَزِي                                                                 | 294 هـ          |         |
| عمل اليوم والليلة                       | أحمد بن محمد بن إسحاق بن إبراهيم بن أسباط بن عبد الله بن إبراهيم بن بُدَيْح، الدِّيْنَوَريُّ، المعروف بـ " ابن السُّنِّي | 364 هـ          |         |
| فضائل الخلفاء الراشدين                  | أبو نعيم أحمد بن عبد الله بن أحمد بن إسحاق بن موسى بن مهران الأصبهاني                                      | 430 هـ          |         |
| فضائل الصحابة                           | أبو الحسن علي بن عمر بن أحمد بن مهدي بن مسعود بن النعمان بن دينار البغدادي الدارقطني                       | 385 هـ          |         |
| فضائل الصحابة                           | أبو عبد الله أحمد بن محمد بن حنبل بن هلال بن أسد الشيباني                                                  | 241 هـ          |         |
| فضائل الصلاة                            | أبو نعيم الفضل بن عمرو بن حماد بن زهير بن درهم القرشي التيمي، المعروف بابن دُكَيْن                            | 219 هـ          |         |
| فضائل رمضان                             | أبو بكر عبد الله بن محمد بن عبيد بن سفيان بن قيس البغدادي الأموي القرشي المعروف بابن أبي الدنيا            | 281 هـ          |         |
| فضائل عثمان بن عفان                     | أبو عبد الرحمن عبد الله بن أحمد بن محمد بن حنبل الشيباني                                                   | 290 هـ          |         |
| فضائل فاطمة                             | أبو حفص عمر بن أحمد بن عثمان بن أحمد بن محمد بن أيوب بن أزداذ البغدادي المعروف بـ ابن شاهين                | 385 هـ          |         |
| قضاء الحوائج                            | أبو بكر عبد الله بن محمد بن عبيد بن سفيان بن قيس البغدادي الأموي القرشي المعروف بابن أبي الدنيا            | 281 هـ          |         |
| كتاب العلم                              | أبو خيثمة زهير بن حرب النسائي                                                                              | 234 هـ          |         |
| مساوئ الأخلاق                           | أبو بكر محمد بن جعفر بن محمد بن سهل بن شاكر الخرائطي                                                       | 327 هـ          |         |
| مسند ابن الجعد                          | علي بن الجَعْد بن عبيد الجَوْهَري البغدادي                                                                      | 230 هـ          |         |
| مسند ابن أبي شيبة                       | أبو بكر بن أبي شيبة، عبد الله بن محمد بن إبراهيم بن عثمان بن خواستي العبسي                                 | 235 هـ          |         |
| مسند الروياني                           | أبو بكر محمد بن هارون الرُّوياني                                                                             | 307 هـ          |         |
| مسند إسحاق بن راهويه                    | أبو يعقوب إسحاق بن إبراهيم بن مخلد بن إبراهيم الحنظلي المروزي المعروف بـ ابن راهويه                        | 238 هـ          |         |
| مسند أبي بكر الصديق                     | أبو بكر أحمد بن علي بن سعيد بن إبراهيم الأموي المروزي                                                      | 292 هـ          |         |
| مسند أبي حنيفة                          | أبو نعيم أحمد بن عبد الله بن أحمد بن إسحاق بن موسى بن مهران الأصبهاني                                      | 430 هـ          |         |
| مسند عائشة                              | أبو بكر عبد الله بن سليمان الاشعث ابن أبي داود السجستاني                                                   | 316 هـ          |         |
| مسند عبد الله بن المبارك                | أبو عبد الرحمن عبد الله بن المبارك بن واضح الحنظلي، التركي ثم المرْوزي                                      | 181 هـ          |         |
| مسند عمر بن الخطاب                      | أبو بكر أحمد بن سلمان بن الحسن بن إسرائيل بن يونس النجاد                                                   | 348 هـ          |         |
| معجم الصحابة                            | أبو الحسين عبد الباقي بن قانع بن مرزوق بن واثق الأموي                                                      | 351 هـ          |         |
| معجم أبي يعلى الموصلي                   | أبو يعلى أحمد بن علي بن المثُنى بن يحيى بن عيسى بن هلال التميمي، الموصلي                                    | 307 هـ          |         |
| مكارم الأخلاق                           | أبو بكر عبد الله بن محمد بن عبيد بن سفيان بن قيس البغدادي الأموي القرشي المعروف بابن أبي الدنيا            | 281 هـ          |         |
| مكارم الأخلاق                           | أبو بكر محمد بن جعفر بن محمد بن سهل بن شاكر الخرائطي                                                       | 327 هـ          |         |
| مكارم الأخلاق                           | سليمان بن أحمد بن أيوب بن مطير اللخمي الشامي، أبو القاسم الطبراني                                          | 360 هـ          |         |

### التخريج والزوائد
هو العلم الذي يهتم بحديث رسول الله سندا ومتنا، أي رواية ودراية ويعزو هذه الأحاديث إلى مصادرها الأصلية ويحكم عليها ويبين درجتها. وقيل: عزو الحديث إلى من أخرجه من أئمة وعلماء الحديث المعتبرين، والكلام عليه بعد التفتيش عن حاله ورجال مخرجه. ومن أهم الكتب في هذا الباب:

كتاب الإلمام بأحاديث الأحكام تأليف: شيخ الإسلام تقي الدين ابن دقيق العيد في الأحكام الجامعة بين الحلال والحرام، قال عنه:

كتاب الدرر المنتثرة في الأحاديث المشتهرة تأليف: شيخ الإسلام جلال الدين السيوطي، أورد فيه جملة كبيرة من الأحاديث المشتهرة على ألسنة الناس وخرجها وبين مراتبها، وأصل هذا الكتاب كما يقول السيوطي هو كتاب لبدر الدين الزركشي، حيث قام السيوطي بتنقيحه والزيادة عليه، والتلخيص له، ورتبه على حروف المعجم ليكون أسهل في الكشف، وقد احتوى الكتاب على 492 حديثا.

كتاب نصب الراية تخريج أحاديث الهداية تأليف: جمال الدين الزيلعي، أوسع كتاب خرج أحاديث كتاب الهداية وهو من الكتب المهمة المعتبرة في المذهب الحنفي.

كتاب موافقة الخبر الخبر في تخريج أحاديث المختصر لابن الحاجب في الفقه تأليف: شيخ الإسلام شهاب الدين بن حجر العسقلاني.

كتاب تمام المنة في التعليق على فقه السنة، قام فيه مؤلفه محمد ناصر الدين الألباني بتخريح بعض أحاديث كتاب فقه السنة للسيد سابق.

| اسم الكتاب | المؤلف | سنة وفاة المؤلف | ملاحظات |
| --- | --- | --------------- | ------- |
| اتحاف الخيرة المهرة بزوائد المسانيد العشرة                                                                               | شهاب الدين أحمد بن أبي بكر بن إسماعيل البوصيري                                                                            | 840 هـ          |         |
| الإيماء إلى زوائد الأمالي والأجزاء - زوائد الأمالي والفوائد والمعاجم والمشيخات على الكتب الستة والموطأ ومسند الإمام أحمد | نبيل سعد الدين سَليم جَرَّار                                                                                                  |                 |         |
| الأحاديث القدسية الأربعينية                                                                                              | علي بن (سلطان) محمد، أبو الحسن نور الدين الملا الهروي القاري                                                              | 1014 هـ         |         |
| التعليقات الحسان على صحيح ابن حبان وتمييز سقيمه من صحيحه، وشاذه من محفوظه                                                | محمد ناصر الدين الألباني                                                                                                  | 1420 هـ         |         |
| التكميل لما تخريجه من إرواء الغليل                                                                                       | صالح بن عبد العزيز بن محمد بن إبراهيم آل الشيخ                                                                            |                 |         |
| التلخيص الحبير في تخريج أحاديث الرافعي الكبير                                                                            | أبو الفضل أحمد بن علي بن محمد بن أحمد بن حجر العسقلاني                                                                    | 852 هـ          |         |
| الدراية في تخريج أحاديث الهداية                                                                                          | أبو الفضل أحمد بن علي بن محمد بن أحمد بن حجر العسقلاني                                                                    | 852 هـ          |         |
| الدرر المنتثرة في الأحاديث المشتهرة                                                                                      | عبد الرحمن بن أبو بكر، جلال الدين السيوطي                                                                                 | 911 هـ          |         |
| الرد على ابن القطان في كتابه بيان الوهم والإيهام                                                                         | شمس الدين أبو عبد الله محمد بن أحمد بن عثمان بن قَايْماز الذهبي                                                             | 748 هـ          |         |
| العلل المتناهية في الأحاديث الواهية                                                                                      | جمال الدين أبو الفرج عبد الرحمن بن علي بن محمد الجوزي                                                                     | 597 هـ          |         |
| الفتح السماوي بتخريج أحاديث القاضي البيضاوي                                                                              | عبد الرؤوف المناوي | 1031 هـ         |         |
| القول المسدد في الذب عن مسند الإمام أحمد                                                                                 | أبو الفضل أحمد بن علي بن محمد بن أحمد بن حجر العسقلاني                                                                    | 852 هـ          |         |
| المطالب العالية بزوائد المسانيد الثمانية                                                                                 | أبو الفضل أحمد بن علي بن محمد بن أحمد بن حجر العسقلاني                                                                    | 852 هـ          |         |
| المقاصد الحسنة في بيان كثير من الأحاديث المشتهرة على الألسنة                                                             | شمس الدين أبو الخير محمد بن عبد الرحمن بن محمد السخاوي                                                                    | 902 هـ          |         |
| المنار المنيف في الصحيح والضعيف                                                                                          | ابن قيم الجوزية شمس الدين محمد بن أبي بكر بن أيوب بن سعد                                                                  | 751 هـ          |         |
| الموضوعات | جمال الدين عبد الرحمن بن علي بن محمد الجوزي                                                                               | 597 هـ          |         |
| إرواء الغليل في تخريج أحاديث منار السبيل                                                                                 | محمد ناصر الدين الألباني                                                                                                  | 1420 هـ         |         |
| إطراف المسند المعتلي بأطراف المسند الحنبلي                                                                               | أبو الفضل أحمد بن علي بن محمد بن أحمد بن حجر العسقلاني                                                                    | 852 هـ          |         |
| أحاديث القصاص | ابن تيمية تقي الدين أبو العَباس أحمد بن عبد الحليم بن عبد السلام بن عبد الله بن أبي القاسم بن محمد الحراني الحنبلي الدمشقي | 728 هـ          |         |
| بيان الوهم والإيهام في كتاب الأحكام                                                                                      | علي بن محمد بن عبد الملك الكتامي الحميري الفاسي، أبو الحسن ابن القطان                                                     | 628 هـ          |         |
| تخريج أحاديث الإحياء | أبو الفضل زين الدين عبد الرحيم بن الحسين بن عبد الرحمن بن أبي بكر بن إبراهيم العراقي                                      | 806 هـ          |         |
| تذكرة الموضوعات | محمد طاهر بن علي الفتني                                                                                                   | 986 هـ          |         |
| تمام المنة في التعليق على فقه السنة                                                                                      | محمد ناصر الدين الألباني                                                                                                  | 1420 هـ         |         |
| تنقيح التحقيق في أحاديث التعليق                                                                                          | شمس الدين أبو عبد الله محمد بن أحمد بن عثمان بن قَايْماز الذهبي                                                             | 748 هـ          |         |
| جمع الفوائد من جامع الأصول ومجمع الزوائد                                                                                 | محمد بن محمد بن سليمان بن الفاسي بن طاهر السوسي الردواني المغربي المالكي                                                  | 1094 هـ         |         |
| غاية المرام في تخريج أحاديث الحلال والحرام                                                                               | محمد ناصر الدين الألباني                                                                                                  | 1420 هـ         |         |
| فتح الغفار الجامع لأحكام سنة نبينا المختار                                                                               | الحسن بن أحمد بن يوسف بن محمد بن أحمد الرُّباعي الصنعاني                                                                    | 1276 هـ         |         |
| كشف الخفاء ومزيل الإلباس عما اشتهر من الاحاديث على ألسنة الناس                                                           | إسماعيل بن محمد العجلوني الجراحي                                                                                          | 1162 هـ         |         |
| مجمع الزوائد ومنبع الفوائد                                                                                               | نور الدين علي بن أبي بكر بن سليمان الهيثمي                                                                                | 807 هـ          |         |
| موارد الظمآن إلى زوائد ابن حبان                                                                                          | نور الدين علي بن أبي بكر بن سليمان الهيثمي                                                                                | 807 هـ          |         |
| نصب الراية لأحاديث الهداية مع حاشيته بغية الألمعي في تخريج الزيلعي                                                       | جمال الدين أبو محمد عبد الله بن يوسف بن محمد الزيلعي                                                                      | 762 هـ          |         |
| نصب المجانيق لنسف قصة الغرانيق                                                                                           | محمد ناصر الدين الألباني                                                                                                  | 1420 هـ         |         |
| نظم المتناثر من الحديث المتواتر                                                                                          | أبو عبد الله محمد بن أبي الفيض جعفر الحسني الإدريسي الشهير ب الكتاني                                                      | 1345 هـ         |         |
| نقد المنقول والمحك المميز بين المردود والمقبول                                                                           | ابن قيم الجوزية شمس الدين محمد بن أبي بكر بن أيوب بن سعد                                                                  | 751 هـ          |         |

### الجوامع
الجامع هو ما يوجد فيه من الحديث جميع الأنواع المحتاج إليها من العقائد والأحكام والرقاق وآداب الأكل والشرب والسفر والمقام وما يتعلق بالتفسير والتاريخ والسير والفتن والمناقب والمثالب وغير ذلك. ومن أهم المصنفات في هذا الباب:

كتاب رياض الصالحين، جمع فيه النووي أحاديث في الترغيب والترهيب والزهد والراقائق والآداب وغيرها. والكتاب يجمع بين دفتيه ما يقرب من ألفي حديث شريف.

| اسم الكتاب                                           | المؤلف | سنة وفاة المؤلف | ملاحظات |
| ---------------------------------------------------- | --- | --------------- | ------- |
| الترغيب والترهيب                                     | أبو محمد زكي الدين عبد العظيم بن عبد القوي بن عبد الله بن سلامة بن سعد المنذري الشامي الأصل المصري الشافعي | 742 هـ          |         |
| الجامع الأزهر في حديث النبي الأنور                   | محمد عبد الرؤوف بن تاج العارفين ابن علي بن زين العابدين الحدادي المناوي                                    | 1031 هـ         |         |
| اللؤلؤ والمرجان فيما اتفق عليه الشيخان               | محمد فؤاد بن عبد الباقي بن صالح بن محمد                                                                    | 1388 هـ         |         |
| المسند الجامع                                        | أبو المعاطي النوري                                                                                         | 1401 هـ         |         |
| تحفة الأخيار بترتيب شرح مشكل الآثار                  | أبو جعفر أحمد بن محمد بن سلامة الطحاوي الأزدي المصري                                                       | 321 هـ          |         |
| تحفة الأشراف بمعرفة الأطراف                          | جمال الدين أبو الحجاج يوسف بن عبد الرحمن المزي                                                             | 742 هـ          |         |
| جامع الأحاديث                                        | عبد الرحمن بن أبو بكر، جلال الدين السيوطي                                                                  | 911 هـ          |         |
| جامع الأصول في أحاديث الرسول                         | مجد الدين أبو السعادات المبارك بن محمد الجزري ابن الأثير                                                   | 606 هـ          |         |
| جامع العلوم والحكم في شرح خمسين حديثا من جوامع الكلم | عبد الرحمن بن شهاب الدين زين الدين أبو الفرج ابن رجب الحنبلي                                               | 795 هـ          |         |
| جامع المسانيد والسنن الهادي لأقوم سنن                | أبو الفداء إسماعيل بن عمر بن كثير القرشي الدمشقي                                                           | 774 هـ          |         |
| جامع المسانيد                                        | أبو الفرج عبد الرحمن بن أبي الحسن علي بن محمد القرشي التيمي البكري                                         | 597 هـ          |         |
| جمع الجوامع أو الجامع الكبير                         | عبد الرحمن بن أبو بكر، جلال الدين السيوطي                                                                  | 911 هـ          |         |
| رياض الصالحين                                        | أبو زكريا محيي الدين يحيى بن شرف النووي                                                                    | 676 هـ          |         |
| سلسلة الأحاديث الصحيحة (السلسلة الصحيحة)             | محمد ناصر الدين الألباني                                                                                   | 1420 هـ         |         |
| سلسلة الأحاديث الضعيفة والموضوعة (السلسلة الضعيفة)   | محمد ناصر الدين الألباني                                                                                   | 1420 هـ         |         |
| شرح مشكل الآثار                                      | أبو جعفر أحمد بن محمد بن سلامة الطحاوي الأزدي المصري                                                       | 321 هـ          |         |
| كنز العمال في سنن الأقوال والأفعال                   | علاء الدين علي بن حسام الدين المتقي الهندي البرهان فوري                                                    | 975 هـ          |         |
| مشكاة المصابيح                                       | محمد بن عبد الله الخطيب التبريزي                                                                           | 737 هـ          |         |
| نيل الأوطار شرح منتقى الأخبار                        | محمد بن علي بن محمد الشوكاني                                                                               | 1250 هـ         |         |

### العلل والسؤالات
العلة عند علماء الحديث: هي كل سبب يقدح في صحة الحديث سواء كان غامضاً أو ظاهراً، وكل اختلاف في الحديث سواء كان قادحاً أو غير قادح. وعلم العلل من أدقّ أنواع علوم الحديث. وهو يهتم بدراسة الأسباب القادحة في الحديث، المخرجة له من حال الصحة إلى حال الضعف، المانعة من العمل به. ومن أهم المؤلفات في هذا الباب:

علل الدارقطني أو العلل الواردة في الأحاديث النبوية للإمام الحافظ الدارقطني كتاب في علل الأحاديث النبوية والرواة، يحتوي على الأسانيد المعللة التي سئل عنها الإمام الدارقطني وقام برد أسانيدها واختلافها والحكم فيها. وقد عزم الإمام البرقاني على جمع هذه الأسانيد في كتاب بعد أن كانت مفرقة في الرقاع فجمعها ورتبها على المسانيد وقرأها على الإمام الدارقطني.

كتاب شرح علل الترمذي للإمام ابن رجب الحنبلي، وهو يبحث في أقسام الرواة، وأنواع عمل الحديث وحكم الرواية بها، والاحتجاج بالمرسل، ودرجات الحديث: الصحيح، والحسن، والحسن الصحيح، والغريب، وشرط الترمذي في السنن. ثم أضاف ابن رجب فوائد وقواعد كمعرفة أعيان الثقات الذين تدور غالب الأحاديث الصحيحة عليهم، وكثقات لا يذكرون غالباً في أكثر كتب الجرح والتعديل، ومن عرف بالتدليس، وعبارات التدليس.

| اسم الكتاب                                                         | المؤلف                                                                                      | سنة وفاة المؤلف    | ملاحظات                                |
| ------------------------------------------------------------------ | ------------------------------------------------------------------------------------------- | ------------------ | -------------------------------------- |
| الإلزامات والتتبع                                                  | أبو الحسن علي بن عمر بن أحمد بن مهدي بن مسعود بن دينار البغدادي الدارقطني                   | 385 هـ             |                                        |
| التاريخ الكبير                                                     | أبو عبد الله محمد بن إسماعيل بن إبراهيم بن المغيرة بن بردزبة الجعفي البخاري                 | 256 هـ             |                                        |
| التمييز                                                            | أبو الحسين مسلم بن الحجاج بن مسلم بن ورد بن كرشان القشيري العامري النيسابوري                | 261 هـ             |                                        |
| الجامع في العلل والفوائد                                           | ماهر ياسين الفحل                                                                            |                    |                                        |
| العلل المتناهية في الأحاديث الواهية                                | ابن الجوزي، أبو الفرج عبد الرحمن بن أبي الحسن علي بن محمد القرشي التيمي البكري              | 597 هـ             |                                        |
| العلل الواردة في الأحاديث النبوية                                  | أبو الحسن علي بن عمر بن أحمد بن مهدي بن مسعود بن النعمان بن دينار البغدادي الدارقطني        | 385 هـ             |                                        |
| العلل                                                              | أبو عبد الله أحمد بن محمد بن حنبل بن هلال بن أسد الشيباني                                   | 241 هـ             |                                        |
| العلل                                                              | علي بن المديني أبوالحسن علي بنُ عبدِ اللهِ بنِ جعفر بنِ نجيح بنِ بكر بن سعد                       | 234 هـ             |                                        |
| الفوائد المجموعة في الأحاديث الموضوعة                              | محمد بن علي بن محمد الشوكاني                                                                | 1255 هـ            |                                        |
| المنتخب من العلل للخلال                                            | موفق الدين أبو محمد عبد الله بن محمد بن قدامة بن مقدام بن نصر المقدسي                       | 620 هـ             |                                        |
| إتحاف ذوي الرسوخ بمن رمي بالتدليس من الشيوخ                        | حماد بن محمد الأنصاري الخزرجي السعدي                                                        | 1418 هـ            |                                        |
| أثر علل الحديث في اختلاف الفقهاء                                   | ماهر ياسين الفحل                                                                            |                    |                                        |
| أحاديث معلة ظاهرها الصحة                                           | مقبل بن هادى الوادعى                                                                        | 1422 هـ            |                                        |
| بيان الوهم الإيهام                                                 | علي بن محمد بن عبد الملك الكتامي الحميري الفاسي، أبو الحسن بن القطان                        | 628 هـ             |                                        |
| تباين منهج المتقدمين والمتأخرىن في التصحيح والتعليل                | ماهر ياسين الفحل                                                                            |                    |                                        |
| تغليق التعليق                                                      | أبو الفضل أحمد بن علي بن محمد بن أحمد بن حجر العسقلاني                                      | 852 هـ             |                                        |
| تكميل النفع بما لم يثبت به وقف ولا رفع                             | محمد عمرو بن عبد اللطيف بن محمد بن عبد القادر بن رضوان بن سليمان بن مفتاح بن شاهين الشنقيطي | 1429 هـ            |                                        |
| سؤالات الآجري لأبي داود                                            | أبو داود السجستاني، سليمان بن الاشعث، محمد بن علي الآجري                                    | 275 هـ، القرن 3 هـ |                                        |
| سؤالات الحاكم النيسابوري للدارقطني                                 | أبو الحسن علي بن عمر بن أحمد بن مهدي بن مسعود بن النعمان بن دينار البغدادي الدارقطني        | 385 هـ             |                                        |
| سؤالات أبى بكر البرقانى للدارقطني                                  | أبو الحسن علي بن عمر بن أحمد بن مهدي بن مسعود بن النعمان بن دينار البغدادي الدارقطني        | 385 هـ             |                                        |
| سؤالات حمزة بن يوسف السهمي للدارقطني                               | أبو الحسن علي بن عمر بن أحمد بن مهدي بن مسعود بن النعمان بن دينار البغدادي الدارقطني        | 385 هـ             |                                        |
| سؤالات محمد بن عثمان بن أبي شيبة لعلي بن المديني في الجرح والتعديل | - علي بن عبد الله بن المديني، - محمد بن عثمان بن أبي شيبة                                   | - 234 هـ - 297 هـ  |                                        |
| شرح علل الترمذي                                                    | ابن رجب الحنبلي زين الدين عبد الرحمن بن أحمد بن عبد الرحمن السلامي البغدادي الدمشقي         | 795 هـ             |                                        |
| علل الأخبار ومعرفة رواة الآثار                                     | يحيى بن عبد الله الشهري                                                                     |                    | مستخرج من التقاسيم والأنواع لابن حبان. |
| علل الحديث                                                         | أبو محمد عبد الرحمن بن محمد بن إدريس بن المنذر التميمي، الحنظلي، الرازي ابن أبي حاتم        | 327 هـ             |                                        |
| موسوعة أقوال الدارقطني                                             | أبو المعاطي النوري                                                                          | 1401 هـ            |                                        |

### شروح الحديث
وهو العلم المتعلق بشرح الأحاديث النبوية وبيان معانيها ومقاصدها وما يتعلق بها من الأحكام، مع بيان أقوال العلماء في ذلك. ومن أهم المؤلفات في هذا الباب:

شرح الزرقاني على موطأ الإمام مالك لإمام المالكية في عصره محمد بن عبد الباقي الزرقاني. قال عنه محمد بن علوي المالكي:

فتح الباري شرح صحيح البخاري للحافظ ابن حجر العسقلاني، والذي يعتبر أحد دواوين الإسلام المعتبرة، ومصادره العلمية المهمة، أخذ في جمعه وتأليفه وإملائه وتنقيحه أكثر من خمس وعشرين سنة، فجمع فيه شروح من قبله على صحيح البخاري، باسطاً فيه إيضاح الصحيح وبيان مشكلاته، وحكاية مسائل الإجماع، وبسط الخلاف في الفقه والتصحيح والتضعيف واللغة والقراءات، مع العناية الواضحة بضبطصحيح البخاري ورواياته والتنويه على الفروق فيها، مع فوائد كثيرة وفرائد نادرة واستطرادات نافعة.

إرشاد الساري لشرح صحيح البخاري تأليف: شهاب الدين القسطلاني كتاب مرجع في فقه الحديث، اعتمد فيه مصنفه على شرح السند والمتن أي نص الحديث وهو يشرح المفردات ويبين ما يستنبط من الحديث معتمدا على أقوال وآراء أهل العلم والفقه.

شرح الكرماني على صحيح البخاري المسمى (الكواكب الدراري في شرح صحيح البخاري) تأليف: شمس الدين الكرماني يحتوى الكتاب على شرح مبسط لصحيح البخاري حيث شرح المؤلف الأحاديث وبين معانيها وشرح أسماء الرواة وأوضحها، معرجا على كثير من المسائل النحوية والبلاغية مما يجعل الكتاب مرجعا في اللغة أيضا.

المنهاج شرح صحيح مسلم بن الحجاج تأليف: شيخ الإسلام محيي الدين النووي يعد من أهم وأشهر الشروح على صحيح مسلم.

| اسم الكتاب                                                     | المؤلف                                                                                | سنة وفاة المؤلف | ملاحظات                                                       |
| -------------------------------------------------------------- | ------------------------------------------------------------------------------------- | --------------- | ------------------------------------------------------------- |
| التحفة الربانية في شرح الأربعين حديثا النووية                  | المؤلف: إسماعيل بن محمد بن ماحي السعدي الأنصاري                                       | 1417 هـ         | معها: شرح الأحاديث التي زادها ابن رجب الحنبلي.                |
| التلخيص المعين على شرح الإربعين                                | محمد بن صالح بن محمد العثيمين                                                         | 1421 هـ         |                                                               |
| التمهيد لما في الموطأ من المعاني والأسانيد                     | أبو عمر يوسف بن عبد الله بن محمد بن عبد البر بن عاصم النمري القرطبي                   | 463 هـ          |                                                               |
| الجوهر النقي                                                   | علاء الدين علي بن عثمان، الشهير بابن التركماني                                        | 750 هـ          |                                                               |
| الديباج على صحيح مسلم بن الحجاج                                | عبد الرحمن بن أبو بكر، جلال الدين السيوطي                                             | 911 هـ          |                                                               |
| العرف الشذي شرح سنن الترمذي                                    | محمد أنور شاه بن معظم شاه الكشميري الهندي                                             | 1353 هـ         |                                                               |
| المختصر النصيح في تهذيب كتاب الجامع الصحيح                     | المُهَلَّبُ بنُ أَحْمَدَ بنِ أَبِي صُفْرَةَ أَسِيْدِ بنِ عَبْدِ اللهِ الأَسَدِيُّ الأَنْدَلُسِيُّ، المَرِيِيُّ                   | 435 هـ          |                                                               |
| المنتقى شرح موطأ مالك                                          | أبو الوليد سليمان بن خلف بن سعد بن أيوب بن وارث الباجي الأندلسي                       | 474 هـ          |                                                               |
| المنهاج شرح صحيح مسلم بن حجاج                                  | أبو زكريا محيي الدين يحيى بن شرف النووي                                               | 676 هـ          |                                                               |
| إرشاد الساري لشرح صحيح البخاري                                 | أحمد بن محمد بن أبى بكر بن عبد الملك القسطلاني القتيبي المصري، أبو العباس، شهاب الدين | 923 هـ          |                                                               |
| بحر الفوائد المسمى بمعاني الأخيار                              | محمد بن أبي إسحاق بن إبراهيم بن يعقوب الكلاباذي البخاري الحنفي                        | 380 هـ          |                                                               |
| بهجة قلوب الأبرار وقرة عيون الأخيار في شرح جوامع الأخبار       | عبد الرحمن بن ناصر السعدي                                                             | 1376 هـ         |                                                               |
| تحفة الأحوذي شرح سنن الترمذي                                   | أبو العلاء محمد بن عبد الرحمن بن عبد الرحيم المباركفورى                               | 1353 هـ         |                                                               |
| تطريز رياض الصالحين                                            | فيصل بن عبد العزيز بن فيصل ابن حمد المبارك الحريملي النجدي                            | 1376 هـ         |                                                               |
| تنوير الحوالك شرح موطأ مالك                                    | عبد الرحمن بن أبو بكر، جلال الدين السيوطي                                             | 911 هـ          |                                                               |
| تيسير العلام شرح عمدة الأحكام                                  | أبو عبد الرحمن عبد الله بن عبد الرحمن بن صالح بن حمد بن محمد بن حمد البسام            | 1423 هـ         |                                                               |
| جامع العلوم والحكم بشرح خمسين حديثا من جوامع الكلم             | عبد الرحمن بن أحمد بن رجب الحنبلي                                                     | 795 هـ          |                                                               |
| حاشية ابن القيم على سنن أبي داود                               | ابن قيم الجوزية شمس الدين محمد بن أبي بكر بن أيوب بن سعد                              | 751 هـ          |                                                               |
| دليل الفالحين لطرق رياض الصالحين                               | محمد علي بن محمد بن علان بن إبراهيم البكري الصديقي الشافعي                            | 1057 هـ         |                                                               |
| سنن ابن ماجه                                                   | - ابن ماجه - السندي                                                                   |                 | بحاشية السندي                                                 |
| سنن النسائي                                                    | - النسائي - السندي - السيوطي                                                          |                 | بحاشيتي السندي والسيوطي                                       |
| شرح الأربعين النووية في الأحاديث الصحيحة النبوية               | أبو زكريا محيي الدين يحيى بن شرف النووي                                               | 676 هـ          |                                                               |
| شرح الأربعين النووية في الأحاديث الصحيحة النبوية               | تقي الدين أبو الفتح محمد بن علي بن وهب بن مطيع القشيري، المعروف بابن دقيق العيد       | 702 هـ          |                                                               |
| شرح الأربعين النووية                                           | صالح بن عبد العزيز بن محمد بن إبراهيم آل الشيخ                                        |                 |                                                               |
| شرح البخاري                                                    | ابن بطال أبو الحسن علي بن خلف بن عبد الملك                                            | 449 هـ          |                                                               |
| شرح رياض الصالحين                                              | محمد بن صالح بن محمد العثيمين                                                         | 1421 هـ         |                                                               |
| شرح سنن ابن ماجه - الإعلام بسنته                               | مغلطاي بن قليج بن عبد الله البكجري المصري الحكري الحنفي، أبو عبد الله، علاء الدين     | 762 هـ          |                                                               |
| شرح سنن أبي داود                                               | أبو محمد محمود بن أحمد بن موسى بن أحمد بن حسين الغيتابى الحنفي بدر الدين العينى       | 855 هـ          |                                                               |
| شرح سنن أبي داود                                               | عبد المحسن بن حمد العباد البدر                                                        |                 |                                                               |
| شرح عمدة الأحكام                                               | عبد الله بن عبد الرحمن بن عبد الله بن جبرين                                           |                 |                                                               |
| شرح مسند أبي حنيفة                                             | الملا علي القاري، علي بن سلطان محمد                                                   | 1014 هـ         |                                                               |
| عقود الزبرجد على مسند الإمام أحمد في إعراب الحديث              | عبد الرحمن بن أبو بكر، جلال الدين السيوطي                                             | 911 هـ          |                                                               |
| عمدة القاري شرح صحيح البخاري                                   | أبو محمد محمود بن أحمد بن موسى بن أحمد بن حسين الغيتابى الحنفي بدر الدين العينى       | 855 هـ          |                                                               |
| عون المعبود شرح سنن أبي داود                                   | محمد شمس الحق العظيم آبادي                                                            | 1329 هـ         |                                                               |
| عون المعبود شرح سنن أبي داود                                   | محمد أشرف بن أمير بن علي بن حيدر، أبو عبد الرحمن، شرف الحق، الصديقي، العظيم آبادي     | 1329 هـ         | معه حاشية ابن القيم: تهذيب سنن أبي داود وإيضاح علله ومشكلاته. |
| فتح الباري شرح صحيح البخاري                                    | أبو الفضل أحمد بن علي بن محمد بن أحمد بن حجر العسقلاني                                | 852 هـ          |                                                               |
| فتح الباري شرح صحيح البخاري                                    | عبد الرحمن بن أحمد بن رجب الحنبلي                                                     | 795 هـ          |                                                               |
| فتح القوي المتين في شرح الأربعين وتتمة الخمسين للنووي وابن رجب | عبد المحسن بن حمد العباد البدر                                                        |                 |                                                               |
| فيض الباري شرح البخاري                                         | محمد أنور شاه بن معظم شاه الكشميري الهندي                                             | 1353 هـ         |                                                               |
| فيض القدير شرح الجامع الصغير                                   | زين الدين محمد المدعو بعبد الرؤوف بن تاج العارفين بن علي المناوي                      | 1031 هـ         |                                                               |
| مجالس التذكير من حديث البشير النذير                            | عبد الحميد محمد بن باديس الصنهاجي                                                     | 1359 هـ         |                                                               |
| مرعاة المفاتيح شرح مشكاة المصابيح                              | عبيد الله الرحماني المباركفوري                                                        | 1414 هـ         |                                                               |
| مرقاة المفاتيح شرح مشكاة المصابيح                              | الملا علي القاري، علي بن سلطان محمد                                                   | 1014 هـ         |                                                               |
| هدي الساري مقدمة فتح الباري شرح صحيح البخاري                   | أبو الفضل أحمد بن علي بن محمد بن أحمد بن حجر العسقلاني                                | 852 هـ          |                                                               |

### علم مصطلح الحديث
علم بأصول وقواعد يعرف بها أحوال السند والمتن من حيث القبول والرد ، حيث أن الأحكام الشرعية مبنية على ثبوت الدليل وعدمه، وصحته وضعفه. ومن أهم المؤلفات في هذا الباب:

فتح الباقي بشرح ألفية العراقي تأليف: شيخ الإسلام زين الدين زكريا الأنصاري. نظم الحافظ زين الدين عبد الرحيم العراقي مصطلح الحديث في (1002) من الأبيات، نالت عند العلماء مكانه عظيمة تولوها بالحفظ والشرح والتدريس. وممن شرحها شيخ الإسلام زكريا الأنصاري وقد تلقاها وشرحها دراية ورواية عن ابن حجر العسقلاني والكمال بن الهمام وغيرهما.

كتاب الباعث الحثيث شرح اختصار علوم الحديث، من أشهر كتب علوم الخديث والمصطلح، وهو حاشية قيمة على متن اختصار علوم الحديث للحافظ ابن كثير والذي اختصر به كتاب الحافظ ابن الصلاح والمشهور بالمقدمة.

| اسم الكتاب                                               | المؤلف | سنة وفاة المؤلف | ملاحظات |
| -------------------------------------------------------- | --- | --------------- | ------- |
| الاستبصار في نقد الأخبار                                 | عبد الرحمن بن يحيى بن علي المعلمي اليماني                                                                           | 1386 هـ         |         |
| الاعتبار في الناسخ والمنسوخ من الآثار                    | أبو بكر محمد بن موسى بن عثمان الحازمي الهمداني، زين الدين                                                           | 584 هـ          |         |
| الإلزامات والتتبع                                        | أبو الحسن علي بن عمر بن أحمد بن مهدي بن مسعود بن النعمان بن دينار البغدادي الدارقطني                                | 385 هـ          |         |
| الباعث الحثيث شرح اختصار علوم الحديث                     | أبو الفداء إسماعيل بن عمر بن كثير القرشي البصري ثم الدمشقي                                                          | 774 هـ          |         |
| التدليس والمدلسون                                        | حماد بن محمد الأنصاري الخزرجي السعدي                                                                                | 1418 هـ         |         |
| التقريب والتيسير لمعرفة سنن البشير النذير في أصول الحديث | أبو زكريا محيي الدين يحيى بن شرف النووي                                                                             | 676 هـ          |         |
| الحديث النبوي: مصطلحه، بلاغته، كتبه                      | محمد بن لطفي الصباغ                                                                                                 | 1439هـ          |         |
| الكفاية في معرفة أصول علم الرواية                        | أبو بكر أحمد بن علي بن ثابت بن أحمد بن مهدي الخطيب البغدادي                                                         | 463 هـ          |         |
| اللمع في أسباب ورود الحديث                               | عبد الرحمن بن أبو بكر، جلال الدين السيوطي                                                                           | 911 هـ          |         |
| المختصر في أصول الحديث                                   | علي بن محمد بن علي الزين الشريف الجرجاني                                                                            | 816 هـ          |         |
| الموقظة                                                  | شمس الدين أبو عبد الله محمد بن أحمد بن عثمان بن قَايْماز الذهبي                                                       | 748 هـ          |         |
| النكت على كتاب ابن الصلاح                                | أبو الفضل أحمد بن علي بن محمد بن أحمد بن حجر العسقلاني                                                              | 852 هـ          |         |
| أدب الإملاء والاستملاء                                   | أبو سعيد عبد الكريم بن محمد السمعاني التميمي                                                                        | 562 هـ          |         |
| أصول الحديث، علومه ومصطلحه                               | محمد عجاج الخطيب |                 |         |
| ألفية العراقي في علوم الحديث (التبصرة والتذكرة)          | أبو الفضل زين الدين عبد الرحيم بن الحسين بن عبد الرحمن بن أبي بكر بن إبراهيم العراقي                                | 806 هـ          |         |
| بهجة المنتفع                                             | أبو عمرو عثمان بن سعيد الداني                                                                                       | 444 هـ          |         |
| تأويل مختلف الحديث                                       | أبو محمد عبد الله بن مسلم بن قتيبة الدينوري                                                                         | 276 هـ          |         |
| تحقيق الرغبة في توضيح النخبة                             | عبد الكريم بن عبد الله بن عبد الرحمن الخضير                                                                         |                 |         |
| تدريب الراوي في شرح تقريب النواوي                        | عبد الرحمن بن أبو بكر، جلال الدين السيوطي                                                                           | 911 هـ          |         |
| توضيح الأفكار بشرح تنقيح الأنظار في علوم الآثار          | محمد بن إسماعيل الأمير الكحلاني الصنعاني                                                                            | 1182 هـ         |         |
| تيسير مصطلح الحديث                                       | محمود الطحان |                 |         |
| شرح التقريب والتيسير لمعرفة سنن البشير النذير            | شمس الدين محمد بن عبد الرحمن السخاوي                                                                                | 902 هـ          |         |
| علم مصطلح الحديث                                         | محمد بن صالح بن محمد العثيمين                                                                                       | 1421 هـ         |         |
| مباحث في علوم القرآن                                     | مناع القطان |                 |         |
| معرفة علوم الحديث للحاكم                                 | أبوعبد الله الحاكم محمد بن عبد الله بن محمد بن حمدويه بن نُعيم بن الحكم الضبي الطهماني النيسابوري المعروف بابن البيع | 405 هـ          |         |
| مقدمة ابن الصلاح                                         | أبو عمرو عثمان بن عبد الرحمن بن موسى الكردي الشهرزوري المشهور بابن الصلاح                                           | 643 هـ          |         |
| منهج النقد في علوم الحديث                                | نور الدين عتر |                 |         |
| ناسخ الحديث ومنسوخه                                      | أبو حفص عمر بن أحمد بن عثمان بن أحمد بن محمد بن أيوب بن أزداذ البغدادي المعروف بـ ابن شاهين                         | 385 هـ          |         |
| نزهة النظر في توضيح نخبة الفكر في مصطلح أهل الأثر        | أبو الفضل أحمد بن علي بن محمد بن أحمد بن حجر العسقلاني                                                              | 852 هـ          |         |

## علوم التراجم والرجال
علم التراجم أو علم تراجم الرجال، هو العلم الذي يتناول سير حياة الأعلام من الناس عبر العصور المختلفة. واما علم الرجال فيبحث فیه عن أحوال رواة الحديث من حيث اتصافهم بشرائط قبول رواياتهم أو عدمه. ويطلق عليه أيضا علم الجرح والتعديل، فأما الجرح، فهو رد رواية الراوي لعلة قادحة (فيه أو في روايته). من فسق أو تدليس أو كذب أو شذوذ أو نحوها. واما التعديل، فهو توثيق الراوي وقبول روايته وعده ثقة عدلا، أي الاحتجاج بروايته ونقله. ومن أهم المؤلفات في هذا الباب:

كتاب سير أعلام النبلاء، من تأليف الإمام الذهبي، أحد أشهر وأكبر كتب التراجم والرجال، والكتاب مرتب على التراجم بحسب الوفيات ابتداء من الصحابة إلى نهاية القرن السابع الهجري، وهو كتاب مهم وعظيم، يعمد المؤلف فيه إلى البيان الكامل لاسم صاحب الترجمة، ونسبه ومكانته، وقيمته العلمية، ومولده، ونشأته، وعلمه، وشيوخه، وتلامذته، وتاريخ المولد والوفاة، وتقديم النقد في مكانه المناسب، مع نقد الأحاديث

طبقات الشافعية الكبرى تأليف: شيخ الإسلام تاج الدين السبكي. كتاب في علم التراجم يترجم لجماعة واحدة وهم الفقهاء الشافعيون حسب طبقاتهم، الطبقة الأولى فالثانية وهكذا يذكر اسم الفقيه ونسبه، وروايته ودرجته بين أهل العلم.

وفيات الأعيان وأنباء أبناء الزمان تأليف: ابن خلكان. كتاب في علم التراجم، يعد من أهم المصادر في التراجم والتاريخ.

الوافي بالوفيات تأليف: صلاح الدين الصفدي. كتاب في التراجم، ترجم فيه المؤلف لشخصياته حسب تاريخ وفياتهم فذكر أسماءهم وأقوالهم وأعمالهم وحياتهم ووفياتهم وقد ابتدأ بالنبي محمد ومن بعده حتى رجال عصره.

مرآة الجنان وعبرة اليقظان في معرفة ما يعتبر من حوادث الزمان تأليف: اليافعي. كتاب في التاريخ الإسلامي عن الأمور التي حدثت على مر السنين من السنة الأولى للهجرة حتى سنة 750 للهجرة، يذكر السنة ثم يبدأ بسرد حوادثها ومعاركها وتولية الملوك والأمراء والوفيات وغير ذلك من الأمور. قال عنه مؤلفه:

| اسم الكتاب                                                                    | المؤلف                                                                                      | سنة وفاة المؤلف | ملاحظات |
| ----------------------------------------------------------------------------- | ------------------------------------------------------------------------------------------- | --------------- | ------- |
| الاستيعاب في معرفة الأصحاب                                                    | أبو عمر يوسف بن عبد الله بن محمد بن عبد البر بن عاصم النمري القرطبي                         | 463 هـ          |         |
| الاغتباط بمن رمي من الرواة بالاختلاط                                          | برهان الدين الحلبي أبو الوفا إبراهيم بن محمد بن خليل سبط ابن العجمي الشافعي                 | 841 هـ          |         |
| الإصابة في معرفة الصحابة                                                      | أبو الفضل أحمد بن علي بن محمد بن أحمد بن حجر العسقلاني                                      | 852 هـ          |         |
| الإنباه على قبائل الرواة                                                      | أبو عمر يوسف بن عبد الله بن محمد بن عبد البر بن عاصم النمري القرطبي                         | 463 هـ          |         |
| الأعلام                                                                       | خير الدين بن محمود بن محمد بن علي بن فارس، الزركلي الدمشقي                                  | 1396 هـ         |         |
| الآحاد والمثاني                                                               | أبو بكر بن أبي عاصم وهو أحمد بن عمرو بن الضحاك بن مخلد الشيباني                             | 287 هـ          |         |
| البيان والإعراب عما بأرض مصر من الأعراب                                       | أحمد بن علي بن عبد القادر، أبو العباس الحسيني العبيدي، تقي الدين المقريزي                   | 845 هـ          |         |
| التاريخ الصغير                                                                | أبو عبد الله محمد بن إسماعيل بن إبراهيم بن المغيرة بن بردزبة الجعفي البخاري                 | 256 هـ          |         |
| التاريخ الكبير                                                                | أبو عبد الله محمد بن إسماعيل بن إبراهيم بن المغيرة بن بردزبة الجعفي البخاري                 | 256 هـ          |         |
| التبيين لأسماء المدلسين                                                       | برهان الدين الحلبي أبو الوفا إبراهيم بن محمد بن خليل سبط ابن العجمي الشافعي                 | 841 هـ          |         |
| التحبير في المعجم الكبير                                                      | أبو سعيد عبد الكريم بن محمد السمعاني التميمي                                                | 562 هـ          |         |
| الجرح والتعديل                                                                | أبو محمد عبد الرحمن بن محمد بن إدريس بن المنذر التميمي، الحنظلي، الرازي ابن أبي حاتم        | 327 هـ          |         |
| الدرر الكامنة في أعيان المئة الثامنة                                          | أبو الفضل أحمد بن علي بن محمد بن أحمد بن حجر العسقلاني                                      | 852 هـ          |         |
| الديباج المذهب في معرفة أعيان علماء المذهب                                    | إبراهيم بن علي بن محمد، ابن فرحون، برهان الدين اليعمري                                      | 799 هـ          |         |
| الروض الأنيق في فضل الصديق                                                    | عبد الرحمن بن أبو بكر، جلال الدين السيوطي                                                   | 911 هـ          |         |
| الرياض النضرة في مناقب العشرة                                                 | محب الدين أحمد بن عبد الله، أبو جعفر الطبري                                                 | 694 هـ          |         |
| الضعفاء الصغير                                                                | أبو عبد الله محمد بن إسماعيل بن إبراهيم بن المغيرة بن بردزبة الجعفي البخاري                 | 256 هـ          |         |
| الضعفاء الكبير                                                                | أبو جعفر محمد بن عمرو بن موسى بن حماد العقيلي                                               | 322 هـ          |         |
| الضعفاء والمتروكين                                                            | أبو عبد الرحمن أحمد بن شعيب بن علي الخراساني، النسائي                                       | 303 هـ          |         |
| الضعفاء                                                                       | أبو نعيم أحمد بن عبد الله بن أحمد بن إسحاق بن موسى بن مهران الأصبهاني                       | 430 هـ          |         |
| الضوء اللامع في أعيان القرن التاسع                                            | شمس الدين أبو الخير محمد بن عبد الرحمن السخاوي                                              | 902 هـ          |         |
| الطبقات السنية في تراجم الحنفية                                               | تقي الدين بن عبد القادر التميمي الداري الغزي                                                | 1010 هـ         |         |
| الطبقات الكبرى                                                                | أبو عبد الله محمد بن سعد بن منيع الهاشمي بالولاء، البصري، البغدادي المعروف بابن سعد         | 230 هـ          |         |
| العبر في خبر من غبر                                                           | شمس الدين أبو عبد الله محمد بن أحمد بن عثمان بن قَايْماز الذهبي                               | 748 هـ          |         |
| الغرر في فضائل عمر                                                            | عبد الرحمن بن أبو بكر، جلال الدين السيوطي                                                   | 911 هـ          |         |
| الكاشف في معرفة من له رواية في الكتب الستة                                    | شمس الدين أبو عبد الله محمد بن أحمد بن عثمان بن قَايْماز الذهبي                               | 748 هـ          |         |
| الكامل في ضعفاء الرجال                                                        | أبو أحمد عبد الله بن عدي الجرجاني                                                           | 365 هـ          |         |
| الكشف الحثيث عمن رمي بوضع الحديث                                              | برهان الدين الحلبي أبو الوفا إبراهيم بن محمد بن خليل سبط ابن العجمي الشافعي                 | 841 هـ          |         |
| الكمال في معرفة الرجال                                                        | عبد الغني بن عبد الواحد بن علي بن سرور الجمَّاعيلي المقدسي الدمشقي                            | 852 هـ          |         |
| الكنى والأسماء                                                                | أبو بِشْر محمد بن أحمد بن حماد بن سعيد بن مسلم الأنصاري الدولابي الرازي                       | 310 هـ          |         |
| الكنى                                                                         | البُخاري، أبو عبد الله                                                                       | 256 هـ          |         |
| الكواكب السائرة بأعيان المئة العاشرة                                          | نجم الدين محمد بن محمد الغزي                                                                | 1061 هـ         |         |
| الكواكب النيرات في معرفة من الرواة الثقات                                     | أبو البركات محمد بن أحمد المعروف بـ " ابن الكيال"                                           | 929 هـ          |         |
| المتفق والمفترق                                                               | أبو بكر أحمد بن علي بن ثابت الخطيب البغدادي                                                 | 463 هـ          |         |
| المجروحين من المحدثين والضعفاء والمتروكين                                     | محمد بن حبان بن أحمد بن حبان بن معاذ بن مَعْبدَ، التميمي، أبو حاتم، الدارمي، البُستي            | 354 هـ          |         |
| المختلطين                                                                     | صلاح الدين أبو سعيد خليل بن كيكلدي العلائي                                                  | 761 هـ          |         |
| المدلسين                                                                      | أبو زرعة أحمد بن عبد الرحيم العراقي                                                         | 826 هـ          |         |
| المنتخب من كتاب ذيل المذيل من تاريخ الصحابة والتابعين                         | محمد بن جرير بن يزيد بن كثير بن غالب الآملي، أبو جعفر الطبري                                | 310 هـ          |         |
| المنفردات والوحدان                                                            | مسلم بن الحجاج أبو الحسن القشيري النيسابوري                                                 | 261 هـ          |         |
| الوافي بالوفيات                                                               | صلاح الدين خليل بن أيبك الصفدي                                                              | 764 هـ          |         |
| إسعاف المبطأ برجال الموطأ                                                     | عبد الرحمن بن أبو بكر، جلال الدين السيوطي                                                   | 911 هـ          |         |
| إكمال الكمال                                                                  | أبو نصر علي بن هبة الله بن جعفر بن ماكولا                                                   | 475 هـ          |         |
| إكمال تهذيب الكمال في أسماء الرجال                                            | مغلطاي بن قليج بن عبد الله البكجري المصري الحكري الحنفي، أبو عبد الله، علاء الدين           | 762 هـ          |         |
| إنباء الغمر بأبناء العمر                                                      | أبو الفضل أحمد بن علي بن محمد بن أحمد بن حجر العسقلاني                                      | 852 هـ          |         |
| أسد الغابة في معرفة الصحابة                                                   | أبو الحسن علي بن أبي الكرم محمد بن محمد بن عبد الكريم بن عبد الواحد، المعروف بابن الأثير    | 630 هـ          |         |
| أسماء المدلسين                                                                | عبد الرحمن بن أبي بكر، جلال الدين السيوطي                                                   | 911 هـ          |         |
| أسماء من يعرف بكنيته من أصحاب الرسول                                          | أبو مسعود المعافى بن عمران بن نفيل بن جابر الموصلي                                          | 185 هـ          |         |
| أعيان العصر وأعوان النصر                                                      | صلاح الدين خليل بن أيبك الصفدي                                                              | 764 هـ          |         |
| تاج التراجم في طبقات الحنفية                                                  | زين الدين أبو العدل قاسم بن قطلوبغا السودوني الحنفي                                         | 879 هـ          |         |
| تاريخ ابن معين                                                                | أبو زكريا يحيى بن معين بن عون بن زياد بن بسطام بن عبد الرحمن                                | 233 هـ          |         |
| تاريخ الإسلام ووفيات المشاهير والأعلام                                        | شمس الدين أبو عبد الله محمد بن أحمد بن عثمان بن قَايْماز الذهبي                               | 748 هـ          |         |
| تاريخ العلماء النحويين من البصريين والكوفيين وغيرهم                           | أبو المحاسن المفضل بن محمد بن مسعر التنوخي المعري                                           | 442 هـ          |         |
| تاريخ أسماء الثقات                                                            | أبو حفص عمر بن أحمد بن عثمان بن أحمد بن محمد بن أيوب بن أزداذ البغدادي المعروف بـ ابن شاهين | 385 هـ          |         |
| تاريخ بغداد                                                                   | أبو بكر أحمد بن علي بن ثابت بن أحمد بن مهدي الخطيب البغدادي                                 | 463 هـ          |         |
| تاريخ دمشق                                                                    | أبوالقاسم علي بن الحسن بن هبة الله بن عساكر الدمشقي                                         | 571 هـ          |         |
| تاريخ علماء الأندلس                                                           | ابن الفرضي عبد الله بن محمد بن يوسف الأزدي                                                  | 403 هـ          |         |
| تبصير المنتبه بتحرير المشتبه                                                  | أبو الفضل أحمد بن علي بن محمد بن أحمد بن حجر العسقلاني                                      | 852 هـ          |         |
| تذكرة الحفاظ                                                                  | شمس الدين أبو عبد الله محمد بن أحمد بن عثمان بن قَايْماز الذهبي                               | 748 هـ          |         |
| تراجم رجال الدارقطني في سننه الذين لم يترجم لهم في التقريب ولا في رجال الحاكم | مقبل بن هادي الوادعي                                                                        | 1422 هـ         |         |
| ترتيب المدارك وتقريب المسالك                                                  | أبو الفضل القاضي عياض بن موسى اليحصبي                                                       | 544 هـ          |         |
| تعجيل المنفعة بزوائد رجال الأئمة الأربعة                                      | أبو الفضل أحمد بن علي بن محمد بن أحمد بن حجر العسقلاني                                      | 852 هـ          |         |
| تقريب التهذيب                                                                 | أبو الفضل أحمد بن علي بن محمد بن أحمد بن حجر العسقلاني                                      | 852 هـ          |         |
| تهذيب الأسماء واللغات                                                         | أبو زكريا محيي الدين يحيى بن شرف النووي                                                     | 676 هـ          |         |
| تهذيب التهذيب                                                                 | أبو الفضل أحمد بن علي بن محمد بن أحمد بن حجر العسقلاني                                      | 852 هـ          |         |
| تهذيب الكمال                                                                  | جمال الدين أبو الحجاج يوسف بن عبد الرحمن المزي                                              | 742 هـ          |         |
| ثقات ابن حبان                                                                 | محمد بن حبان بن أحمد بن حبان بن معاذ بن مَعْبدَ، التميمي، أبو حاتم، الدارمي، البُستي            | 354 هـ          |         |
| حلية الأولياء                                                                 | أبو نعيم أحمد بن عبد الله بن أحمد بن إسحاق بن موسى بن مهران الأصبهاني                       | 430 هـ          |         |
| حلية البشر في تاريخ القرن الثالث عشر                                          | عبد الرزاق بن حسن بن إبراهيم البيطار                                                        | 1335 هـ         |         |
| خلاصة الأثر في أعيان القرن الحادي عشر                                         | محمد أمين بن فضل الله بن محب الدين بن محمد المحبي                                           | 1111 هـ         |         |
| ذكر أسماء التابعين ومن بعدهم ممن صحت روايته عن الثقات عند البخاري ومسلم       | أبو الحسن علي بن عمر بن أحمد بن مهدي بن مسعود بن النعمان بن دينار البغدادي الدارقطني        | 385 هـ          |         |
| ذكر أسماء من تكلم فيه وهو موثق                                                | شمس الدين أبو عبد الله محمد بن أحمد بن عثمان بن قَايْماز الذهبي                               | 748 هـ          |         |
| ذيل طبقات الحنابلة                                                            | عبد الرحمن بن أحمد بن رجب الحنبلي                                                           | 795 هـ          |         |
| رجال الحاكم في المستدرك                                                       | مقبل بن هادي الوادعي                                                                        | 1422 هـ         |         |
| سلك الدرر في أعيان القرن الثاني عشر                                           | محمد خليل بن علي المرادي                                                                    | 1206 هـ         |         |
| سير أعلام النبلاء                                                             | شمس الدين أبو عبد الله محمد بن أحمد بن عثمان بن قَايْماز الذهبي                               | 748 هـ          |         |
| صفة الصفوة                                                                    | جمال الدين عبد الرحمن بن علي بن محمد الجوزي                                                 | 597 هـ          |         |
| طبقات الحفاظ                                                                  | عبد الرحمن بن أبو بكر، جلال الدين السيوطي                                                   | 911 هـ          |         |
| طبقات الحنابلة                                                                | أبو الحسين ابن أبي يعلى، محمد بن محمد                                                       | 526 هـ          |         |
| طبقات الشافعية الكبرى                                                         | تاج الدين عبد الوهّاب بن تقي الدين السبكي                                                    | 771 هـ          |         |
| طبقات الفقهاء                                                                 | أبو اسحاق إبراهيم بن علي الشيرازي                                                           | 476 هـ          |         |
| طبقات المحدثين بأصبهان                                                        | أبو محمد عبد الله بن محمد بن جعفر بن حيان الأنصاري المعروف بأبِي الشيخ الأصبهاني             | 369 هـ          |         |
| طبقات المدلسين                                                                | أبو الفضل أحمد بن علي بن محمد بن أحمد بن حجر العسقلاني                                      | 852 هـ          |         |
| طبقات المفسرين                                                                | عبد الرحمن بن أبو بكر، جلال الدين السيوطي                                                   | 911 هـ          |         |
| علم الرجال وأهميته                                                            | عبد الرحمن بن يحيى بن علي المعلمي اليماني                                                   | 1386 هـ         |         |
| غاية النهاية في طبقات القراء                                                  | شمس الدين أبو الخير ابن الجزري، محمد بن محمد بن يوسف                                        | 833 هـ          |         |
| لسان الميزان                                                                  | أبو الفضل أحمد بن علي بن محمد بن أحمد بن حجر العسقلاني                                      | 852 هـ          |         |
| معجم ابن الأعرابي                                                             | أبو سعيد أحمد بن محمد بن زياد بن بشر بن درهم البصري الصوفي                                  | 340 هـ          |         |
| معجم الصحابة                                                                  | أبو القاسم عبد الله بن محمد بن عبد العزيز بن المَرْزُبان بن سابور بن شاهنشاه البغوي            | 317 هـ          |         |
| معرفة الثقات                                                                  | أبو الحسن أحمد بن عبد الله بن صالح العجلي الكوفي                                            | 261 هـ          |         |
| معرفة الصحابة                                                                 | أبو نعيم أحمد بن عبد الله بن أحمد بن إسحاق بن موسى بن مهران الأصبهاني                       | 430 هـ          |         |
| من لم يرو عنه غير واحد                                                        | أبو عبد الرحمن أحمد بن شعيب بن علي الخراساني، النسائي                                       | 303 هـ          |         |
| ميزان الاعتدال في نقد الرجال                                                  | شمس الدين أبو عبد الله محمد بن أحمد بن عثمان بن قَايْماز الذهبي                               | 748 هـ          |         |
| وفيات الأعيان وأنباء أبناء الزمان                                             | أبو العباس شمس الدين أحمد بن محمد بن أبي بكر بن خلكان                                       | 681 هـ          |         |

## الفقه وأصوله

### أصول الفقه والقواعد الفقهية
علم أصول الفقه هو العلم الذي يبحث عن أدلة الفقه الإجمالية وكيفية الاستفادة منها وحال المستفيد،  أو هو مجموعة القواعد والبحوث التي يتوصل بها إلى استفادة الأحكام الشرعية العملية من أدلتها التفصيلية. ومن أهم المؤلفات في هذا الباب:

كتاب الرسالة، من تأليف الإمام الشافعي، يعد هذا الكتاب أقدم ما دُون في أصول الفقه، أراد الشافعي - - بتأليفه هذا الكتاب أن يضع الضوابط التي يلتزم بها الفقيه أو المجتهد لبيان الأحكام الشرعية لكل حديث ومستحدث في كل عصر.

| اسم الكتاب                                                                  | المؤلف | سنة وفاة المؤلف | ملاحظات |
| --------------------------------------------------------------------------- | --- | --------------- | --- |
| الإحكام في أصول الأحكام                                                     | أبو الحسن علي بن أبي علي محمد الآمدي                                                                                      | 631 هـ          | |
| الإحكام في أصول الأحكام                                                     | أبو محمد علي بن أحمد بن سعيد بن حزم الأندلسي القرطبي الظاهري                                                              | 456 هـ          | |
| الأشباه والنظائر في قواعد وفروع فقه الشافعية                                | عبد الرحمن بن أبو بكر، جلال الدين السيوطي                                                                                 | 911 هـ          | |
| الأصول من علم الأصول                                                        | محمد بن صالح بن محمد العثيمين                                                                                             | 1421 هـ         | |
| الألفاظ المستعملة في المنطق                                                 | أبو نصر محمد بن محمد الفارابي                                                                                             | 339 هـ          | |
| البرهان في أصول الفقه                                                       | أبو المعالي الجويني | 478 هـ          | |
| التقريب لحد المنطق والمدخل إليه بالألفاظ العامية والأمثلة الفقهية           | أبو محمد علي بن أحمد بن سعيد بن حزم الأندلسي القرطبي الظاهري                                                              | 456 هـ          | |
| التقرير والتحبير                                                            | ابن أمير الحاج، محمد بن محمد                                                                                              | 879 هـ          | |
| التنبيه على الأسباب التي أوجبت الاختلاف بين المسلمين في آرائهم ومذاهبهم     | أبو محمد عبد الله بن محمد بن السيد البطليوسي                                                                              | 521 هـ          | |
| التنبيهات المختصرة شرح الواجبات المتحتمات المعرفة على كل مسلم ومسلمة        | إبراهيم بن الشيخ صالح بن أحمد الخريصي                                                                                     |                 | |
| الحديث حجة بنفسه في العقائد والأحكام                                        | محمد ناصر الدين الألباني                                                                                                  | 1420 هـ         | |
| الخلاف بين العلماء                                                          | محمد بن صالح بن محمد العثيمين                                                                                             | 1421 هـ         | |
| الرسالة الباهرة                                                             | أبو محمد علي بن أحمد بن سعيد بن حزم الأندلسي                                                                              | 456 هـ          | |
| الرسالة                                                                     | أبو عبد الله محمد بن إدريس القرشي المطلبي، الشافعي المكي                                                                  | 204 هـ          | |
| السنة والتشريع                                                              | موسى شاهين لاشين | 1430 هـ         | |
| العدة في أصول الفقه                                                         | القاضي أبو يعلى، محمد بن الحسين بن محمد بن خلف ابن الفراء                                                                 | 458 هـ          | |
| الفروق                                                                      | أسعد بن محمد بن الحسين الكرابيسي النيسابوري الحنفي                                                                        | 570 هـ          | |
| الفصول في الأصول                                                            | أحمد بن علي أبو بكر الرازي الجصاص الحنفي                                                                                  | 370 هـ          | |
| القاعدة الذهبية في المعاملات الإسلامية لا ضرر ولا ضرار                      | عبد الرحمن بن أحمد بن رجب الحنبلي                                                                                         | 795 هـ          | |
| القواعد النورانية الفقهية                                                   | ابن تيمية تقي الدين أبو العَباس أحمد بن عبد الحليم بن عبد السلام بن عبد الله بن أبي القاسم بن محمد الحراني الحنبلي الدمشقي | 728 هـ          | |
| القواعد والفوائد الأصولية ومايتبعها من الأحكام الفرعية                      | ابن اللحام، علاء الدين أبي الحسن علي بن محمد بن عباس البعلي الدمشقي الحنبلي                                               | 803 هـ          | |
| القواعد                                                                     | عبد الرحمن بن أحمد بن رجب الحنبلي                                                                                         | 795 هـ          | |
| القول المفيد في أدلة الاجتهاد والتقليد                                      | محمد بن علي بن محمد الشوكاني                                                                                              | 1255 هـ         | |
| اللمع في أصول الفقه                                                         | أبو اسحاق إبراهيم بن علي الشيرازي                                                                                         | 476 هـ          | |
| المحصول                                                                     | أبو عبد الله محمد بن عمر بن الحسن بن الحسين التيمي الرازي الملقب بفخر الدين الرازي خطيب الري                              | 606 هـ          | |
| المختصر في المنطق                                                           | محمد بن محمد ابن عرفة الورغمي التونسي المالكي، أبو عبد الله                                                               | 803 هـ          | |
| المدخل إلى مذهب الإمام أحمد بن حنبل                                         | عبد القادر بن بدران | 1346 هـ         | |
| المستصفى                                                                    | محمد بن محمد أبو حامد الغزالي                                                                                             | 505 هـ          | |
| المسودة في أصول الفقه                                                       | آل تيمية. بدأ بتصنيفها الجدّ: مجد الدين عبد السلام بن تيمية                                                                | 652 هـ)         | أضاف إليها الأب: عبد الحليم بن تيمية (المتوفي: 682 هـ). ثم أكملها الابن الحفيد: أحمد بن تيمية (المتوفى: 728 هـ). |
| المنثور في القواعد                                                          | بدر الدين محمد بن عبد الله بن بهادر الزركشي                                                                               | 794 هـ          | |
| الموافقات                                                                   | إبراهيم بن موسى بن محمد اللخمي الغرناطي الشهير بالشاطبي                                                                   | 790 هـ          | |
| النبذة الكافية في أصول الفقه                                                | أبو محمد علي بن أحمد بن سعيد بن حزم الأندلسي القرطبي الظاهري                                                              | 456 هـ          | |
| إرشاد الفحول لتحقيق الحق من علم الأصول                                      | محمد بن علي بن محمد الشوكاني                                                                                              | 1250 هـ         | |
| إعلام الموقعين عن رب العالمين                                               | ابن قيم الجوزية شمس الدين محمد بن أبي بكر بن أيوب بن سعد                                                                  | 751 هـ          | |
| أربع قواعد تدور الأحكام عليها ويليها نبذة في اتباع النصوص مع احترام العلماء | محمد بن عبد الوهّاب بن سليمان                                                                                              | 1206 هـ         | |
| أصول السرخسي                                                                | محمد بن أحمد بن أبي سهل شمس الأئمة السرخسي                                                                                | 483 هـ          | |
| أنوار البروق في أنواع الفروق                                                | أبو العباس شهاب الدين أحمد بن إدريس المالكي الشهير بالقرافي                                                               | 684 هـ          | |
| تجريد المنطق                                                                | نصير الدين محمد بن الحسن الطوسي                                                                                           | 460 هـ          | |
| جماع العلم                                                                  | أبو عبد الله محمد بن إدريس القرشي المطلبي، الشافعي المكي                                                                  | 204 هـ          | |
| حاشية العطار على شرح الجلال المحلي على جمع الجوامع                          | حسن بن محمد العطار | 1250 هـ         | |
| رسالة لطيفة في أصول الفقه                                                   | عبد الرحمن بن ناصر السعدي                                                                                                 | 1376 هـ         | |
| رفع الملام عن الأئمة الأعلام                                                | ابن تيمية تقي الدين أبو العَباس أحمد بن عبد الحليم بن عبد السلام بن عبد الله بن أبي القاسم بن محمد الحراني الحنبلي الدمشقي | 728 هـ          | |
| روضة الناظر وجنة المناظر في أصول الفقه على مذهب الإمام أحمد بن حنبل         | أبو محمد موفق الدين عبد الله بن أحمد بن محمد، الشهير بابن قدامة المقدسي                                                   | 620 هـ          | |
| شرح الكوكب المنير                                                           | أبو البقاء محمد بن أحمد بن عبد العزيز بن علي الفتوحي المعروف بابن النجار                                                  | 972 هـ          | |
| شرح الورقات في أصول الفقه                                                   | عبد الكريم الخضير |                 | |
| شرح مختصر الروضة                                                            | سليمان بن عبد القوي بن الكريم الطوفي الصرصري، أبو الربيع، نجم الدين                                                       | 716 هـ          | |
| شرح منظومة القواعد الفقهية للشيخ عبد الرحمن بن ناصر السعدي                  | سعد بن ناصر الشثري |                 | |
| شرح منظومة القواعد والأصول                                                  | محمد بن صالح بن محمد العثيمين                                                                                             | 1421 هـ         | |
| صفة الفتوى والمفتي والمستفتي                                                | أحمد بن حمدان الحراني الحنبلي                                                                                             | 695 هـ          | |
| علم أصول الفقه                                                              | عبد الوهّاب خلاف | 1375 هـ         | |
| غاية الوصول في شرح لب الأصول                                                | زكريا بن محمد بن أحمد بن زكريا الأنصاري، زين الدين أبو يحيى السنيكي                                                       | 926 هـ          | |
| غمز عيون البصائر في شرح الأشباه والنظائر                                    | أحمد بن محمد الحنفي الحموي                                                                                                | 1098 هـ         | |
| فصل المقال                                                                  | أبو الوليد محمد بن أحمد بن محمد بن أحمد بن رشد القرطبي الشهير بابن رشد الحفيد                                             | 595 هـ          | |
| قواطع الأدلة في الأصول                                                      | أبو المظفر السمعاني | 489 هـ          | |
| قواعد الأحكام في مصالح الأنام                                               | عبد العزيز بن عبد السلام بن أبي القاسم بن الحسن السلمي الدمشقي، عز الدين الملقب بسلطان العلماء                            | 660 هـ          | |
| مبحث الإجتهاد والخلاف                                                       | محمد بن عبد الوهّاب بن سليمان                                                                                              | 1206 هـ         | |
| محك النظر                                                                   | محمد بن محمد أبو حامد الغزالي                                                                                             | 505 هـ          | |
| مختصر التحرير                                                               | أبو البقاء محمد بن أحمد بن عبد العزيز بن علي الفتوحي المعروف بابن النجار                                                  | 972 هـ          | |
| مذكرة أصول الفقه                                                            | محمد الأمين بن محمد المختار بن عبد القادر الشنقيطي                                                                        | 1393 هـ         | |
| من أصول الفقه على منهج أهل الحديث                                           | زكريا بن غلام قادر الباكستاني                                                                                             |                 | |
| منظومة القواعد الفقهية                                                      | عبد الرحمن بن ناصر السعدي                                                                                                 | 1376 هـ         | |

### فقه حنفي
وهو العلم الذي يتناول عرض وشرح الأصول والفروع والمسائل الفقهية على المذهب الحنفي. ومن أهم المؤلفات في هذا الباب:
| اسم الكتاب                                                   | المؤلف                                                                            | سنة وفاة المؤلف     | ملاحظات                                                                       |
| ------------------------------------------------------------ | --------------------------------------------------------------------------------- | ------------------- | ----------------------------------------------------------------------------- |
| الإختيار لتعليل المختار                                      | عبد الله بن محمود بن مودود الموصلي                                                | 683 هـ              |                                                                               |
| البحر الرائق شرح كنز الدقائق                                 | زين الدين بن إبراهيم بن نجيم، المعروف بابن نجيم المصري                            | 970 هـ              |                                                                               |
| الجامع الصغير                                                | عبد الحي اللكنوي                                                                  | 1304 هـ             |                                                                               |
| الجوهرة النيرة                                               | أبو بكر بن علي بن محمد الحدادي العبادي اليمني - الزَّبِيدِيّ                           | 800 هـ              |                                                                               |
| الدر المختار، شرح تنوير الأبصار في فقه مذهب الإمام أبي حنيفة | محمد، علاء الدين بن علي الحصكفي                                                   | 1088 هـ             |                                                                               |
| العناية شرح الهداية                                          | محمد بن محمد البابرتي                                                             | 786 هـ              |                                                                               |
| اللباب في شرح الكتاب                                         | عبد الغني الغنيمي الدمشقي الميداني الحنفي                                         | 1298 هـ             |                                                                               |
| المبسوط                                                      | محمد بن أحمد بن أبي سهل شمس الأئمة السرخسي                                        | 483 هـ              |                                                                               |
| المحيط البرهاني في الفقه النعماني                            | محمود بن أحمد بن الصدر الشهيد النجاري برهان الدين مازه                            | 616 هـ              |                                                                               |
| النافع الكبير لمن يطالع الجامع الصغير                        | الشيخ أيي الحسنات محمد عبد الحي بن محمد عبد الحليم اللكنوى الهندي الحنفي الانصاري | 1304 هـ             |                                                                               |
| الهداية في شرح بداية المبتدي                                 | علي بن أبي بكر بن عبد الجليل الفرغاني المرغيناني، أبو الحسن برهان الدين           | 593 هـ              |                                                                               |
| بدائع الصنائع في ترتيب الشرائع                               | أبو بكر بن مسعود بن أحمد الكاساني علاء الدين                                      | 587 هـ              |                                                                               |
| تبيين الحقائق شرح كنز الدقائق                                | فخر الدين عثمان بن علي الزيلعي                                                    | 743 هـ              |                                                                               |
| تحفة الفقهاء                                                 | محمد بن أحمد بن أبي أحمد، أبو بكر علاء الدين السمرقندي                            | نحو 540 هـ          |                                                                               |
| مجمع الضمانات                                                | أبو محمد غانم بن محمد البغدادي                                                    | 1030 هـ             |                                                                               |

حاشية ابن عابدين، موسوعة فقهية شاملة في الفقه الحنفي، تطرق فيه مؤلفه ابن عابدين إلى شرح المفردات لغويا، وجاء بالأدلة الشرعية من الآيات والأحاديث وفصل آراء أصحاب المذهب وأقوالهم، والمعتمد في المذهب والظاهر فيه، كما أنه يأتي في بعض الأحيان على آراء المذاهب الباقية. وتعتبر حاشية ابن عابدين من أفضل ما كتبه المتأخرون في فروع الحنفية.

| حاشية رد المحتار على الدر المختار (حاشية ابن عابدين)         | - ابن عابدين، محمد أمين بن عمر - علاء الدين محمد بن محمد أمين المعروف بابن عابدين | - 1252 هـ - 1306 هـ | حاشية رد المحتار على الدر المختار (حاشية ابن عابدين)، ويليه قرة عيون الاخيار. |
| حاشية على مراقي الفلاح شرح نور الإيضاح                       | أحمد بن محمد بن إسماعيل الطهطاوي                                                  | 1231 هـ             |                                                                               |
| درر الحكام شرح غرر الأحكام                                   | محمد بن فراموز الشهير بمنلا خسرو                                                  | 885 هـ              |                                                                               |
| فتح القدير                                                   | كمال الدين محمد بن عبد الواحد السيواسي المعروف بابن الهمام                        | 861 هـ              |                                                                               |
| متن بداية المبتدي في فقه الإمام أبي حنيفة                    | برهان الدين علي بن أبي بكر بن عبد الجليل الفرغاني المرغيناني                      | 593 هـ              |                                                                               |
| مجمع الأنهر في شرح ملتقى الأبحر                              | عبد الرحمن محمد، المعروف بشيخي زاده                                               | 1078 هـ             |                                                                               |
| مراقي الفلاح بإمداد الفتاح شرح نور الإيضاح ونجاة الأرواح     | حسن بن عمار بن علي الشرنبلالي الحنفي                                              | 1069 هـ             | وبهامشه متن نور الإيضاح مع تقريرات من حاشية الطحطاوي.                         |

### فقه مالكي
وهو العلم الذي يتناول عرض وشرح الأصول والفروع والمسائل الفقهية على المذهب المالكي. ومن أهم المؤلفات في هذا الباب:

الرسالة الفقهية، لأبي زيد القيرواني المالكي، أودع المؤلف فيها جميع مذاهب مالك الفقهي في الفرائض والسنن والأدب التي يحتاجها المسلم في أمور الدنيا والآخرة. ورتبة على أبواب الفقه المالكي إلا أنه اعتمد الاختصار الشديد، والابتعاد عن الإسهاب والتطويل، وأراد منه أن يكون مرجعاً جامعاً لكل ما يحتاجه المسلم في أمور العبادات

| اسم الكتاب                                                    | المؤلف | سنة وفاة المؤلف | ملاحظات |
| ------------------------------------------------------------- | --- | --------------- | ------- |
| البيان والتحصيل والشرح والتوجيه والتعليل                      | أبو الوليد محمد بن أحمد بن رشد القرطبي                                                                         | 450 هـ          |         |
| التاج والإكليل لمختصر خليل                                    | أبو عبد الله محمد بن يوسف العبدري الشهير بالمواق                                                               | 897 هـ          |         |
| الثمر الدانى في تقريب المعاني شرح رسالة ابن أبى زيد القيرواني | صالح عبد السميع الابى الأزهري                                                                                  | 1335 هـ         |         |
| الخلاصة الفقهية على مذهب السادة المالكية                      | محمد العربي القروى                                                                                             |                 |         |
| الشرح الكبير                                                  | أبو البركات أحمد بن محمد العدوي، الشهير بالدردير                                                               | 1201 هـ         |         |
| الفواكه الدواني على رسالة ابن أبي زيد القيرواني               | أحمد بن غنيم بن سالم النفراوي                                                                                  | 1126 هـ         |         |
| الكافي في فقه أهل المدينة                                     | أبو عمر يوسف بن عبد الله بن عبد البر القرطبي                                                                   | 463 هـ          |         |
| المدونة الكبرى                                                | مالك بن أنس بن مالك بن عامر الأصبحي المدني                                                                     | 179 هـ          |         |
| إرشاد السالك                                                  | عبد الرحمن شهاب الدين البغدادي                                                                                 | 732 هـ          |         |
| بداية المجتهد ونهاية المقتصد                                  | أبو الوليد محمد بن أحمد بن محمد بن أحمد بن رشد القرطبي الشهير بابن رشد الحفيد                                  | 595 هـ          |         |
| تهذيب مسائل المدونة (المسمى التهذيب في اختصار المدونة)        | أبو سعيد خلف بن أبي القاسم القيرواني البراذعي                                                                  | 372 هـ          |         |
| جامع الأمهات                                                  | جمال الدين أبو عمرو عثمان بن عمر ابن أبي بكر المشهور بابن الحاجب الكردي المالكي                                | 646 هـ          |         |
| حاشية الدسوقي على الشرح الكبير                                | محمد بن أحمد الدسوقي                                                                                           | 1230 هـ         |         |
| حاشية الصاوي على الشرح الصغير                                 | أحمد بن محمد الصاوي                                                                                            | 1241 هـ         |         |
| حاشية العدوي على شرح كفاية الطالب الرباني                     | علي بن أحمد الصعيدي العدوي                                                                                     | 1189 هـ         |         |
| خلاصة الجواهر الزكية في فقه المالكية                          | أحمد بن تُرْكي بن أحمد المنشليلي المالكي                                                                         | 979 هـ          |         |
| رسالة القيرواني                                               | ابن أبي زيد القيرواني، عبد الله بن عبد الرحمن                                                                  | 386 هـ          |         |
| شرح حدود ابن عرفة                                             | محمد بن قاسم الأنصاري، أبو عبد الله، الرصاع                                                                    | 894 هـ          |         |
| شرح مختصر خليل للخرشي                                         | محمد بن عبد الله الخرشي                                                                                        | 1101 هـ         |         |
| متن الرسالة                                                   | ابن أبي زيد القيرواني، عبد الله بن عبد الرحمن                                                                  | 386 هـ          |         |
| متن العشماوية في مذهب الإمام مالك                             | عبد الباري بن أحمد بن عبد الغني بن عتيق بن الشيخ سعيد بن الشيخ حسن، أبو النجا العشماوي القاهري الأزهري المالكي | حوالي 1000 هـ   |         |
| مختصر خليل                                                    | خليل بن إسحاق الجندي                                                                                           | 776 هـ          |         |
| مختصر عبد الرحمن الأخضري في العبادات على مذهب الإمام مالك     | أبو زيد عبد الرحمن بن محمد الصغير الأخضري                                                                      | 983 هـ          |         |
| منح الجليل شرح مختصر خليل                                     | محمد بن أحمد عليش                                                                                              | 1299 هـ         |         |
| مواهب الجليل لشرح مختصر الخليل                                | شمس الدين أبو عبد الله محمد بن محمد بن عبد الرحمن الطرابلسي المغربي، المعروف بالحطاب الرُّعيني                   | 954 هـ          |         |

### فقه شافعي
وهو العلم الذي يتناول عرض وشرح الأصول والفروع والمسائل الفقهية على المذهب الشافعي. ومن أهم المؤلفات في هذا الباب:
| اسم الكتاب                                                     | المؤلف                                                                                          | سنة وفاة المؤلف    | ملاحظات                                                                                 |
| -------------------------------------------------------------- | ----------------------------------------------------------------------------------------------- | ------------------ | --------------------------------------------------------------------------------------- |
| الإقناع في حل ألفاظ أبى شجاع                                   | محمد بن أحمد الخطيب الشربيني                                                                    | 977 هـ             |                                                                                         |
| الأم                                                           | أبو عبد الله محمد بن إدريس القرشي المطلبي، الشافعي المكي                                        | 204 هـ             |                                                                                         |
| الحاوي في فقه الشافعي                                          | أبو الحسن علي بن محمد بن محمد بن حبيب البصري البغدادي، الشهير بالماوردي                         | 450 هـ             |                                                                                         |
| الرسالة                                                        | أبو عبد الله محمد بن إدريس القرشي المطلبي، الشافعي المكي                                        | 204 هـ             |                                                                                         |
| الغاية والتقريب متن أبي شجاع                                   | أحمد بن الحسين بن أحمد الأصفهاني أبو شجاع                                                       |                    |                                                                                         |
| المجموع شرح المهذب                                             | أبو زكريا محيي الدين يحيى بن شرف النووي                                                         | 676 هـ             |                                                                                         |
| المقدمة الحضرمية - بشرى الكريم في شرح مسائل التعليم            | عبد الله بافضل الحضرمي                                                                          | 918 هـ             |                                                                                         |
| أسنى المطالب في شرح روض الطالب                                 | زكريا بن محمد بن أحمد بن زكريا الأنصاري، زين الدين أبو يحيى السنيكي                             | 926 هـ             |                                                                                         |
| تحفة المحتاج بشرح المنهاج                                      | شهاب الدين أحمد بن محمد، ابن حجر الهيتمي                                                        | 974 هـ             |                                                                                         |
| حاشية البجيرمي على الخطيب المسمى الإقناع في حل ألفاظ أبى شجاع  | سليمان بن محمد البجيرمي                                                                         | 1221 هـ            |                                                                                         |
| حاشية البجيرمي على المنهج                                      | سليمان بن محمد البجيرمي                                                                         | 1221 هـ            |                                                                                         |
| حاشية الجمل على شرح منهج الطلاب                                | سليمان بن عمر الجمل                                                                             | 1204 هـ            |                                                                                         |
| حاشية إعانة الطالبين على حل ألفاظ فتح المعين                   | أبو بكر (المشهور بالبكري) بن محمد شطا الدمياطي                                                  | بعد 1302 هـ        |                                                                                         |
| حاشيتا قليوبي وعميرة على المنهاج                               | - شهاب الدين القليوبي - أحمد البرلسي عميرة                                                      | - 1069 هـ - 957 هـ |                                                                                         |
| حواشي الشرواني على تحفة المحتاج بشرح المنهاج                   | عبد الحميد المكي الشرواني                                                                       | 1301 هـ            |                                                                                         |
| خبايا الزوايا                                                  | محمد بن بهادر بن عبد الله الزركشي الشافعي                                                       | 794 هـ             |                                                                                         |
| روضة الطالبين وعمدة المفتين                                    | أبو زكريا محيي الدين يحيى بن شرف النووي                                                         | 676 هـ             |                                                                                         |
| زاد المحتاج بشرح المنهاج                                       | عبد الله بن الشيخ حسن الحسن الكوهجي                                                             | 1408 هـ            |                                                                                         |
| شرح البهجة الوردية                                             | زكريا بن محمد بن أحمد بن زكريا الأنصاري، زين الدين أبو يحيى السنيكي                             | 926 هـ             |                                                                                         |
| عمدة السالك وعدة الناسك                                        | أحمد بن لؤلؤ بن عبد الله الرومي، أبو العباس، شهاب الدين ابن النَّقِيب الشافعي                      | 769 هـ             |                                                                                         |
| غاية البيان شرح زبد ابن رسلان                                  | محمد بن أحمد الرملي الأنصاري الشافعي                                                            | 1004 هـ            |                                                                                         |

كتاب الأم، لمحمد بن إدريس الشافعي هو موسوعة ضخمة شملت الفروع والأصول واللغة والتفسير والحديث، كَمَا إنَّهُ حوى بَيْنَ دفتيه عدداً هائلاً من الأحاديث والآثار وفقه السلف الصالح.

| فتح الجواد بشرح الإرشاد على متن الإرشاد                        | - أحمد بن علي بن محمد بن علي بن حجر الهيتمي المكي الشافعي - إسماعيل بن أبي بكر بن المقري اليمني | - 973 هـ - 837 هـ  |                                                                                         |
| فتح العزيز بشرح الوجيز (الشرح الكبير)                          | عبد الكريم بن محمد الرافعي القزويني                                                             | 623 هـ             |                                                                                         |
| فتح القريب المجيب في شرح ألفاظ التقريب                         | محمد بن قاسم بن محمد بن محمد، أبو عبد الله، شمس الدين الغزي، ويعرف بابن قاسم وبابن الغرابيلي    | 918 هـ             | المسمى بـ: القول المختار في شرح غاية الاختصار (ويعرف بـ: شرح ابن قاسم على متن أبي شجاع) |
| فتح المعين بشرح قرة العين                                      | زين الدين بن عبد العزيز بن زين الدين ابن علي بن أحمد المعبري المليباري الهندي                   | 987 هـ             |                                                                                         |
| فتح الوهاب بشرح منهج الطلاب                                    | زكريا بن محمد بن أحمد بن زكريا الأنصاري، زين الدين أبو يحيى السنيكي                             | 926 هـ             |                                                                                         |
| فيض الإله المالك في حل ألفاظ عمدة السالك وعدة الناسك           | عمر بركات بن السيد محمد بركات الشامي البقاعي المكي - أحمد بن النقيب شهاب الدين أبو العباس       |                    |                                                                                         |
| قوت الحبيب الغريب توشيح على فتح القريب المجيب شرح غاية التقريب | - محمد نووي بن عمر الجاوي - محمد بن القاسم الغزي - أحمد بن الحسين الأصفهاني أبو شجاع            |                    |                                                                                         |
| كفاية الأخيار في حل غاية الإختصار                              | تقي الدين أبو بكر بن محمد الحسيني الحصني الدمشقي الشافعي                                        | 829 هـ             |                                                                                         |
| متن الزبد                                                      | أحمد بن رسلان الشافعي                                                                           | 844 هـ             |                                                                                         |
| مختصر المزني                                                   | إسماعيل بن يحيى المزني                                                                          | 264 هـ             |                                                                                         |
| مغني المحتاج إلى معرفة ألفاظ المنهاج                           | محمد بن أحمد الخطيب الشربيني                                                                    | 977 هـ             |                                                                                         |
| مواهب الصمد في حل ألفاظ الزبد                                  | أحمد بن حجازي الفشني                                                                            | 978 هـ             |                                                                                         |
| نهاية المحتاج إلى شرح المنهاج                                  | شمس الدين محمد بن أبي العباس أحمد بن حمزة شهاب الدين الرملي                                     | 1004 هـ            |                                                                                         |

### فقه حنبلي
وهو العلم الذي يتناول عرض وشرح الأصول والفروع والمسائل الفقهية على المذهب الحنبلي. ومن أهم المؤلفات في هذا الباب:

يعد كتاب المغني من أهم المراجع الفقهية للمذهب الحنبلي إن لم يكن أهمها على الإطلاق والمغني ليس كتاب مذهبٍ فقط، وإنما هو موسوعة جامعة في الفقه المقارن. حشد فيه صاحبه الأدلة الشرعية من الكتاب والسنة، وتحرى مسايرة آراء الإمام أحمد بن حنبل فيما ذهب إليه من ترجيحات، لكنه كان يعرض آراء المذاهب الأخرى.

| اسم الكتاب                                                         | المؤلف | سنة وفاة المؤلف | ملاحظات                                |
| ------------------------------------------------------------------ | --- | --------------- | -------------------------------------- |
| الاختيارات العلمية من الاختيارات الفقهية لشيخ الإسلام ابن تيمية    | ابن تيمية تقي الدين أبو العَباس أحمد بن عبد الحليم بن عبد السلام بن عبد الله بن أبي القاسم بن محمد الحراني الحنبلي الدمشقي | 728 هـ          |                                        |
| الإقناع في فقه الإمام أحمد بن حنبل                                 | شرف الدين موسى بن أحمد بن موسى أبو النجا الحجاوي                                                                          | 960 هـ          |                                        |
| الإنصاف في معرفة الراجح من الخلاف                                  | علاء الدين أبو الحسن علي بن سليمان المرداوي                                                                               | 885 هـ          |                                        |
| الدرر السنية في الأجوبة النجدية                                    | مجموعة من العلماء |                 |                                        |
| الروض المربع على مختصر المقنع                                      | منصور بن يونس بن صلاح البهوتي                                                                                             |                 |                                        |
| الشرح الكبير على متن المقنع                                        | ابن قدامة المقدسي، عبد الرحمن بن محمد                                                                                     | 682 هـ          |                                        |
| الشرح الممتع على زاد المستقنع                                      | محمد بن صالح بن محمد العثيمين                                                                                             | 1421 هـ         |                                        |
| العدة شرح العمدة                                                   | عبد الرحمن بن إبراهيم بن أحمد، أبو محمد بهاء الدين المقدسي                                                                | 624 هـ          |                                        |
| الفروع                                                             | شمس الدين أبو عبد الله محمد بن مفلح المقدسي                                                                               | 763 هـ          |                                        |
| الكافي في فقه الإمام أحمد                                          | أبو محمد موفق الدين عبد الله بن أحمد بن محمد، الشهير بابن قدامة المقدسي                                                   | 620 هـ          |                                        |
| المحرر في الفقه على مذهب الإمام أحمد بن حنبل                       | عبد السلام بن عبد الله بن الخضر بن محمد، ابن تيمية الحراني، أبو البركات، مجد الدين                                        | 652 هـ          |                                        |
| المغني                                                             | أبو محمد موفق الدين عبد الله بن أحمد بن محمد، الشهير بابن قدامة المقدسي                                                   | 620 هـ          |                                        |
| الملخص الفقهي                                                      | صالح بن فوزان بن عبد الله الفوزان                                                                                         |                 |                                        |
| الهداية على مذهب الإمام أبي عبد الله أحمد بن محمد بن حنبل الشيباني | محفوظ بن أحمد بن الحسن، أبو الخطاب الكلوذاني                                                                              |                 |                                        |
| بداية العابد وكفاية الزاهد                                         | عبد الرحمن بن عبد الله بن أحمد البعلي الخلوتي الحنبلي                                                                     | 1192 هـ         | في الفقه على مذهب الإمام أحمد بن حنبل. |
| حاشية الروض المربع شرح زاد المستقنع                                | عبد الرحمن بن محمد بن قاسم العاصمي الحنبلي النجدي                                                                         | 1392 هـ         |                                        |
| زاد المستقنع في اختصار المقنع                                      | شرف الدين موسى بن أحمد بن موسى أبو النجا الحجاوي                                                                          | 960 هـ          |                                        |
| شرح أخصر المختصرات                                                 | عبد الله بن عبد الرحمن بن عبد الله بن جبرين                                                                               |                 |                                        |
| شرح منتهى الإرادات                                                 | منصور بن يونس بن إدريس البهوتي                                                                                            | 1051 هـ         |                                        |
| عمدة الفقه                                                         | أبو محمد موفق الدين عبد الله بن أحمد بن محمد، الشهير بابن قدامة المقدسي                                                   | 620 هـ          |                                        |
| كتاب الفروع ومعه تصحيح الفروع لعلاء الدين علي بن سليمان المرداوي   | محمد بن مفلح بن محمد بن مفرج، أبو عبد الله، شمس الدين المقدسي الرامينى ثم الصالحي                                         | 763 هـ          |                                        |
| كشاف القناع عن متن الإقناع                                         | منصور بن يونس بن إدريس البهوتي                                                                                            | 1051 هـ         |                                        |
| متن الخرقى على مذهب أبي عبد الله أحمد بن حنبل الشيباني             | أبو القاسم عمر بن الحسين بن عبد الله الخرقي                                                                               | 334 هـ          |                                        |
| مختصر الإنصاف والشرح الكبير                                        | محمد بن عبد الوهّاب بن سليمان                                                                                              | 1206 هـ         |                                        |
| مسائل الإمام أحمد بن حنبل وإسحاق بن راهويه                         | أبو يعقوب إسحاق بن منصور بن بهرام المروزي المعروف بالكوسج                                                                 | 251 هـ          |                                        |
| مطالب أولي النهى في شرح غاية المنتهى                               | مصطفى بن سعد السيوطي الرحيبانى                                                                                            | 1243 هـ         |                                        |
| منار السبيل شرح الدليل                                             | ابن ضويان، إبراهيم بن محمد بن سالم                                                                                        | 1353 هـ         |                                        |

### فقه عام
هو العلم الذي يبحث في مسائل الفقه بناء على ترجيح الدليل من الكتاب والسنة من غير انحياز إلى مذهب معين أو التي تتعلق بمذهب غير المذاهب الأربع الكبرى. ومن أهم المؤلفات في هذا الباب:

سبل السلام شرح بلوغ المرام هو شرح لكتاب (بلوغ المرام) للإمام ابن حجر العسقلاني الذي جمع في معظم الأحاديث التي استنبط منها الفقهاء الأحكام الفقهية، مبينا عقب كل حديث من أخرجه من أئمة الحديث، وموضحا درجة الحديث، ورتبه على أبواو الفقه، وجاء هذا الكتاب فاختصر هذا الشرح، وبين لغة الحديث وسنده، ثم ذكر ما يدل عليه الحديث من الأحكام الفقهية، ومن قال بها من الصحابة والتابعين ومذاهب الفقهاء الأربعة وأئمة مذاهب الزيدية والشيعة، وبين من خالف هذه الأحكام مع نوع المخالفة، ودليلها، ثم يرجح ما يراه موافقا للكتاب والسنة بدون تحيز لمذهب.

| اسم الكتاب                                                          | المؤلف | سنة وفاة المؤلف | ملاحظات                                            |
| ------------------------------------------------------------------- | --- | --------------- | -------------------------------------------------- |
| اختلاف الفقهاء                                                      | محمد بن جرير بن يزيد بن كثير بن غالب الآملي، أبو جعفر الطبري                                                              | 310 هـ          |                                                    |
| الإجماع                                                             | أبو بكر محمد بن إبراهيم بن المنذر النيسابوري                                                                              | 319 هـ          |                                                    |
| الإنصاف                                                             | أبو عمر يوسف بن عبد الله بن محمد بن عبد البر بن عاصم النمري القرطبي                                                       | 463 هـ          |                                                    |
| الأجوبة النافعة لجنة مسجد الجامعة                                   | محمد ناصر الدين الألباني                                                                                                  | 1420 هـ         |                                                    |
| الأحكام الشرعية الكبرى                                              | عبد الحق بن عبد الرحمن بن عبد الله بن الحسين بن سعيد إبراهيم الأزدي، الأندلسي الأشبيلي، المعروف بابن الخراط               | 581 هـ          |                                                    |
| الأدلة الرضية لمتن الدرر البهية في المسائل الفقهية                  | أبو مصعب محمد صبحي بن حسن حلاق                                                                                            |                 |                                                    |
| الأسئلة والأجوبة الفقهية                                            | عبد العزيز بن محمد بن عبد المحسن السلمان                                                                                  | 1422 هـ         |                                                    |
| التحقيق في أحاديث الخلاف                                            | جمال الدين أبو الفرج عبد الرحمن بن علي بن محمد الجوزي                                                                     | 597 هـ          |                                                    |
| الثمر المستطاب في فقه السنة والكتاب                                 | محمد ناصر الدين الألباني                                                                                                  | 1420 هـ         |                                                    |
| الدراري المضية شرح الدرر البهية                                     | محمد بن علي بن محمد الشوكاني                                                                                              | 1250 هـ         |                                                    |
| الدرر البهية في المسائل الفقهية                                     | محمد بن علي بن محمد الشوكاني                                                                                              | 1250 هـ         |                                                    |
| الروضة الندية شرح الدرر البهية                                      | أبو الطيب محمد صديق خان بن حسن بن علي ابن لطف الله الحسيني البخاري القِنَّوجي                                                | 1307 هـ         |                                                    |
| السيل الجرار المتدفق على حدائق الأزهار                              | محمد بن علي بن محمد الشوكاني                                                                                              | 1250 هـ         |                                                    |
| الصلاة وحكم تاركها                                                  | ابن قيم الجوزية شمس الدين محمد بن أبي بكر بن أيوب بن سعد                                                                  | 751 هـ          |                                                    |
| العقود الدرية في تنقيح الفتاوى الحامدية                             | ابن عابدين، محمد أمين بن عمر                                                                                              | 1252 هـ         |                                                    |
| الفتاوى الفقهية الكبرى                                              | شهاب الدين أحمد بن محمد، ابن حجر الهيتمي                                                                                  | 974 هـ          |                                                    |
| الفتاوى الكبرى                                                      | ابن تيمية تقي الدين أبو العَباس أحمد بن عبد الحليم بن عبد السلام بن عبد الله بن أبي القاسم بن محمد الحراني الحنبلي الدمشقي | 728 هـ          |                                                    |
| الفقه الإسلامي وأدلته                                               | وهبة بن مصطفى الزحيلي |                 |                                                    |
| الفقه الميسر في ضوء الكتاب والسنة                                   | مجموعة من المؤلفين |                 |                                                    |
| القراءة خلف الإمام                                                  | البُخاري، أبو عبد الله | 256 هـ          |                                                    |
| القراءة خلف الإمام                                                  | أحمد بن الحسين بن علي بن موسى الخُسْرَوْجِردي الخراساني، أبو بكر البيهقي                                                       | 458 هـ          |                                                    |
| المحلى                                                              | أبو محمد علي بن أحمد بن سعيد بن حزم الأندلسي القرطبي الظاهري                                                              | 456 هـ          |                                                    |
| المدخل                                                              | أبو عبد الله محمد بن محمد بن محمد العبدري الفاسي المالكي الشهير بابن الحاج                                                | 737 هـ          |                                                    |
| الموسوعة الفقهية الكويتية                                           | |                 | صادر عن: وزارة الأوقاف والشؤون الإسلامية - الكويت. |
| إحكام الأحكام شرح عمدة الأحكام                                      | تقي الدين أبو الفتح محمد بن علي بن وهب بن مطيع القشيري، المعروف بابن دقيق العيد                                           | 702 هـ          |                                                    |
| إرشاد أولى البصائر والألباب لنيل الفقه بأقرب الطرق وأيسر الأسباب    | عبد الرحمن بن ناصر السعدي                                                                                                 | 1376 هـ         |                                                    |
| أحكام الجنائز                                                       | محمد ناصر الدين الألباني                                                                                                  | 1420 هـ         |                                                    |
| أحكام أهل الذمة                                                     | ابن قيم الجوزية شمس الدين محمد بن أبي بكر بن أيوب بن سعد                                                                  | 751 هـ          |                                                    |
| أوضح المسالك إلى أحكام المناسك                                      | عبد العزيز بن محمد بن عبد المحسن السلمان                                                                                  | 1422 هـ         |                                                    |
| آداب الزفاف في السنة المطهرة                                        | محمد ناصر الدين الألباني                                                                                                  | 1420 هـ         |                                                    |
| آداب الصيام وأحكامه                                                 | عبد الله بن عبد الرحمن بن عبد الله بن جبرين                                                                               |                 |                                                    |
| آداب الفتوى والمفتي والمستفتي                                       | أبو زكريا محيي الدين يحيى بن شرف النووي                                                                                   | 676 هـ          |                                                    |
| بلوغ المرام من أدلة الأحكام                                         | أبو الفضل أحمد بن علي بن محمد بن أحمد بن حجر العسقلاني                                                                    | 852 هـ          |                                                    |
| تحفة الإخوان بأجوبة مهمة تتعلق بأركان الإسلام                       | عبد العزيز بن عبد الله بن باز                                                                                             | 1420 هـ         |                                                    |
| تحفة المودود بأحكام المولود                                         | ابن قيم الجوزية شمس الدين محمد بن أبي بكر بن أيوب بن سعد                                                                  | 751 هـ          |                                                    |
| سبل السلام شرح بلوغ المرام                                          | محمد بن إسماعيل الأمير الكحلاني الصنعاني                                                                                  | 1182 هـ         |                                                    |
| صفة صلاة النبي صلى الله عليه وسلم من التكبير إلى التسليم كأنك تراها | محمد ناصر الدين الألباني                                                                                                  | 1420 هـ         |                                                    |
| فقه السنة                                                           | سيد سابق | 1420 هـ         |                                                    |
| فقه النوازل                                                         | بكر بن عبد الله أبو زيد بن محمد بن عبد الله بن بكر بن عثمان بن يحيى بن غيهب بن محمد                                       | 1429 هـ         |                                                    |
| مجموع الفتاوى                                                       | ابن تيمية تقي الدين أبو العَباس أحمد بن عبد الحليم بن عبد السلام بن عبد الله بن أبي القاسم بن محمد الحراني الحنبلي الدمشقي | 728 هـ          |                                                    |
| مراتب الإجماع في العبادات والمعاملات والاعتقادات                    | أبو محمد علي بن أحمد بن سعيد بن حزم الأندلسي القرطبي الظاهري                                                              | 456 هـ          |                                                    |
| منظومة السبل السوية لفقه السنن المروية                              | حافظ بن أحمد بن علي الحكمي                                                                                                | 1377 هـ         |                                                    |
| نقد مراتب الإجماع                                                   | ابن تيمية تقي الدين أبو العَباس أحمد بن عبد الحليم بن عبد السلام بن عبد الله بن أبي القاسم بن محمد الحراني الحنبلي الدمشقي | 728 هـ          |                                                    |
| نيل الأوطار شرح منتقى الأخبار                                       | محمد بن علي بن محمد الشوكاني                                                                                              | 1250 هـ         |                                                    |

## التاريخ والبلدان
وهو العلم الذي يدرس معرفة أحوال الطوائف وبلدانهم ورسومهم وعاداتهم وصنائع أشخاصهم وأنسابهم ووفياتهم إلى غير ذلك. وموضوعه: أحوال الأشخاص الماضية من الأنبياء والأولياء والعلماء والحكماء والملوك والشعراء وغيرهم. ومن أهم المؤلفات في هذا الباب:

كتاب البداية والنهاية هو عمل موسوعي تاريخية ضخم، ألفه الحافظ ابن كثير والكتاب مؤسس حسب معتقدات الديانة الإسلامية. وهو عبارة عن عرض للتاريخ من بدء الخلق إلى نهايته يبدأ ببداية خلق السماوات والأرض والملائكة إلى خلق آدم، ثم يتطرق إلى قصص الأنبياء مختصراً ثم التفصيل في الأحداث التاريخية منذ مبعث النبي محمد حتى سنة 767 هـ بطريقة التبويب على السنوات.

| اسم الكتاب                                                                  | المؤلف                                                                                      | سنة وفاة المؤلف | ملاحظات |
| --------------------------------------------------------------------------- | ------------------------------------------------------------------------------------------- | --------------- | ------- |
| الإحاطة في أخبار غرناطة                                                     | لسان الدين بن الخطيب، محمد بن عبد الله                                                      | 776 هـ          |         |
| الإكليل                                                                     | ابن الحائك، أبو محمد الحسن بن أحمد بن يعقوب الشهير بالهمداني                                | 334 هـ          |         |
| الأخبار الطوال                                                              | أبو حنيفة أحمد بن داود الدينوري                                                             | 282 هـ          |         |
| الأصنام                                                                     | أبو المنذر هشام بن محمد بن السائب الكلبي                                                    | 204 هـ          |         |
| الأماكن أو ما اتفق لفظه وافترق مسماه من الأمكنة                             | أبو بكر محمد بن موسى بن عثمان الحازمي الهمداني                                              | 584 هـ          |         |
| الأوائل                                                                     | أبو أحمد الحسن بن عبد الله العسكري                                                          | 382 هـ          |         |
| البدء والتاريخ                                                              | المطهر بن طاهر المقدسي                                                                      | نحو 355 هـ      |         |
| البداية والنهاية                                                            | أبو الفداء إسماعيل بن عمر بن كثير القرشي البصري ثم الدمشقي                                  | 774 هـ          |         |
| البدر الطالع بمحاسن من بعد القرن السابع                                     | محمد بن علي بن محمد الشوكاني                                                                | 1250 هـ         |         |
| التحفة اللطيفة في تاريخ المدينة الشريفة                                     | شمس الدين أبو الخير محمد بن عبد الرحمن السخاوي                                              | 902 هـ          |         |
| التدوين في أخبار قزوين                                                      | عبد الكريم بن محمد الرافعي القزويني                                                         | 623 هـ          |         |
| التيجَان في مُلوك حِمْيَرْ                                                        | عبد الملك بن هشام بن أيوب الحميري المعافري، أبو محمد، جمال الدين                            | 213 هـ          |         |
| الدارس في تاريخ المدارس                                                     | عبد القادر بن محمد النعيمي                                                                  | 927 هـ          |         |
| السلوك لمعرفة دول الملوك                                                    | أحمد بن علي بن عبد القادر، أبو العباس الحسيني العبيدي، تقي الدين المقريزي                   | 845 هـ          |         |
| الشماريخ في علم التاريخ                                                     | عبد الرحمن بن أبو بكر، جلال الدين السيوطي                                                   | 911 هـ          |         |
| العواصم من القواصم في تحقيق مواقف الصحابة بعد وفاة النبي صلى الله عليه وسلم | القاضي محمد بن عبد الله أبو بكر بن العربي                                                   | 543 هـ          |         |
| الفصل في الملل والأهواء والنحل                                              | أبو محمد علي بن أحمد بن سعيد بن حزم الأندلسي القرطبي الظاهري                                | 456 هـ          |         |
| الكامل في التاريخ                                                           | أبو الحسن علي بن أبي الكرم محمد بن محمد بن عبد الكريم بن عبد الواحد، المعروف بابن الأثير    | 630 هـ          |         |
| المختصر في أخبار البشر                                                      | أبو الفداء عماد الدين إسماعيل بن علي                                                        | 732 هـ          |         |
| المعجب في تلخيص أخبار المغرب                                                | محيي الدين أبو محمد عبد الواحد بن علي التميمي المراكشي                                      | 647 هـ          |         |
| المعرفة والتاريخ                                                            | أبو يوسف يعقوب بن سفيان الفسوي                                                              | 347 هـ          |         |
| المفصل في تاريخ العرب قبل الإسلام                                           | جواد علي                                                                                    | 1407 هـ         |         |
| المنتظم                                                                     | جمال الدين عبد الرحمن بن علي بن محمد الجوزي                                                 | 597 هـ          |         |
| المنمق في أخبار قريش                                                        | الحسن بن عمر بن الحسن بن حبيب، أبو محمد، بدر الدين الحلبي                                   | 779 هـ          |         |
| بدائع الزهور في وقائع الدهور                                                | عبد الرحمن بن أبي بكر، جلال الدين السيوطي                                                   | 911 هـ          |         |
| بغية الطلب في تاريخ حلب                                                     | كمال الدين أبو القاسم عمر بن أحمد بن هبة الله بن العديم                                     | 660 هـ          |         |
| تاريخ ابن خلدون                                                             | عبد الرحمن بن محمد، ابن خلدون                                                               | 808 هـ          |         |
| تاريخ الإسلام                                                               | شمس الدين أبو عبد الله محمد بن أحمد بن عثمان بن قَايْماز الذهبي                               | 748 هـ          |         |
| تاريخ الخلفاء                                                               | عبد الرحمن بن أبو بكر، جلال الدين السيوطي                                                   | 911 هـ          |         |
| تاريخ الرسل والملوك                                                         | محمد بن جرير بن يزيد بن كثير بن غالب الآملي، أبو جعفر الطبري                                | 310 هـ          |         |
| تاريخ المدينة                                                               | ابن شبة أبو زيد عمر بن شبة النميري البصري                                                   | 262 هـ          |         |
| تاريخ أبي زرعة الدمشقي                                                      | عبد الرحمن بن عمرو بن عبد الله بن صفوان النصري المشهور بأبو زرعة الدمشقي الملقب بشيخ الشباب | 281 هـ          |         |
| تاريخ أصبهان                                                                | أبو نعيم أحمد بن عبد الله بن أحمد بن إسحاق بن موسى بن مهران الأصبهاني                       | 430 هـ          |         |
| تاريخ بغداد                                                                 | أبو بكر أحمد بن علي بن ثابت بن أحمد بن مهدي الخطيب البغدادي                                 | 463 هـ          |         |
| تاريخ بيت المقدس                                                            | جمال الدين عبد الرحمن بن علي بن محمد الجوزي                                                 | 597 هـ          |         |
| تاريخ خليفة بن خياط                                                         | أبو عمرو خليفة بن خياط العصفري                                                              | 240 هـ          |         |
| تاريخ داريا                                                                 | أبو علي عبد الجبار بن عبد الله الخولاني المعروف بابن مهنا                                   | 360 هـ          |         |
| تاريخ دمشق                                                                  | أبو القاسم علي بن الحسن بن هبة الله المعروف بابن عساكر                                      | 571 هـ          |         |
| تاريخ مكة المشرفة والمسجد الحرام                                            | أبو البقاء محمد بن أحمد بن محمد بن الضياء المكي                                             | 854 هـ          |         |
| تجارب الأمم وتعاقب الهمم                                                    | أبو علي أحمد بن محمد بن مسكويه                                                              | 421 هـ          |         |
| تحفة الأمراء في تاريخ الوزراء                                               | أبو الحسن الهلال بن المحسن الصابي                                                           | 448 هـ          |         |
| حوادث الدهور في مدى الأيام والشهور                                          | ابن تغري بردي، جمال الدين يوسف بن عبد الله                                                  | 874 هـ          |         |
| دولة الإسلام في الأندلس                                                     | محمد عبد الله عنان المؤرخ المصري                                                            | 1406 هـ         |         |
| ديوان الإسلام                                                               | شمس الدين أبو المعالي محمد بن عبد الرحمن بن الغزي                                           | 1167 هـ         |         |
| زبدة الحلب في تاريخ حلب                                                     | كمال الدين أبو القاسم عمر بن أحمد بن هبة الله بن العديم                                     | 660 هـ          |         |
| صفة جزيرة العرب                                                             | ابن الحائك، أبو محمد الحسن بن أحمد بن يعقوب الشهير بالهمداني                                | 334 هـ          |         |
| عجائب الآثار                                                                | عبد الرحمن بن حسن الجبرتي                                                                   | 1237 هـ         |         |
| عيون الأخبار                                                                | أبو محمد عبد الله بن مسلم بن قتيبة الدينوري                                                 | 276 هـ          |         |
| فتوح الشام                                                                  | أبو عبد الله محمد بن عمر بن واقد الواقدي                                                    | 207 هـ          |         |
| فضائل مصر المحروسة                                                          | أبو عمر محمد بن يوسف بن يعقوب الكندي المصري                                                 | بعد 355 هـ      |         |
| قصص الأنبياء                                                                | أبو الفداء إسماعيل بن عمر بن كثير القرشي البصري ثم الدمشقي                                  | 774 هـ          |         |
| مرآة الجنان وعبرة اليقظان في معرفة حوادث الزمان                             | أبو محمد عبد الله بن أسعد بن علي بن سليمان اليافعي                                          | 768 هـ          |         |
| معجم البلدان                                                                | شهاب الدين أبو عبد الله ياقوت بن عبد الله الحموي                                            | 626 هـ          |         |
| مقدمة ابن خلدون                                                             | عبد الرحمن بن محمد، ابن خلدون                                                               | 808 هـ          |         |

## السيرة والشمائل
علم السيرة النبوية هو العلم المختص بجمع ما ورد من وقائع حياة الرسول محمد وصفاته الخُلقية والخَلقية، مضافًا إليها غزواته وسراياه. ومن أهم المؤلفات في هذا الباب:

يعتبر كتاب السيرة النبوية لإبن هشام من أهم المصادر التي تتناول سيرة النبي بدءًا من ميلاده وحتى لحوقه صلى الله عليه وسلم بالرفيق الأعلى، وقد اعتمد مؤلفه على سير ابن إسحاق، غير أنه هذبها وزاد فيها ونقص منها وحرر أماكن واستدرك أشياء. وتعتبر سيرة ابن هشام من أجمع وأتقن وأقدم ما دون في السيرة النبوية

| اسم الكتاب                                                                                        | المؤلف                                                                                                  | سنة وفاة المؤلف | ملاحظات |
| ------------------------------------------------------------------------------------------------- | --- | --------------- | ------- |
| الدرر في اختصار المغازي والسير                                                                    | أبو عمر يوسف بن عبد الله بن محمد بن عبد البر بن عاصم النمري القرطبي                                     | 463 هـ          |         |
| الرحيق المختوم                                                                                    | صفي الرحمن المباركفوري                                                                                  | 1427 هـ         |         |
| الروض الأنف                                                                                       | أبو القاسم عبد الرحمن بن عبد الله بن أحمد السهيلي                                                       | 581 هـ          |         |
| السيرة النبوية                                                                                    | أبو الفداء إسماعيل بن عمر بن كثير القرشي البصري ثم الدمشقي                                              | 774 هـ          |         |
| السيرة النبوية                                                                                    | محمد بن إسحاق                                                                                           | 152 هـ          |         |
| سيرة ابن هشام                                                                                     | أبو محمد عبد الملك بن هشام بن أيوب الحميري البصري                                                       | 218 هـ          |         |
| السيرة النبوية - دروس وعبر                                                                        | مصطفى بن حسني السباعي                                                                                   | 1384 هـ         |         |
| الشفا بتعريف حقوق المصطفى - مذيلا بالحاشية المسماة مزيل الخفاء عن ألفاظ الشفاء                    | أبو الفضل القاضي عياض بن موسى اليحصبي                                                                   | 544 هـ          |         |
| الشمائل المحمدية                                                                                  | محمد بن عيسى بن سَوْرة بن موسى بن الضحاك، الترمذي، أبو عيسى                                               | 279 هـ          |         |
| القول المبين في سيرة سيد المرسلين                                                                 | محمد الطيب النجار                                                                                       | 1411 هـ         |         |
| المواهب اللدنية بالمنح المحمدية                                                                   | أحمد بن محمد بن أبى بكر بن عبد الملك القسطلاني القتيبي المصري، أبو العباس، شهاب الدين                   | 923 هـ          |         |
| الوفا بتعريف فضائل المصطفى                                                                        | جمال الدين عبد الرحمن بن علي بن محمد الجوزي                                                             | 597 هـ          |         |
| ألفية العراقي في السيرة                                                                           | أبو الفضل زين الدين عبد الرحيم بن الحسين بن عبد الرحمن بن أبي بكر بن إبراهيم العراقي                    | 806 هـ          |         |
| بداية السول في تفضيل الرسول صلى الله عليه وسلم                                                    | عبد العزيز بن عبد السلام بن أبي القاسم بن الحسن السلمي الدمشقي، عز الدين الملقب بسلطان العلماء          | 660 هـ          |         |
| بعض فوائد صلح الحديبية                                                                            | محمد بن عبد الوهّاب بن سليمان                                                                            | 1206 هـ         |         |
| تهذيب سيرة ابن هشام                                                                               | عبد السلام محمد هارون                                                                                   | 1408 هـ         |         |
| جمع الوسائل في شرح الشمائل                                                                        | علي بن (سلطان) محمد، أبو الحسن نور الدين الملا الهروي القاري                                            | 1014 هـ         |         |
| جوامع السيرة وخمس رسائل أخرى لابن حزم                                                             | أبو محمد علي بن أحمد بن سعيد بن حزم الأندلسي القرطبي الظاهري                                            | 456 هـ          |         |
| حدائق الأنوار ومطالع الأسرار في سيرة النبي المختار                                                | محمد بن عمر بحرق الحضرمي الشافعي                                                                        | 930 هـ          |         |
| دروس الهجرة                                                                                       | عطية محمد سالم                                                                                          | 1420 هـ         |         |
| دفاع عن الحديث النبوي والسيرة                                                                     | محمد ناصر الدين الألباني                                                                                | 1420 هـ         |         |
| ذخائر العقبى                                                                                      | محب الدين أحمد بن عبد الله، أبو جعفر الطبري                                                             | 694 هـ          |         |
| روضة الأنوار في سيرة النبي المختار                                                                | صفي الرحمن المباركفوري                                                                                  | 1427 هـ         |         |
| سبل الهدى والرشاد، في سيرة خير العباد، وذكر فضائله وأعلام نبوته وأفعاله وأحواله في المبدأ والمعاد | محمد بن يوسف الصالحي الشامي                                                                             | 942 هـ          |         |
| عيون الأثر                                                                                        | محمد بن عبد الله بن يحي بن سيد الناس                                                                    | 734 هـ          |         |
| غزوات الرسول وسراياه                                                                              | أبو عبد الله محمد بن سعد بن منيع الهاشمي بالولاء، البصري، البغدادي المعروف بابن سعد                     | 230 هـ          |         |
| فضل الصلاة على النبي صلى الله عليه وسلم                                                           | القاضي أبو إسحاق إسماعيل بن إسحاق بن إسماعيل بن حماد بن زيد الأزدي البصري ثم البغدادي المالكي الجهضمي   | 282 هـ          |         |
| فقه السيرة                                                                                        | محمد الغزالي                                                                                            | 1416 هـ         |         |
| مغازي الواقدي                                                                                     | أبو عبد الله محمد بن عمر بن واقد الواقدي                                                                | 207 هـ          |         |
| منية السول في تفضيل الرسول (صلى الله عليه وسلم)                                                   | أبو محمد عز الدين عبد العزيز بن عبد السلام بن أبي القاسم بن الحسن السلمي الدمشقي، الملقب بسلطان العلماء | 660 هـ          |         |
| نور اليقين في سيرة سيد المرسلين                                                                   | محمد الخضري                                                                                             | 1345 هـ         |         |
| نيل السول من تاريخ الأمم وسيرة الرسول                                                             | حافظ بن أحمد بن علي الحكمي                                                                              | 1377 هـ         |         |

## الأخلاق والرقائق والأذكار

كتاب حراسة الفضيلة طبعت سنة 1421 هجرية (2000-2001م) للمؤلف بكر بن عبدالله أبو زيد ، والذي نشره دار العاصمة بالعاصمة السعودية الرياض.

| اسم الكتاب                                                                 | المؤلف                                                                                   | سنة وفاة المؤلف | ملاحظات                                                     |
| -------------------------------------------------------------------------- | ---------------------------------------------------------------------------------------- | --------------- | ----------------------------------------------------------- |
| رسالة في علم الأخلاق                                                       | أبو إسحاق الشيرازي                                                                       | 476 هـ          |                                                             |
| الاستعداد للموت وسؤال القبر                                                | المليباري                                                                                | 987 هـ          |                                                             |
| الأخلاق والسير في مداواة النفوس                                            | ابن حزم                                                                                  | 456 هـ          |                                                             |
| الأدب الصغير والأدب الكبير                                                 | عبد الله بن المقفع                                                                       | 142 هـ          |                                                             |
| الأذكار                                                                    | النووي - ت الأرنؤوط                                                                      | 676 هـ          |                                                             |
| الأذكار                                                                    | النووي - ط ابن حزم                                                                       | 676 هـ          |                                                             |
| الأذكياء                                                                   | الحافظ ابن الجوزي                                                                        | 597 هـ          |                                                             |
| الأربعون النووية                                                           | الإمام النووي                                                                            | 676 هـ          |                                                             |
| الأعضاء والنفس                                                             | الحكيم الترمذي                                                                           | نحو 320 هـ      |                                                             |
| الآداب الشرعية والمنح المرعية                                              | ابن مفلح المقدسي                                                                         | 763 هـ          |                                                             |
| الآداب النافعة بالألفاظ المختارة الجامعة                                   | ابن شمس الخلافة                                                                          | 622 هـ          |                                                             |
| البر والصلة                                                                | ابن الجوزي                                                                               | 597 هـ          |                                                             |
| التبصرة                                                                    | ابن الجوزي                                                                               | 597 هـ          |                                                             |
| التخويف من النار والتعريف بحال دار البوار                                  | ابن رجب الحنبلي                                                                          | 795 هـ          |                                                             |
| التذكرة بأحوال الموتى وأمور الآخرة                                         | القرطبي                                                                                  | 671 هـ          |                                                             |
| التذكرة في الوعظ                                                           | ابن الجوزي                                                                               | 597 هـ          |                                                             |
| الترغيب والترهيب                                                           | المنذري                                                                                  | 656 هـ          |                                                             |
| التماس السعد في الوفاء بالوعد                                              | السخاوي                                                                                  | 902 هـ          |                                                             |
| التوابين                                                                   | ابن قدامة                                                                                | 620 هـ          |                                                             |
| التوبيخ والتنبيه                                                           | أبو الشيخ الأصبهاني                                                                      | 369 هـ          |                                                             |
| التوهم في وصف أحوال الآخرة                                                 | الحارث بن أسد المحاسبي                                                                   | 243 هـ          |                                                             |
| الثبات عند الممات                                                          | ابن الجوزي                                                                               | 597 هـ          |                                                             |
| الحث على حفظ العلم وذكر كبار الحفاظ                                        | ابن الجوزي                                                                               | 597 هـ          |                                                             |
| الحث على طلب العلم والاجتهاد في جمعه                                       | لأبي هلال العسكري                                                                        | نحو 395 هـ      |                                                             |
| الحجاب                                                                     | المنفلوطي                                                                                | 1343 هـ         |                                                             |
| الخطب المنبرية                                                             | محمد بن عبد الوهّاب                                                                       | 1206 هـ         | مطبوع ضمن مؤلفات الشيخ محمد بن عبد الوهّاب، الجزء الثاني عشر |
| الذريعة إلى مكارم الشريعة                                                  | الأصفهاني                                                                                | 502 هـ          |                                                             |
| الذكر الثمين -                                                             | محمد بن صالح العثيمين                                                                    | 1421 هـ         |                                                             |
| الرسالة القشيرية                                                           | أبي القاسم عبد الكريم بن هوازن القشيري                                                   | 465 هـ          |                                                             |
| الزهد الكبير                                                               | البيهقي                                                                                  | 458 هـ          |                                                             |
| الزهد                                                                      | أحمد بن حنبل                                                                             | 241 هـ          |                                                             |
| الزهد                                                                      | ابن أبي عاصم                                                                             | 287 هـ          |                                                             |
| الزهد                                                                      | المعافى بن عمران الموصلي                                                                 | 185 هـ          |                                                             |
| الزهد                                                                      | أسد بن موسى                                                                              | 212 هـ          |                                                             |
| الزهد                                                                      | هناد بن السري                                                                            | 243 هـ          |                                                             |
| الزهد                                                                      | وكيع                                                                                     | 197 هـ          |                                                             |
| الزهر الفائح في ذكر من تنزه عن الذنوب والقبائح                             | ابن الجزري                                                                               | 833 هـ          |                                                             |
| الزواجر عن اقتراف الكبائر                                                  | بن حجر الهيتمي                                                                           | 974 هـ          |                                                             |
| الصبر مطية النجاح                                                          | ابن ظهير الإربلي                                                                         | 677 هـ          |                                                             |
| الضياء اللامع من الخطب الجوامع                                             | محمد بن صالح العثيمين                                                                    | 1421 هـ         |                                                             |
| العاقبة في ذكر الموت -                                                     | ابن الخراط                                                                               | 581 هـ          |                                                             |
| العزلة                                                                     | الخطابي                                                                                  | 388 هـ          |                                                             |
| العقل والهوى                                                               | الحكيم الترمذي                                                                           | نحو 320 هـ      |                                                             |
| العلم                                                                      | العثيمين                                                                                 | 1421 هـ         |                                                             |
| الغنية لطالبي طريق الحق                                                    | الإمام الجيلاني                                                                          | 561 هـ          |                                                             |
| الفرق بين النصيحة والتعيير                                                 | ابن رجب الحنبلي                                                                          | 795 هـ          |                                                             |
| الفواكه الشهية في الخطب المنبرية والخطب المنبرية على المناسبات             | السعدي                                                                                   | 1376 هـ         |                                                             |
| الفوائد والزهد والرقائق والمراثي                                           | جعفر الخلدي                                                                              | 348 هـ          |                                                             |
| الكبائر                                                                    | الذهبي                                                                                   | 748 هـ          |                                                             |
| الكلم الطيب                                                                | ابن تيمية                                                                                | 728 هـ          |                                                             |
| الكلم النوابغ                                                              | الزمخشري                                                                                 | 538 هـ          |                                                             |
| اللآلي                                                                     | ابن الجوزي                                                                               | 597 هـ          |                                                             |
| اللطائف                                                                    | ابن الجوزي                                                                               | 597 هـ          |                                                             |
| المدهش                                                                     | ابن الجوزي                                                                               | 597 هـ          |                                                             |
| المروءة                                                                    |                                                                                          | 309 هـ          |                                                             |
| المستغيثين بالله تعالى عند المهمات والحاجات                                | أبو القاسم خلف بن عبد الملك بن مسعود بن بشكوال الخزرجي الأنصاري الأندلسي المتوفى: 578هـ  | 578 هـ          |                                                             |
| المقلق                                                                     | ابن الجوزي                                                                               | 597 هـ          |                                                             |
| المنثور                                                                    |                                                                                          | 597 هـ          |                                                             |
| المنفرجتان                                                                 | زكريا بن محمد بن أحمد بن زكريا الأنصاري، زين الدين أبو يحيى السنيكي                      | 926 هـ          |                                                             |
| المنقذ من الضلال                                                           | محمد بن محمد أبو حامد الغزالي                                                            | 505 هـ          |                                                             |
| المنهيات                                                                   | محمد بن علي بن الحسن بن بشر، أبو عبد الله، الحكيم الترمذي                                | نحو 320 هـ      |                                                             |
| النصيحة الكافية لمن خصه الله بالعافية                                      | شهاب الدين أبو العباس أحمد بن أحمد بن محمد بن عيسى البرنسي الفاسي، المعروف بـ زروق       | 899 هـ          |                                                             |
| النصيحة الولدية                                                            | أبي الوليد سليمان بن خلف الباجي                                                          | 474 هـ          |                                                             |
| النهاية في الفتن والملاحم                                                  |                                                                                          | 774 هـ          |                                                             |
| الوسائل المفيدة للحياة السعيدة                                             | عبد الرحمن بن ناصر بن عبد الله السعدى                                                    | 1376 هـ         |                                                             |
| إحياء علوم الدين                                                           | محمد بن محمد أبو حامد الغزالي                                                            | 505 هـ          |                                                             |
| أخلاق الشباب المسلم                                                        | أبو شكيب محمد تقي الدين بن عبد القادر الهلالي                                            | 1407 هـ         |                                                             |
| أخلاق العلماء                                                              | الآجري                                                                                   | 360 هـ          |                                                             |
| أدب الدنيا والدين                                                          | أبو الحسن، علي بن محمد بن حبيب البصري الماوردي                                           | 450 هـ          |                                                             |
| أدب الطلب ومنتهى الأدب                                                     | الشوكاني ، محمد بن علي                                                                   | 1250 هـ         |                                                             |
| أدب المجالسة وحمد اللسان                                                   | يوسف بن عبد االله بن عبد البر النمري أبو يوسف                                            | 463 هـ          |                                                             |
| أدب النفس                                                                  | محمد بن علي الحكيم الترمذي                                                               | نحو 320 هـ      |                                                             |
| أسباب المغفرة                                                              | عبد الرحمن بن أحمد بن رجب الحنبلي                                                        | 795 هـ          |                                                             |
| أصناف المغرورين                                                            | لحجة الإسلام أبو حامد الغزالى                                                            | 505 هـ          |                                                             |
| أهوال القبور وأحوال أهلها إلى النشور                                       | : زين الدين عبد الرحمن بن أحمد بن رجب بن الحسن الحنبلي                                   | 795 هـ          |                                                             |
| آداب الأكل                                                                 | أحمد بن عماد الدين الأقفهسي                                                              | 808 هـ          |                                                             |
| آداب الشافعي ومناقبه                                                       | أبو محمد عبد الرحمن بن محمد بن إدريس بن المنذر التميمي، الحنظلي، الرازي ابن أبي حاتم     | 327 هـ          |                                                             |
| آداب العشرة وذكر الصحبة والأخوة                                            | محمد بن محمد بن محمد الغزي العامري الدمشقي، أبو البركات، بدر الدين ابن رضي الدين         | 984 هـ          |                                                             |
| آداب العلماء والمتعلمين                                                    | الحسين بن المنصور بالله القاسم بن محمد بن علي اليمني                                     | 1050 هـ         |                                                             |
| آداب المواكلة                                                              | محمد بن محمد بن محمد الغزي العامري الدمشقي، أبو البركات، بدر الدين ابن رضي الدين         | 984 هـ          |                                                             |
| آداب النفوس                                                                | المحاسبي                                                                                 | 243 هـ          |                                                             |
| بحر الدموع                                                                 | عبد الرحمن بن علي بن محمد بن الجوزي جمال الدين أبو الفرج                                 | 597 هـ          |                                                             |
| بداية الهداية                                                              | محمد بن محمد أبو حامد الغزالي                                                            | 505 هـ          |                                                             |
| بر الوالدين                                                                | عبد الرحمن بن علي بن محمد بن الجوزي جمال الدين أبو الفرج                                 | 597 هـ          |                                                             |
| بريقة محمودية في شرح طريقة محمدية وشريعة نبوية في سيرة أحمدية              | محمد بن محمد بن مصطفى بن عثمان، أبو سعيد الخادمى الحنفي                                  | 1156 هـ         |                                                             |
| بزوغ الهلال في الخصال الموجبة للظلال                                       | جلال الدين السيوطي                                                                       | 911 هـ          |                                                             |
| بستان العارفين                                                             | النووي                                                                                   | 676 هـ          |                                                             |
| بستان الواعظين ورياض السامعين                                              | جمال الدين أبو الفرج عبد الرحمن بن علي بن محمد الجوزي                                    | 597 هـ          |                                                             |
| بشارة المحبوب بتكفير الذنوب                                                | عبد الرحمن بن خليل بن سلامة، زين الدين الأذرعي القابوني، ويعرف بابن الشيخ خليل           | 869 هـ          |                                                             |
| بشرى الكئيب بلقاء الحبيب                                                   | عبد الرحمن بن أبي بكر، جلال الدين السيوطي                                                | 911 هـ          |                                                             |
| بهجة المجالس وأنس المجالس                                                  | أبو عمر يوسف بن عبد الله بن محمد بن عبد البر بن عاصم النمري القرطبي                      | 463 هـ          |                                                             |
| بيان فضل علم السلف على علم الخلف                                           | ابن رجب الحنبلي                                                                          | 795 هـ          |                                                             |
| تحفة الأخيار ببيان جملة نافعة مما ورد في الكتاب والسنة من الأدعية والأذكار | عبد العزيز بن عبد الله بن باز                                                            | 1420 هـ         |                                                             |
| تحفة الذاكرين بعدة الحصن الحصين                                            | محمد بن علي الشوكاني                                                                     | 1250 هـ         |                                                             |
| تذكره الآباء وتسليه الأبناء المعروف بـالدراري في ذكر الزراري               | عمر بن أحمد بن هبة الله بن أبي جرادة العقيلي، كمال الدين ابن العديم                      | 660 هـ          |                                                             |
| تسلية الأعمى عن بلية العمى                                                 | علي بن (سلطان) محمد، أبو الحسن نور الدين الملا الهروي القاري                             | 1014 هـ         |                                                             |
| تسلية أهل المصائب                                                          | محمد بن محمد بن محمد، شمس الدين المنبجي                                                  | 785 هـ          |                                                             |
| تسلية نفوس النساء والرجال عند فقد الأطفال                                  | زين الدين عبد الرحمن بن أحمد بن رجب بن الحسن                                             | 795 هـ          |                                                             |
| تفصيل النشأتين وتحصيل السعادتين                                            | الراغب الأصفهاني                                                                         | 502 هـ          |                                                             |
| تلبيس إبليس                                                                | ابن الجوزي                                                                               | 597 هـ          |                                                             |
| تلخيص العبارة في نحو أهل الإشارة                                           | عز الدين عبد السلام بن أحمد بن غانم بن علي المقدسي الشافعي                               | 678 هـ          |                                                             |
| تمهيد الفرش في الخصال الموجبة لظل العرش                                    | عبد الرحمن بن أبي بكر، جلال الدين السيوطي                                                | 911 هـ          |                                                             |
| تنبيه الغافلين بأحاديث سيد الأنبياء والمرسلين                              | السمرقندي                                                                                | 373 هـ          |                                                             |
| تنبيه النائم الغمر على مواسم العمر                                         | لابن الجوزى                                                                              | 597 هـ          |                                                             |
| تهذيب الأخلاق وتطهير الأعراق                                               | أبو علي أحمد بن محمد بن يعقوب مسكويه                                                     | 421 هـ          |                                                             |
| توجيهات إسلامية                                                            | عبد الله بن حميد                                                                         | 1402 هـ         |                                                             |
| توجيهات إسلامية                                                            | محمد بن جميل زينو                                                                        | 1431 هـ         |                                                             |
| حراسة الفضيلة                                                              | بكر بن عبد الله أبو زيد.                                                                 | 1429 هـ         |                                                             |
| حسن السمت في الصمت                                                         | عبد الرحمن بن أبي بكر السيوطي                                                            | 911 هـ          |                                                             |
| حفظ العمر                                                                  | ابن الجوزي                                                                               | 597 هـ          |                                                             |
| حلية طالب العلم                                                            | بكر بن عبد الله أبو زيد                                                                  | 1429 هـ         |                                                             |
| درر الحكم                                                                  | أبو منصور الثعالبي                                                                       | 429 هـ          |                                                             |
| دستور الأخلاق في القرآن                                                    | محمد عبد الله دراز                                                                       | 1377 هـ         |                                                             |
| ديوان أبي إسحاق الإلبيري                                                   | أبو إسحاق التُّجيبي الإِلبِيري (                                                             | 460 هـ          |                                                             |
| ذم الهوى                                                                   |                                                                                          | 597 هـ          |                                                             |
| رجال حول الرسول                                                            |                                                                                          | 1416 هـ         |                                                             |
| رسالة المسترشدين                                                           |                                                                                          | 243 هـ          |                                                             |
| روضة العقلاء ونزهة الفضلاء                                                 |                                                                                          | 354 هـ          |                                                             |
| رياض الصالحين                                                              | ت الفحل                                                                                  | 676 هـ          |                                                             |
| رياض الصالحين                                                              | الإمام النووي                                                                            | 676 هـ          | ط الرسالة                                                   |
| رياضة النفس                                                                |                                                                                          | نحو 320 هـ      |                                                             |
| زغل العلم                                                                  |                                                                                          | 748 هـ          |                                                             |
| سلاح المؤمن في الدعاء                                                      |                                                                                          | 745 هـ          |                                                             |
| سلوة الأحزان للاجتناب عن مجالسة الأحداث والنسوان                           |                                                                                          | بعد 1167 هـ     |                                                             |
| شأن الدعاء                                                                 |                                                                                          | 388 هـ          |                                                             |
| صفة الصفوة                                                                 |                                                                                          | 597 هـ          |                                                             |
| صيد الخاطر                                                                 |                                                                                          | 597 هـ          |                                                             |
| عيوب النفس                                                                 |                                                                                          | 412 هـ          |                                                             |
| غذاء الألباب في شرح منظومة الآداب                                          |                                                                                          | 1188 هـ         |                                                             |
| فضائل الأعمال                                                              | المقدسي                                                                                  | 643 هـ          |                                                             |
| في السلوك الإسلامي القويم                                                  |                                                                                          | 1281 هـ         |                                                             |
| قصيدة عنوان الحكم                                                          |                                                                                          | 400 هـ          |                                                             |
| قوت القلوب في معاملة المحبوب ووصف طريق المريد إلى مقام التوحيد             | أبو طالب المكي                                                                           | 386 هـ          |                                                             |
| كشف الكربة في وصف أهل الغربة                                               |                                                                                          | 795 هـ          |                                                             |
| كيمياء السعادة                                                             | محمد بن محمد أبو حامد الغزالي                                                            | 505 هـ          |                                                             |
| لطائف المعارف                                                              | ابن رجب                                                                                  | 597 هـ          |                                                             |
| ما رواه الأساطين في عدم المجيء إلى السلاطين                                |                                                                                          | 911 هـ          |                                                             |
| مجالس شهر رمضان                                                            |                                                                                          | 1421 هـ         |                                                             |
| مجموعة القصائد الزهديات                                                    |                                                                                          | 1422 هـ         |                                                             |
| مختصر شعب الإيمان                                                          | عمر بن عبد الرحمن بن عمر بن أحمد، إمام الدين، أبو القاسم الكرخي التميمي القزويني الشافعيّ | 699 هـ          |                                                             |
| مشارع الأشواق في مصارع العشاق                                              | ابن النحاس الدمشقي الدمياطي                                                              | 814 هـ          |                                                             |
| مشكاة الأنوار                                                              | محمد بن محمد أبو حامد الغزالي                                                            | 505 هـ          |                                                             |
| مطلع البدرين فيمن يؤتى أجره مرتين                                          | عبد الرحمن بن أبي بكر، جلال الدين السيوطي                                                | 911 هـ          |                                                             |
| مفتاح الأفكار للتأهب لدار القرار                                           | أبو محمد عبد العزيز بن محمد بن عبد الرحمن بن عبد المحسن السلمان                          | 1422 هـ         |                                                             |
| مقاصد الرعاية لحقوق الله عز وجل                                            | الإمام العز بن عبد السلام                                                                | 660 هـ          |                                                             |
| مكارم الأخلاق                                                              | ابن عثيمين                                                                               | 1421 هـ         |                                                             |
| مكفرات الذنوب وموجبات الجنة                                                | ابن الديبع الشيباني                                                                      | 944 هـ          |                                                             |
| من أعلام أهل السنة والجماعة عبد الله بن المبارك                            | أبو ياسر محمد بن مطر بن عثمان آل مطر الزهراني                                            | 1427 هـ         |                                                             |
| من هدي السلف في طلب العلم                                                  | أبو ياسر محمد بن مطر بن عثمان آل مطر الزهراني                                            | 1427 هـ         |                                                             |
| منازل السائرين                                                             | عبد الله الأنصاري الهروي                                                                 | 481 هـ          |                                                             |
| موارد الظمآن لدروس الزمان                                                  | عبد العزيز المحمد السلمان                                                                | 1422 هـ         |                                                             |
| مواسم العمر                                                                | ابن الجوزي                                                                               | 597 هـ          |                                                             |
| مواعظ ابن الجوزي الياقوتة                                                  | جمال الدين أبو الفرج عبد الرحمن بن علي بن محمد الجوزي                                    | 597 هـ          |                                                             |
| موضوعات صالحة للخطب والوعظ                                                 | محمد بن عبد الرحمن بن قاسم                                                               | 1421 هـ         |                                                             |
| موعظة المؤمنين من إحياء علوم الدين                                         | محمد جمال الدين بن محمد سعيد بن قاسم ... القاسمي                                         | 1332 هـ         |                                                             |
| ميزان العمل                                                                | محمد بن محمد أبو حامد الغزالي                                                            | 505 هـ          |                                                             |
| نحو القلوب                                                                 | عبد الكريم بن هوازن القشيري                                                              | 465 هـ          |                                                             |
| نزهة المجالس ومنتخب النفائس                                                | الصفوري                                                                                  | 894 هـ          |                                                             |
| نشر طي التعريف في فضل حملة العلم الشريف والرد على ماقتهم السخيف            | جمال الدين محمد بن عبد الرحمن ابن عمر الحبيشي.                                           | 786 هـ          |                                                             |
| هكذا علمتني الحياة                                                         | للكاتب مصطفى السباعي                                                                     | 1384 هـ         |                                                             |
| وصية الشيخ السلمي                                                          | محمد بن الحسين بن محمد بن موسى بن خالد بن سالم النيسابوري                                | 412 هـ          |                                                             |
| وظائف رمضان                                                                |                                                                                          | 1392 هـ         |                                                             |
| يقظة أولي الاعتبار                                                         | صديق حسن خان القنوجي                                                                     | 1307 هـ         |                                                             |